# 김영삼
김영삼(金泳三, 1929년 1월 14일~2015년 11월 22일)은 대한민국의 제14대 대통령이다. 대한민국 역대 최연소인 만 25세의 나이로 국회의원에 당선되어 9선 의원을 지내면서 김대중과 민주 진영의 지도자로 활동했다. 호는 거산(巨山), 본관은 김녕(金寧)이며, 경상남도 거제군 출생이다.
1954년 거제에서 만 25세로 제3대 민의원 선거에 출마해 당선되며 역대 최연소 국회의원이 되었다. 9선 국회의원을 지내며 유신정권의 야당 지도자로서 민주당 원내총무, 민정당 대변인, 신민당 원내총무로 활동하며 민주화 운동을 이끌었다.
박정희 정부로부터 질산 테러 등의 탄압을 받았다고 주장했다. 1979년 10월에는 YH 무역 여공 농성 사건 이후 타임과의 인터뷰에서 미국에 박정희 정권에 대한 지지를 철회할 것을 주장하였다. 유신정권은 이 발언을 문제삼아 의원직 제명 파동을 일으켜 부마항쟁을 촉발했다. 1983년에는 5.18 광주 민주화 운동 기념일을 기해 23일 동안 단식투쟁에 돌입했다. 6월 민주 항쟁 이후 통일민주당 총재로 민주화추진협의회를 구성해 민주진영을 구축했다. 1986년 대통령 직선제 개헌 1천만 서명운동을 전개하였다. 1990년 민주정의당-통일민주당-신민주공화당 3당 합당을 선언하여 민주자유당 대표최고위원으로 추대되었다. 1993년 제14대 대통령에 취임하며 32년 만에 군사 정권의 마침표를 찍었고, 문민 정부의 시대를 열었다.
대통령 재임 중 금융실명제(1993년 8월 12일)를 도입하고 차명 부정 계좌를 단속 및 처벌하였으며, 지방자치제를 전면 실시하였다. 대한민국 임시정부 법통 명문화 등 역사 바로 세우기 정책의 일환으로 옛 조선총독부 건물을 폭파 철거하였고, 국군 내 사조직인 하나회를 척결했다. 또한 전두환·노태우 두 전직 대통령의 비자금을 수사하여 처벌하였고, 군사반란과 5.17 쿠데타 및 5.18 민주화 운동 진압의 책임을 물어 군사 정권 관계자들을 사법처리하였다. 1997년 외환위기로 IMF에 구제금융을 요청하였다. 2015년 11월 22일 0시 22분 서울대학교병원 중환자실에서 혈액감염 의심 증세로 치료를 받던 중 서거하였다. 서울대학교병원 측에선, 김영삼 전 대통령 서거 후 기자회견에서 급성 패혈증과 심부전증이 사인이라고 밝혔다. 그의 장례는 대한민국 최초로 5일 기간의 국가장으로 거행되었으며, 장지는 서울특별시 동작구의 국립서울현충원에 안장되었다.

## 학력
- 1940년 3월 거제장목국민학교(졸업)
- 1941년 3월 통영중고등학교(전퇴)→1946년 3월 부산경남중고등학교(졸업)
- 1951년 2월 서울대학교 문리과대학 문학부 철학과(학사, 1947년 3월 입학~1951년 2월 학사)

### 명예 박사 학위
- 1994년 일본 와세다대학 법학 명예박사
- 2006년 6월 원광대학교 정치학 명예박사

## 경력
- 1950.5. 제2대 국회의원 선거 무소속 장택상 국회의원 후보 선거운동원
- 1951.2. 국방부 정훈국 대북방송 담당원
- 1951. 장택상 국회부의장 비서관
- 1952.5. 국무총리비서실 인사비서관
- 1954년 5월 20일: 제3대 민의원의원 선거 당선(경남 통영군 을, 자유당, 초선)
- 1954.5.~1958.5. 제3대 민의원의원(경남 통영군 을, 자유당→무소속→민주당, 초선)
- 1955.4. 민주당 창당발기위원
- 1958.5.2. 제4대 민의원의원 선거 후보(경남 부산시 서구 갑, 민주당, 낙선)
- 1960년 7월 29일: 제5대 민의원의원 선거 당선(경남 부산시 서구 갑, 민주당, 재선)
- 1960.7.~1961.5. 제5대 민의원의원(경남 부산시 서구 갑, 민주당→무소속→신민당, 재선)
- 1961.2. 신민당 원내부총무
- 1963.5. 민정당 대변인
- 1963년 11월 26일: 제6대 국회의원 선거 당선(부산 서구, 민정당, 3선)
- 1963.12.~1967.7. 제6대 국회의원(부산 서구, 민정당→민중당→신민당, 3선)
- 1965.6. 민중당 원내총무
- 1967년 6월 8일: 제7대 국회의원 선거 당선(부산 서구, 신민당, 4선)
- 1967.7.~1971.7. 제7대 국회의원(부산 서구, 신민당→무소속→신민당, 4선)
- 1969.5. 신민당 원내총무
- 1970.9. 제7대 대통령 선거 신민당 경선 후보(1차 경선 1위, 최종 경선 2위)
- 1971년 5월 25일: 제8대 국회의원 선거 당선(부산 서구, 신민당, 5선)
- 1971.7.~1972.10. 제8대 국회의원(부산 서구, 신민당, 5선)
- 1973년 2월 27일: 제9대 국회의원 선거 당선(부산 서구·동구, 신민당, 6선)
- 1973.3.~1979.3. 제9대 국회의원(부산 서구·동구, 신민당, 6선)
- 1976.5. 신민당 총재 경선 후보 (낙선)
- 1978년 12월 12일: 제10대 국회의원 선거 당선(부산 서구·동구, 신민당, 7선)
- 1979.3.~1979.10. 제10대 국회의원(부산 서구·동구, 신민당, 7선)
- 1979.5. 신민당 총재
- 1983. 민주화추진협의회 발기인
- 1985.1. 신한민주당 창당발기인
- 1987.5. 통일민주당 창당발기인
- 1987.5.~1988.2. 통일민주당 총재
- 1987.5. 민주헌법쟁취 국민운동본부 고문
- 1987.11.~1987.12. 제13대 대통령 선거 통일민주당 후보(낙선)
- 1988년 4월 26일: 제13대 국회의원 선거 당선(부산 서구, 통일민주당, 8선)
- 1988.5.~1992.5. 제13대 국회의원(부산 서구, 통일민주당→민주자유당, 8선)
- 1988.5.~1990.1. 통일민주당 총재
- 1990.2.~1990.5. 민주자유당 최고위원
- 1990.5.~1992.5. 민주자유당 대표최고위원
- 1992년 3월 26일: 제14대 국회의원 선거 당선(전국구, 민주자유당, 9선)
- 1992.5.~1992.10. 제14대 국회의원(전국구 1번, 민주자유당, 9선)
- 1992.4.~1992.5. 제14대 대통령 선거 민주자유당 경선후보(최종 1위)
- 1992.5.~1992.12. 제14대 대통령 선거 민주자유당 후보
- 1992.5.~1992.8. 민주자유당 대표최고위원 연임
- 1992.8.~1995.2. 민주자유당 총재
- 1992년 12월 18일: 제14대 대한민국 대통령 당선
- 1992.12.19.~1993.2.24. 제14대 대한민국 대통령 당선인
- 1993.2.25.~1998.2.24. 제14대 대한민국 대통령
- 1995.2.~1995.12. 민주자유당 총재 연임
- 1995.12.~1997.9. 신한국당 총재
- 1997.9.~1997.11. 신한국당 명예총재
- 1997.11. 신한국당 탈당
- 1999.6. 백범기념관 건립위원회 고문
- 2002.4. 일본 와세다대학 특명 교수
- 2003.9. 자유북한방송 방송위원회 명예위원장
- 2008.5. 한국티볼협회 총재
- 2009.5. 노무현 전 대통령 국민장 장의위원회 고문
- 2011.7. 범국민 안보공감 캠페인 명예위원장

## 대통령이 되기 이전

### 출생과 가계
김영삼은 1929년 1월 14일(1928년 음력 12월 4일), 경상남도 통영군 장목면 외포리(現 경상남도 거제시 장목면 외포리)에서 아버지 김홍조와 어머니 박부련 사이에서 1남 5녀 중 첫째로 태어났다. 그가 출생할 당시 거제도는 통영군 소속이었다. 거제도에는 큰달섬과 작은달섬이라는 이름의 부속도서가 딸려 있는데, 그의 선조들은 거제도에 딸린 섬을 각각 나눠 차지하여 살았다하여 거제도에는 큰달섬과 작은달섬이라는 이름이 붙었다는 전설이 있다. 거제도 큰달섬에 정착한 이는 김영삼의 11대조 김복원(金復元)이였다. 작은달섬에 정착한 11대 방조의 후손들은 번창했지만, 11대조 이후 김영삼의 증조할아버지 김수열 대까지 독자로 이어져 왔다. 그리고 10대조 김진손(金進遜)이 외포리 대계마을에 터를 잡았다. 김진손의 손자 8대조 김철명(金哲明)은 한성부 판윤을 지냈다.
큰달섬에 이주한 김영삼의 직계 선조에게는 후손이 귀하여 번창하지 못했고, 할아버지가 7남매를 두게 되지만 큰아버지가 29세로 요절하여 아버지 김홍조는 유일한 독자였다. 그의 형제 둘은 어려서 요절하여 그는 사실상 외아들이 되었다. 그의 가계는 거제도에서 멸치어장을 소유하던 부유한 집안의 아들이었고, 할아버지 김동옥의 대에 이르러서 어업으로 가계를 다시 일으켰다.
어머니 박부련은 박침배의 2남 1녀 중 장녀로, 같은 마을에 살던 김홍조와 결혼하여 슬하에 1남 5녀를 두었다. 그러나 박부련은 1960년 무장공비 2명에 의해 살해되었고, 김홍조는 이후 최남순과 재혼하였으나 그녀 역시 일찍 세상을 떠났다. 그 후 김홍조는 1985년 74세에 13살 연하였던 이수남과 재혼하였다. 그가 태어날 무렵 김홍조는 어선을 10여 척 이상 보유하였으며 멸치 어장을 꾸려가는 인근 마을에서는 꽤 알려진 부자 집안이었다.

#### 유년기와 소년기
그는 유년기 시절 할아버지의 영향을 받았다고 한다. 손이 귀한 집의 독자로 태어난 그는 할아버지를 따라 망망대해를 누비며 포부를 키웠다 한다. 그는 김영삼에게 사나이다운 배포와 우직하리만큼 강직한 성품을 심어주었다 한다. 늘 험한 바다와 싸우는 갯가에는 해신에게 무사를 기원하는 기도를 했지만 할아버지는 일찍부터 기독교에 심취, 사랑방을 기도실로 꾸며 외지에서 전도사나 목사 등을 자주 초청하여 예배를 보았고 숱한 동네사람들의 반발을 무릅쓰고 집 앞의 뽕밭을 기부하여 교회를 짓기도 하였다. 신문물에 일찍 눈을 뜬 할아버지는 마을 주민들에게 기독교를 전도하였고, 조부의 노력에 힘입어 기독교 신자들이 거제도의 다른 마을에서도 나타나기 시작했다.
교회는 이주하였지만 할아버지의 노력으로 섬마을 사람들 거의가 기독교를 믿게 되었으며, 아버지와 어머니는 물론 김영삼도 세례교인이 되었다. 8세에 면사무소 소재지에 있는 장목소학교에 입학했는데, 학급에서 그는 가장 어린 소년이었다 한다. 학급번호는 키순서로 32번이었고, 편도 20리의 고된 통학을 염려하여 그의 부모는 근처에 하숙을 마련해 주어 하숙생활을 하였다.
소년시절부터 일본인들의 강제적 식민통치에 반발하였으며, 일본인들이 거제도를 거지도, 거지 섬이라고 발음하는 것에 자존심이 상한 그는 일본인들을 못마땅하게 여겼다 한다. 중학교 진학 이후 사춘기 무렵부터는 같은 학교, 같은 반에 있는 일본인 학생들과 수시로 갈등을 빚기도 했다.일제강점기 말기(1940년) 창씨개명이 강요되었던 시절에(당시 13세), 가네무라 고유(金村康右)라는 이름으로 창씨개명을 했다.

### 청소년기

#### 중학교 시절
1940년 통영중학교에 입학한 이후 계속 시비를 거는 일본 학생들과 마찰을 빚었다. 통영중학교의 키타지마 교장은 그를 혹독하게 대하였다. 2학년 무렵 교장은 진해중학교로 전근을 갔는데 이날 2학년생 전원이 선창가 배에까지 이삿짐을 나르는데 동원되었다. 당시 귀하던 설탕이 10여 부대나 쏟아져 나오자 그는 설탕을 나르면서 이빨로 부대종이를 뜯어 일부러 설탕을 흘리며 날랐다. 다음날 진해로부터 당장 범인을 조사해서 알려달라는 전보가 통영중학교로 날아들었고 이로 인해 김영삼은 무기 정학을 받았다. 그러나 일본인 교사 가운데서도 한국인 학생의 처지를 끔찍이 이해해주던 와타나베(渡邊) 교감은 누구의 소행인 줄 알면서도 전교생을 운동장에 모아 점잖은 훈시만으로 감싸주어 설탕 사건의 위기는 모면했다 한다. 중학교 3학년 때, 3학년생 전원이 사천의 비행장 공사장으로 끌려가 '노동보국'이라는 이름의 강제노동에 끌려갈때 함께 끌려갔다. 그러나 비행장에서 사소한 시비로 일본인 학생들과 싸움이 붙어 무기정학을 당하기도 했다.

경남중학교 학생 시절의 김영삼(왼쪽)

그 뒤 1945년 11월 김영삼은 경남중학교로 전학했다. 이때부터 그는 대통령이 되기로 결심하고 자신의 장래 희망을 물으면 대통령이라 대답하였다고 한다. 이때 자신의 책상에 '미래의 대통령 김영삼'이라는 글씨를 늘 써놓곤 했다.
그는 학교에서 경성제국대학 철학과를 졸업하고 윤리과목을 들고 직접 강단에 섰던 교장 안용백 선생의 감화를 받은 김영삼은 철학과 입학을 결심하게 되었다. 모든 학문은 철학에서 시작된다는 안용백 교장의 훈시에 자극을 받게 되어 1947년 경남중학교를 졸업한 후 서울대학교 철학과에 입학했다. 그러나 철학보다는 정치에 관심이 있던 그는 몽고메리 원수 등에 관련된 서적을 읽거나 주로 신문의 정치 관련 기사들을 읽었다. 이승만, 김구 등의 강연회를 찾아다니게 된다. 이때 우연히 이승만 박사를 멀리서 본적이 있었다 하며 김구는 한번도 보지 못했다고 한다.
후일 회고담에 이승만과 김구를 비교하면서 "나는 김구를 만나 본 적이 없다. 그 양반이 돌아간 다음에 서울대 학생들과 경교장에 가서 시신을 본 적이 있다. 그 양반을 만난 적은 없다."라고 했다. 또한 이승만에 대해서는 "이 박사가 정치적 감각은 있었던 것 같다. 그런데 김구 씨는 이북에 김일성을 만나러 갔다 왔다."며 "정치적 시각은 이 박사가 좀 더 높았다."고 평가했다.

#### 대학생 시절
1948년에 서울대에 입학하여 1학년 때 김영삼은 전공 외에 헌법, 정치학 개론, 국제 공법, 현대 정부 형태론, 서양정치사상사, 구주외교사, 국제 관계론, 구주 정치사 등 정치관련 분야 8개 과목을 수강했고, 2, 3학년 때에도 국가론, 비교 정부론, 정치학 강독, 의회제도론 등의 과목을 수강했다. 성적은 B, C, D였고 유식철학과 노장철학 2개 과목만은 A였다 한다. 김영삼이 서울대학교 졸업 학력에 대해서 정식 입학생이 아니라 청강생이었다는 루머가 돌았지만 서울대학교에서는 정식으로 김영삼의 입학과 졸업을 인정했다. 김영삼의 생가에는 김영삼이 1948년 9월 서울대학교 문리과 대학 철학과에 입학해 1951년 9월에 졸업했음을 보여주는 성적 증명서가 전시되어 있다.
대학 2학년에 재학 중 김영삼은 서울특별시 명동 시공관에서 있은 정부수립기념 웅변대회에 참가하여 2등을 차지, 외무부 장관상을 수상했다. 당시 외무부 장관은 장택상이었다. 김영삼에게는 장택상이 처음 직접 대하는 거물 정치인이었고 장택상은 곱상하고 총명한 청년을 마음에 두게 되었다. 2대 민의원 선거 무렵 장택상과 가까워지게 되었다. 제2대 민의원 선거에 출마할 결심을 한 장택상은 서울대 문리대 교정으로 지프차를 보내 김영삼에게 선거 도움을 요청해 왔다. 이에 김영삼은 서울대 학생 20여 명과 함께 경상북도 칠곡으로 내려가 이때부터 40여 일간을 장택상과 침식을 함께 하며 찬조연설을 하는 등 장택상의 당선을 위해 노력하였다. 김영삼의 서울대학교 졸업에 대해선 이견이 존재했다. 1947년 청강생 명부에 김영삼이 있어서 정식 입학생이 아니라는 소문이 돌았지만, 서울대학교에서는 당시의 청강생은 이후와 달리 입학하는 6가지 방법 중 하나였으며, 실력고사를 통과하거나 학업성적이 우수하면 정식 학생이 되어 졸업하였다. 김영삼의 생가에는 김영삼이 1947년 5월에 서울대학교에 입학하여 1951년 2월에 졸업했음을 보여주는 졸업증명서가 전시되었다.

#### 한국 전쟁과 국회부의장 비서관
1950년 무렵 6.25 이후 피난을 가지 못해 고생했던 그는 1.4 후퇴 무렵 서둘러 남하, 1951년 2월 대학 동문인 손도심 등과 함께 학도의용군에 입대했다. 군번은 E134였고, 이때 그의 신분은 학도병이었다.
의용군 안에서도 당장 전선에 달려가자는 주장과 후방에서 일손을 돕자는 의견이 분분했으나, 그는 웅변대회 때의 인연으로 서울대 문리대 사학과 주임교수에서 국방부 정훈국장으로 있던 이선근(李宣根) 박사의 추천으로 국방부 정훈국 대북방송 담당원으로 배치되었고, 직책은 정훈병이었다. 그는 매일 저녁 5~6시까지 1시간 동안 중앙방송을 통해 직접 원고를 쳐서 중간중간에 군가를 섞어서 생방송으로 진행하였다. 8개월간 정훈병으로 방송에 몰두하고 있을 때 국회 부의장 장택상으로부터 국회에서 일을 도와 달라는 부탁을 받고 군에서 대북방송의 중책을 맡고 있음을 들어 거절하였다. 그러나 장택상은 이선근 국장에게 전화로 부탁하였다.
국방부에서는 국회 부의장인 장택상에게 당초 곤란하다는 반응을 보였으나, 나중에 김영삼에게 "어느 곳에서 일하든 나라를 위한 일에는 장소가 문제될 것이 없으니 장택상 부의장의 일을 도우라."고 하는 말을 받아들여 장택상의 비서관이 되었다.

### 정치 입문

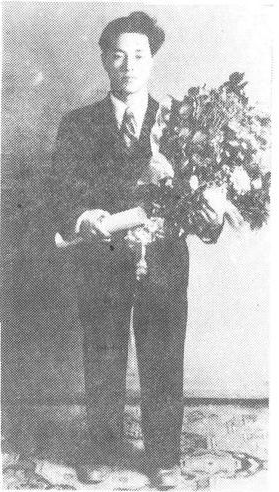
1951년 2월 서울대학교 졸업식장에서

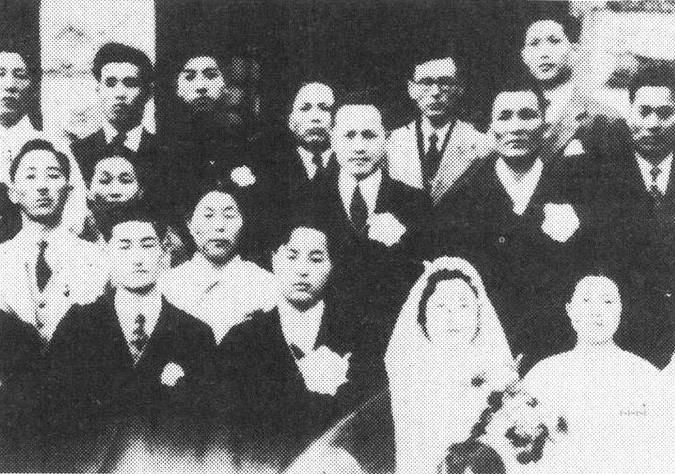
결혼식 사진(1951년 가을), 신랑 김영삼 뒤쪽 왼편이 어머니 박부련, 둘째 줄 왼쪽 맨끝이 아버지 김홍조, 신부 손명순 오른쪽 옆이 친정 계모 감덕순, 신부 뒤쪽 오른편의 검은 두루마기 입은 남성은 신부의 친정아버지 손상호

대학교 3학년에 재학 중이던 1950년 5월, 김영삼은 장택상의 국회의원 총선거 선거운동원으로 활동하였고,1951년에는 국회의원 장택상의 비서관이 되었다. 1951년 5월 장택상이 국무총리에 취임하자 김영삼은 국무총리실 인사담당 비서관이 되었다. 비서관이 된 이후 고향의 지인에게서 결혼하라는 의사를 전달받자 그는 결혼하지 않겠다고 했다. 그러자 고향에서 할아버지가 위독하다는 급전을 보낸다.
김영삼은 급히 고향에 내려갔으나 할아버지는 건강하였고, 마산에서 한산의원을 하던 아버지의 친구의 소개로 세명의 처녀와 맞선을 하게 되었다. 이 중 세 번째 처녀이자 경향고무를 경영하던 손상호의 딸 손명순을 택하였다.1951년 3월 마산문창교회에서 손명순과 결혼식을 올리고 2남 3녀를 가졌다. 차남 현철 역시 후에 정치인이 된다.
1954년 5월 제3대 국회의원 선거에 출마를 결심, 서울 청진동 자유당 본부에서 이기붕을 만났다. 이기붕은 예상대로 자유당에 입당해달라는 호소를 하였고, 지방 지구당의 선거참모들로부터 입당 권유를 받았다. 당시 유력 정당은 자유당과 민국당이 있었기 때문에 그는 자유당을 선택하였다.
1954년 5월 20일에 있은 제3대 국회의원 총선거에서 국회의원 자유당 후보로 경상남도 거제군 지역구에서 출마하였고, 고무신 공장을 운영하던 장인은 사위의 선거를 물심양면으로 후원하였고, 결과는 20800 표로 경쟁자인 민주국민당의 서순영을 14110표로 누르고 3대 국회의원에 당선되어 만 25세에 최연소 국회의원으로 정치에 입문한다.

### 야당의원 생활

#### 3선개헌반대와 자유당 탈당

1954년 서울 정동 배재학당에서 열린 여야 국회의원 친선 야구경기를 마치고 선수들이 기념사진, 오른쪽 두 번째가 김영삼, 왼쪽은 민관식, 오른쪽 첫 번째는 김두한

1954년 11월, 자유당이 이승만의 3선을 확정하기 위해 분주히 움직일 때 이기붕의 안내로 김철안, 김상도 등 4명과 함께 경무대를 방문, 이때 그는 3선개헌은 안 되며 이번으로 끝나야 한다는 의견을 즉석에서 건의하였으나 묵살되었다.
3선 개헌 소식이 보도될 때 다시 경무대를 방문한 김영삼은 이승만 대통령에게 "박사님, 개헌하시면 안 됩니다. 국부(國父)로 남으셔야 합니다"라고 했다.
그 당시 이승만은 80세의 노인이었는데 28세였던 젊은 김영삼의 직설적인 발언을 듣고 불쾌한 나머지 손을 떨었다 한다. 그러더니 별 말없이 뒷문으로 나가버렸다. 뒤에 이기붕이 김영삼을 찾아와 화를 내며 "왜 쓸데없는 말을 해서 노인을 화나게 하느냐"고 나무랐다. 그 뒤로도 김영삼은 자유당을 탈당하지 않았다. 3선 개헌안이 토요일에 부결 처리 됐는데 일요일이 지나고 월요일에 최순주 민의원 부의장이 '사사오입' 원칙을 내세워 개헌안을 다시 가결된 것으로 통과시켰다. 사사오입 개헌이 통과되자 김영삼은 '이 당은 안 되겠다' 결심하고 동지들을 모아 10명과 함께 자유당을 탈당하였다.

#### 야당 정치인 생활
그는 이때부터 현석호, 한동석 등과 만나 개헌저지를 위한 동지 규합에 나섰다. 비밀 유지를 위해 장소를 수시로 옮겼고 한동석 의원이 입원 중일 때는 문병을 가장하여 밤늦게까지 회의를 하여 20여 명을 규합하는데 성공하였다. 1954년 11월 27일, 초대 대통령 연임 제한 철폐를 골자로 한 개헌안이 숱한 저지 여론에도 불구하고 무기명 투표로 붙여졌다. 이때 그는 자유당 소속의 다른 의원인 현석호, 민관식, 이태용, 황남팔, 김두한, 김흥식 등과 함께 부표를 던졌다. 이후 여당의 독재에 반발하여 그해 12월 3선 개헌에 반기를 들고 탈당한다. 자유당을 탈당한 뒤 1955년 4월 민주당 창당발기준비위원회 33인의 한 사람으로 참여, 민주당이 결성되자 민주당에 입당했고, 민주당 중앙당 청년 부장 겸 경남도당 부위원장에 임명됐다.
민주당 창당 초, 김영삼은 민주당 신파의 장면(張勉)을 찾아갔다. 그러나 장면이 성경 말씀을 인용하며 권모술수를 쓰는 것에 반대하자, 이를 답답하게 여긴 김영삼은 장면의 곁을 떠나 민주당 구파의 조병옥, 유진산 등을 찾아갔다. 이후로 김영삼은 민주당 구파로 정치 활동을 하였다. 장택상이 정계로 발탁한 인물이며 수제자 중의 한 사람인 것이 알려지자 조병옥은 전폭적으로 그를 후원하였다.

민주당 구파의 리더 유석 조병옥
(그의 야당 생활의 정치적 스승이었다.)

56년 10월 13일 배재학원 운동장에서 열린 제1차 여야 민의원 친선 야구 대회에 참가했다.
1958년 5월의 제4대 총선에서는 민주당 중앙당의 권유로 고향인 경남 거제군을 떠나 선거구를 옮겨 부산시 서구 갑에서 출마해 낙선하였다. 자유당은 당시 경남도지사, 내무부차관을 지낸 이상용을 후보로 내세웠다. 23개 투표함 중 16개 함에서는 김영삼이 7:3의 비율로 우세하였으나 나머지 한 표에서는 그의 표가 많은 것이 7표만 나오고 자유당 표 일색이라 막판에서 선거에 패하게 되었다. 낙선 직후 선거 결과에 승복하지 못한 그는 그해 5월 개표 조작이 의심된다 하여 법원에 제소 하였으나 무효였다.
낙선한 뒤에도 원내에서 정치 활동을 하며 1959년 조병옥을 민주당 대통령 후보로 추대하기 위해 당내의 인사들로서 '유석 청년 동지회'란 모임을 조직, 조병옥의 후보 추대 운동을 벌여 성공하기도 했다. 4.19 혁명 이후에 치러진 5월 대한민국 제5대 총선에서 당선되어 재기한다. 이후 민주당 구파 정치인으로 활동한다.
1960년 9월 25일 거제군 외포리 김영삼의 집에 총을 든 무장 간첩에 의해 김영삼의 어머니 박부련이 살해당한다. 무장 공비가 복부에 세 발의 총을 쏜 것이다.

### 제2공화국 시절 야당 대변인

윤보선과 장면
(그는 윤보선과 함께 민주당 구파였고, 장면은 신파였다.)

1960년 8월에 민주당이 원내 다수당을 차지하고 구파의 윤보선이 대통령에 선출됨으로써 4개월 간 여당 생활을 하였다. 그러나 1960년 12월 윤보선 등 민주당 내 구파가 민주당을 탈당하여 신민당을 창당하였다. 민주당을 탈당한 김영삼은 신민당에 입당하여 야당인사가 되었다. 김영삼은 곧 신민당의 원내부총무에 발탁됐다. 1961년 2월 20일에는 다시 신민당 원내부총무에 발탁되었다.
1961년 2월 중석불 사건 관련 10명의 의원들과 결의안을 제출했다. 김영삼 등 10명의 결의안을 국회에 제출, 특별위원회를 설치하고 조사에 착수했다. 3월 김영삼은 민족일보 인쇄중지를 명한 장면 정부를 비판했다.
그 신문이 장 총리의 마음에 안 맞는다는 이유로 탄압했다면 장 총리는 과거 이 정권에 의해서 경향신문이 폐간당하던 때를 상기하라

민족일보 폐간령을 내린 장면의 태도를 비판했다. 이에 대해 국무총리 장면은 ‘언론탄압을 한 적은 없으며 민족일보는 정부관리기업체인 서울신문 외의 곳에서 인쇄하면 된다’고 응수했다. 민주당 구파의 주요 인사로서 신파 인사들의 정국 주도권 장악 시도에 비판을 가하기도 했다.
그러나 그는 같은 구파인 대통령 윤보선과 친하지도 않았을 뿐더러 윤보선 대통령을 별로 가까이 하지 않았고, 그의 비판에 민주당 신파에서도 쉽게 이의를 제기하지 못했다.

### 군정기간
1961년 5월 16일 군인들의 5.16 군사정변 소식을 거제에서 접하였다. 그는 집에서 배를 타고 부산에 도착, 차를 타고 서울로 향했다. 당시 그는 신민당의 원내부총무였고 다른 정치인들은 국회가 해산되고 탱크가 밀려왔다는 소식에 오히려 은신처를 찾았지만 그는 서울로 향했다. 쿠데타세력이 민주공화당을 창당할 무렵 야당은 분열되어 김병로, 윤보선을 중심으로 한 민정당, 박순천과 장면의 민주당, 김준연의 자민당이 난립하였고, 그는 민정당을 선택, 민정당 초대 대변인으로 선임되어 야당의 입으로 활약했다.
1961년 5.16 직후 정치정화법으로 묶여있던 중 국가재건최고회의 내무위원장 조시형(趙始衡)이 그를 찾아와 민주공화당 창당에 참여해줄 것을 부탁하였으나 5.16은 장면 정권이 수립 8개월 만에 기도됐다는 것과 군은 약속대로 원대복귀하라며 군의 정치참여 생각은 잘못된 것이라 참여할 수 없다고 거부하였다. 그 뒤 민주공화당에서 부산시지구당 위원장직을 제안하자 정치를 하지 않겠다고 거절하였고, 정치를 하지 않겠다고 하자 다시 서울신문사 사장직을 제의하였지만 역시 거절하였다.
군정에서는 계속 군정참여를 요청하였으나 김영삼은 이를 거절했다. 1963년 3월, 박정희가 군정연장을 발표하자, 윤보선, 허정 등과 함께 군정연장 반대 데모에 참여하였다. 군정연장 반대 데모에 참여한 혐의로 서대문형무소에 수감되기도 했다.

### 민주화 운동과 국회의원 활동

#### 제3공화국 시절

##### 제3공화국의 야당지도자
5대 국회에서는 민주당 구파에 속하였고, 1964년 6월 15일 미국 국무성의 초청으로 출국, 이후 미국과 유럽 10여개국을 시찰하고 돌아왔다. 귀국 직후 그는 《우리가 기댈 언덕은 없다》를 출간하였다.
1964년~1965년 한일회담 반대투쟁 때 민정당, 민주당 양당이 민중당으로 통합된 뒤 그는 민중당 원내총무직을 놓고 김상돈과 경쟁하게 되었다. 그러나 김상돈과의 경합에서 이기고 민중당 원내총무에 피선되었다. 1967년 신민당이 창당되자 입당하였다. 1967년 7월 20일, 미국 하와이에서 사망한 이승만의 시신이 김포공항으로 운구되자 애도 성명서를 발표하였다.
이듬해인 1968년 6월 17일, 박정희가 향토 예비군을 설치하자 그는 예비군 폐지안을 대표발의하였다. 6월 17일에 김영삼을 포함한 의원 41명은 향토예비군법 폐지안을 발표하였다. 박정희의 장기집권을 말하며 3선 개헌을 강도높게 비판하자, 공화당과 우익 인사들은 그를 좌파라며 공격했다. 그러자 김영삼 측에서는 1960년 당시 어머니가 무장공비에게 살해된 것을 들어, 만약 김영삼이 좌익이라면 무장공비들이 그의 어머니를 살해했겠느냐며 맞대응하였다. 같은 해에는 정치학도 서석재를 발탁하여 자신의 비서관으로 채용한다. 이후 서석재는 김영삼을 따랐고, 후일 1994년에는 김영삼의 리더십에 반발하는 군사 정권세력에 맞서 전직 대통령 비자금 사건을 폭로하여 군사 정권 세력을 몰락시키고, 신한국당에서 군사정권 세력을 축출, 타도하는데 기여한다.
제3공화국 기간 동안 제1야당 신민당의 원내총무와 대변인을 거쳤다. 유진산 당수가 갑자기 쓰러져 야당이 야당 구실을 제대로 못하고 당을 상징할 인물이 없자 1969년 11월 8일 그는 40대 기수론을 내세웠다. 그리고 신민당 외교구락부에서 기자회견을 갖고 대선출마를 선언했다. 당 원로들은 구상유취론으로 맞섰지만 이어 김대중, 이철승 등이 40대 기수론에 동참하여 경쟁에 뛰어들었다. 당 원로들의 젖비린내난다는 혹평을 무릅쓰고 그는 '40대 기수론'을 고수하여, 1971년 대통령 선거에 출마를 공식선언하여 주목받게 되었다.
1969년 11월 8일에는 신민당 원내총무직을 사퇴하였다. 1970년에는 서울대학교 학생운동권 출신이며 6·3 항쟁을 주도한 김덕룡(약칭 DR)을 발탁했다. 김덕룡 역시 김영삼의 정치활동과 야당활동을 지원하였다.

##### 김영삼 초산테러 사건
박정희의 장기집권에 대한 비판을 가하는 중, 1969년 6월 당시 신민당 원내총무였던 김영삼은 자택 인근에서 괴한들에게 습격당하였다. 매복하고 있던 괴한들은 김영삼 원내총무의 차를 둘러싸고 승용차 창문에 초산을 뿌렸다. 다행히 미수에 그쳤지만 김 전 대통령 측은 "박정희 정권이 저지른 정권 차원의 테러"라고 주장했다. 수류탄으로 생각했던 김영삼과 비서는 고개를 숙였으나 차량 일부와 아스팔트 바닥이 녹아내리는 것을 목격했다 한다.
김영삼 측은 이 사건이 '박정희 정권이 저지른 정권적 차원의 테러'라고 주장했고 이후 김영삼은 박정희의 주요 정적 중 한 사람으로 인식되었다. 김영삼 역시 이후 박정희 정권과 가열찬 투쟁을 벌이게 된다.
1971년에 있을 제7대 대통령 선거를 앞두고 김대중, 이철승 등과 함께 40대 기수론을 내세웠고, 1월 당수인 유진산을 대신하여 신민당 대통령 후보 경선에 나섰으나, 결선 투표에서 김대중에게 패하였다.

##### 신민당 당권 경쟁
1970년의 신민당 대선 예비후보 경선에서 유진산의 선출이 유력시되었다. 그러나 이는 박정희 정권의 공작으로, 국민들이 유진산을 별로 좋아하지 않는다는 것 때문이었다. 유진산은 대통령 후보 경선을 포기하는 대신, 자신에게 후보자 지명권을 달라고 당내에 요구하였다. 그러나 김대중은 자기가 지명될리 없다는 것을 알고 이를 반대했지만, 유진산은 후보자 지명을 강행하여 자신의 계보의 정치적 적자인 김영삼을 대선 후보자로 추대했다. 후보자 지명을 받은 그날 밤 김영삼은 자택에서 후보자 수락 연설문 초안을 작성, 최종 검토하고 리허설까지 했다. 그러나 열세에 몰린 김대중은 바로 그 시간에 신민당 대의원들의 숙소를 돌며 무차별 유세를 벌이고 있었고, 김영삼은 이를 인식하지 못하였다.
같은해 9월, 신민당 대통령 후보 선출을 위한 전당대회에서 최고 득표를 얻었으나 과반수 미달로 경선 2차 득표에 들어갔다. 2차 득표에서 김대중에게 역전패 당했다. 그러나 김영삼은 패배를 승복하고 김대중의 지지 유세를 다녔다. 그러나 김대중이 당권 장악 의사를 보이자, 김영삼은 김대중의 당권 장악을 반대하였다.
1970년대의 김영삼은 국회의원 선거에 "통합 야당 밀어주어 일당 독재 막아내자"라는 공약을 걸기도 했다. 1971년 5월 6일, 신민당 당수 유진산이 5·25 국회의원 총선 후보등록 마감일인 갑자기 자신의 지역구인 서울 영등포 갑구 출마를 포기하고 전국구 1번 후보를 등록하면서 진산 파동이 발생했다. 5월 7일 신민당 비주류인 김대중은 6인 수권위원회의 구성원 중 고흥문, 홍익표, 정일형 등 3인과 협의해 유진산을 당에서 제명하고 총선 기간 동안 자신이 당수 권한대행을 맡는 수습안을 발표했다. 유진산과 같은 민주당 구파 출신이었던 김영삼은 김대중의 당권 장악기도를 막기 위해 신민당 내 인사들을 규합하여 운영위원회를 소집했다.
김영삼은 운영위원회 소집에 앞서 이철승(李哲承), 이중재, 김재광, 김형일 등은 비공식적인 의견 교환을 통해 김대중의 당수권한대행직 장악을 저지키로 하고 당헌에 따라 운영위원회 부의장에게 당수 권한대행을 맡기는 것으로 합의를 보았다. 사태는 유진산과 김대중의 공방전으로 발전했고, 사태는 제3자에 의한 중재를 통한 수습을 하게 되었다. 이에 김영삼은 이철승, 김재광, 김형일, 이중재, 박영록 등 당 중진들과 함께 '유진산의 당수직 사퇴, 당수직에 대한 다음 승계권자인 운영위원회 부의장 양일동 고흥문 홍익표의 사퇴, 총선기간 중 김홍일 전당대회의장을 당수권한대행으로 한다.' 고 하여 김대중의 신민당 당권장악을 저지했다. 김대중은 이 중재안에 대해 처음에는 거부의사를 나타냈으나, 더 이상의 별다른 수습안이 없는 상태에서 결국 이를 받아들일 수밖에 없게 되었다.

##### 대권 경쟁과 백의종군
1971년 제7대 대통령 선거를 앞두고 김대중, 이철승 등과 함께 40대 기수론을 내세웠고, 1월에는 당수인 유진산을 대신하여 신민당 대통령 후보 경선에 나섰으나, 결선 투표에서 김대중에게 패하였다. 김영삼과 이철승이 당내 대통령 후보자 경선에 나오자 김상현 등은 유진산이 지지하는 사람(김영삼을 가리킴)에게 당수직을 주었으니 대권은 줄 수 없다며 반발하였고 경선 초기에 잡음이 있었다.
1차 투표 결과는 김영삼 421표, 김대중 382표, 무효 82표로 김영삼은 과반수를 얻지 못했다. 무효표는 이철승의 표였는데, 이철승이 유진산의 지명에 따른다는 약속을 파기한 것이다. 2차 투표에서 김영삼 410표에 김대중 485표가 나왔는데, 이는 이철승이 김대중의 손을 들어준 것이었다. 김영삼은 흔쾌히 결과에 승복하였다.
김대중 씨의 승리는 우리들의 승리이며 곧 나의 승리이다. 나는 가벼운 마음으로 김대중 씨를 앞세우고 전국을 누빌 것을 약속한다.

그러나 신민당의 대통령 후보자로 김대중이 지명된 것에 반발한 구(舊) 민주당 구파 출신 윤보선, 장준하, 박기출 등은 1971년 1월 6일부로 신민당을 탈당, 선명야당의 기치를 걸고 국민당을 창당해 나갔으나 같은 구파였던 김영삼은 경선 결과를 승복하고 신민당에 남아 있을 것을 천명했다. 김영삼은 탈당을 거부하고 신민당에 남아 있었으며, 이후 김대중의 유세를 다니며 "김대중의 승리는 곧 자신의 승리"라고 역설하였다. 김영삼은 김대중의 지원유세를 다녔으나 한 호텔에서 남몰래 통곡하기도 했다고 한다.
그의 정치적 후견인인 유진산은 박정희와 여당과 일종의 정치적인 타협을 시도하기도 했고, 그는 이 타협에 불평불만이었으나 밖으로 표현하지 않았다. 그러나 후에 이철승이 여당과 타협을 시도하자 그는 이를 부정적으로 대한다.

#### 유신 시대

##### 유신 기간중 야당지도자
1972년 1월 전국학생 신앙 운동 동계 수양대회에 참가하여 ‘기독교인의 정치 참여’ 라는 주제로 강연을 하였다.
그 뒤 이철승, 유진산 등과 번갈아가며 신민당 당수를 역임하던 중 미국 하버드 대학교 동아시아연구소의 초청으로 방미 도중 박정희의 유신선포 소식을 듣고 부인의 만류와 미국인 라이샤워, 코헨 교수 등의 만류도 뿌리치고 귀국했다. 1972년 10월 김영삼은 비행기편으로 입국하였으나, 김포공항에는 대기하던 청년들이 있었고 한동안 연금상태에 있었다가 풀려났다. 그는 하루 6갑 정도 피우던 담배와 밤새 마시던 술을 이 무렵 끊었다. 연금이 풀리고 난 뒤에도 한동안 마스크를 착용하였다. 왜 마스크를 하느냐는 주변의 질문에 정치는 갔다. 이런 판에 어떻게 국민들 앞에 얼굴을 들고 다니냐며 대여투쟁을 하였다. 1972년 10월 유신 선포이후 박정희 정권에 맞서 선명 야당의 기치를 내걸었다.
1973년 그는 1973년부터 본격적으로 시작된 창랑 장택상의 추모 사업에 참여하였다.

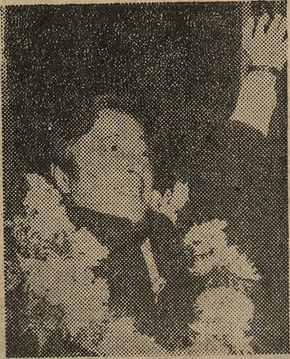
신민당은 1974년 8월 23일 상오 명동예술극장에서 속개된 이틀째 전당대회에서 김영삼을 새 당수로 선출했다.

1973년 김대중 납치 사건이 발생하자 그는 정권의 테러 행위를 강력하게 규탄한다며 항의하였다. 1974년 김영삼은 신민당 전당대회에서 당총재 경선에 출마하여 당선되었고, 1974년 5월에 미국을 방문하였다. 한편 신민당 총재에 취임한 그는 선명야당론을 주장하며 유신 체제에 대한 강력한 반대와 비판을 역설하였다.
1975년 3월, 미국 뉴욕 타임스는 그를 금주의 인물로 선정해 보도했다. 이어 개헌 주장으로 긴급조치 9호 위반으로 입건되기도 했다. 한편 1976년 비무장지대에서 북한의 땅굴구축, 1975년 4월 30일 남베트남의 공산화 충격, 1976년 8월 13일에 발생한 판문점 도끼 살인 사건 등 한반도에 긴장상태가 발생하면서 유신체제의 정당화에 일조하였고, 그의 선명야당론은 어려움에 부딪쳤다. 신민당 등 야당진영은 강경투쟁론을 주장하는 김영삼 노선과 중도통합론을 내세우면서 온건한 투쟁을 주장하는 이철승 노선으로 분열되었다.

##### 김옥선 제명파동 당시
1975년 5월 21일에는 청와대를 찾아 대통령 박정희와 청와대 회동을 한 뒤 온건한 입장으로 변해 1976년 당총재 경선에 출마했다가 이철승에게 패하여 고배를 마셨다.
같은해 8월 동남아시아를 순방하고 귀국하였다. 돈이 없었던 김영삼은 경남중학교 1년 선배인 김택수(金澤洙)에게 자금 지원을 요청하였다. 강성재에 의하면 자존심이 강한 김영삼으로서는 어려운 선택이었다고 한다. 당시 야당 정치인인 그에게 쉽게 자금을 대주려는 기업인이나 재력가도 없었고 그는 어려운 시간을 보냈다.
10월 8일, 신민당의 여성 국회의원 김옥선이 정기국회의 대정부질의 중 안보궐기대회를 공안정국으로 몰고가려는 것이라 비판하고, 직설적으로 박정희를 독재자로 규명하여 논란이 되었다. 민주공화당과 유신정우회의 맹비난과 김옥선에 대한 의원직 제명이 추진되자 신민당은 당론으로 김옥선 의원을 지키겠다고 선언했다.
그러나 민주공화당과 유신정우회는 날치기로 김옥선 의원 제명안을 통과시켰으나, 당초 김옥선 의원을 사수하기로 했던 신민당 의원들은 아무도 김옥선을 도와주지 않았다. 김영삼은 김옥선 의원을 찾아가 자진 사퇴를 권고했고, 김옥선 의원은 자진사퇴를 함으로써 논란이 종식되었다.

##### 1970년대 후반
1978년 차남 현철은 정치학과 진학을 희망했다. 그러나 김영삼은 아들을 말렸지만 소용이 없었다. 당시 야당 국회의원이었던 김영삼은 자신이 겪은 괴로움을 물려주기 싫어 2년 동안의 설득 끝에 아들을 다른 공부를 하도록 돌려놓았는데, 아직 정치 공부를 포기하지 않은 눈치라고 밝혔다.
1978년 7월 23일 총선 2개월후 김영삼은 임시국회에서 민주공화당 박준규 의장서리와 대결하게 되었다. '내말은 참으로 무서운 민중의 소리 가운데 가장 순한 말'이라고 전제한 김영삼은 78년 총선에서 민주공화당이 득표율에서 1.1% (야당에게) 진 것은 무엇보다도 19년째 접어드는 박대통령의 장기집권 때문이라고 지적하였다.
나는 올해 대학교 1학년에 다니는 친구의 아들로부터 이런 질문을 받았습니다.

"총재님, 저는 이 세상에 태어나 대통령은 한 분 밖에 보지 못했는데, 언제쯤 다른 대통령을 보게 될까요?"

그러고 보니 과연 실감나는 이야기였습니다. 올해 20살 밖에 안 되는 대학생이고 보면 그렇게 될 수밖에 없었습니다.

이 소박한 대학생의 마음이 바로 국민의 마음이라고 생각합니다. 장기집권을 싫어하는 국민의 마음이 선거를 통해 나타난 것입니다.

선거에 이기고도 원내 의석은 3분의 1도 못 되는 유신체제의 모순과 인권 탄압, 언론 탄압 등을 열거한 김영삼은 "박 대통령은 진실로 이 나라의 장래를 위해서 그리고 박 대통령 스스로를 위해서 조속한 시일 내에 정권을 평화적으로 이양할 준비를 갖추기 바란다."고 예의 정권이양 준비 발언을 되풀이했다. 그는 또
역사의 진로를 민주회복으로 바꾸어야 할 시점이 지금이라고 확신하며, 정부는 이제 안보를 빙자해서 억압정치를 할 명분이 없으며, 오히려 안보를 위해서 민주회복을 해야 할 시점에 섰다.

라고 강조하기도 했다. 김영삼은 약 30분간의 연설을 마치면서 국회에 헌법개정특별위원회를 구성할 것을 제의했다.

##### 신민당 총재 복귀와 탄압
1979년 5월, 신민당 총재 경선에 출마, 이철승을 누르고 당선되어 당총재직에 복귀했다. 1차 투표에서 이철승 292표, 김영삼은 267표, 이기택 92표, 신도환 87표를 받았다. 2차 투표에서 김대중은 이기택에게 김영삼 지지를 호소하였고 이기택은 이를 받아들인다. 2차 투표에서 김영삼 378표, 이철승 367표로 근소한 차로 역전승을 하여 신민당 총재에 선출되었다. 1979년 5월 30일 신민당 전당대회에서 김영삼 총재후보는 이철승 총재후보의 중도통합론에 반대했다. 김영삼 총재당선은 유신체제에 대한 저항진영의 행동에 활력을 부여했다.
6월 11일 외신기자클럽에서 "야당 총재로 통일을 위해서는 장소와 시기를 가리지 않고 책임있는 사람(김일성 포함)을 만날 용의가 있다" 고 발표했다. 김일성 면담용의 발언이 정치적 파문을 몰고 왔다. 보도진이 '책임있는 사람에 김일성도 포함되는가'하고 묻자 김영삼은 그렇다고 답변했다. 이 발언은 처음에는 문제가 되지 않다가 6월 18일에 이르러 북한이 김일(金日)의 이름으로 환영 담화를 발표하고, 신민당과 노동당 대표자 간의 예비접촉을 제의하는 등 반응을 보이자 당시의 정부 여당은 문제를 삼기 시작했다.
여당인 공화당은 김영삼 총재의 발언이 "우리 정부가 주장하고 남북 당국자간의 대화를 근본적으로 해치는 행위이고 반국가적 행위"라고 단정하였고, 검찰총장 오탁근은 "국론분열이나 민심을 현혹하는 언동은 엄벌하겠다"고 위협하였다.
김영삼의 발언과 관련해 상이군경과, 반공청년을 자처하는 120여 명의 반공우익 인사들이 서울 신민당 중앙당 당사에 집단으로 난입, 김영삼의 발언 취소를 요구하며 당원들에게 구타와 폭행을 가하고, 기물을 파괴한 뒤 당기를 찢어버리기도. 일부 상이군경들과 반공주의청년들은 서울 상도동의 김영삼의 자택으로 몰려가 협박을 하고 난동을 부리기도 했다. 결국 이 사건은 국내 여론의 지탄을 받으면서 흐지부지되고 말았다. 그러나 정부는 그의 정계축출을 기도하였다.

##### 김영삼 의원 제명 파동 사태
1979년 8월 9일 가발 수출회사인 YH무역의 여성 노동자 172명이 서울 마포구 신민당 당사에 찾아와 농성에 돌입했으며 이들을 만났다. 20대 여성 노동자들이 신민당 당사에 진입하자 신민당 총재인 김영삼은 이들을 위로하며 '여러분이 마지막으로 우리 신민당사를 찾아 준 것을 눈물겹게 생각한다'며 '우리가 여러분을 지켜주겠으니 걱정말라'며 노동자들을 안심시켰다. 이후 YH무역 여공과 노동자 시위를 주관하던 노동운동가들이 모두 신민당사와 신민당 지구당으로 숨어들었고, 경찰서와 검찰은 신민당사와 지구당 주변을 수색, 감시하게 된다.
김영삼은 3일 간 이어진 원내 철야농성을 진두지휘하였다. 8월 9일부터 8월 10일까지 김영삼과 신민당 의원들은 신민당 당사 주변을 순찰하며 경찰청 정보과, 보안과에서 나온 형사들을 발견하면 멱살을 잡고 발길질을 하고 따귀를 치며 경고를 하였다. 8월 11일 새벽, 경찰이 신민당에 최후통첩을 내렸다. 이순구 서울시 경무국장이 당사에 전화를 걸어 총재를 바꾸라고 당직자에게 요구했지만 김영삼은 건방지다며 전화를 받지 않았다. 오히려 작전지휘에 나선 마포경찰서장을 만나자 "너희들이 저 여공을 다 죽이려 하냐"며 뺨을 올려붙였다. 곧이어 2000여 명의 경찰이 신민당사에 투입되고 신민당 의원, 당직자 등과 몸싸움을 벌였지만 역부족이었고 23분 만에 진압작전은 완료돼 YH무역 노동자들은 모두 강제연행되었다. 경찰의 연행과정에서 건물옥상에 올라간 YH무역 노동자들 중 여공 김경숙(당시 21세)이 시위 도중 신민당사 4층에서 추락하여 사망하고 신민당 총재 김영삼은 경찰에 의해 상도동 집으로 강제로 끌려나갔다. YH무역 여공 김경숙(당시 21세)이 시위 도중 신민당사 4층에서 추락 사망했다. 김경숙이 사망하자 김영삼은 3일간 원내 철야농성을 진두지휘하였다. 이후 그는 YH무역 사건의 진상을 밝히는 백서를 발표하였다.
...(이상 중략)... 이 암흑적인 정치, 살인정치를 감행하는 이 정권은 필연코 머지 않아서 반드시 쓰러질 것이다. 쓰러지는 방법도 무참히 쓰러질 것이다 하는 것을 예언해 주는 것입니다...(이하 생략).

1978년부터 김대중을 가택연금했던 박정희 정권은 YH 사건을 기회로 김영삼 마저 처리하기로 마음을 먹었다. 1979년 9월 8일, 법원은 김영삼에 대한 신민당 총재직 정지 가처분 결정을 내렸다. 한편 의원직에서 제명되자 김영삼은 기자들과의 인터뷰를 하고 "영원히 살기 위해 일순간 죽는 길을 택하겠다"라고 소감을 밝혔다.

##### 발언파문과 가택연금 사태
1979년 10월, 신민당 총재직에 있었으나 뉴욕타임스지를 통해 미국에 대하여 "박정희 정권에 대한 지지를 철회할 것"을 요구하다가1979년 9월 공화당과 유정회는 9월 16일자 뉴욕 타임스에 실린 김영삼 총재의 회견기사가 '헌정을 부정하고 사대주의 발언을 했다'고 비판했다. 김영삼은 '미국이 한국에 대해 원조제공을 중단하고 정부에 대해 민주화조치를 취하도록 압력을 가하라'고 촉구하고 사대주의 발상이라고 비난하는 여론에 '미국은 우리에게 압력을 가할 수 있는 위치에 있는 나라'라고 인터뷰를 통해 밝혔다. 10월 4일에는 공화당과 유신정우회 주도로 '(김영삼이) 국회의원으로서 본분을 일탈하여 반국가적인 언동을 함으로써 국회의 위신과 국회의원의 품위를 손상시켰다'며 김영삼의 국회의원직을 제명을 요구했고, 국회에서 여당 단독으로 신민당 김영삼 총재의 의원직 박탈을 의결했다. 제명을 당하게 되자 김영삼은 "나를 제명하면 박정희는 죽는다"고 호언장담하였다. 공화당에서는 그의 이 발언을 외세를 등에 업고 사회분란과 내란을 조장하려는 음모라며 공격을 가하였다.
신민당 총재직과 국회의원직에서 강제로 제명되고 이어 가택 연금되는 탄압을 받았다. 김영삼이 의원직에서 제명되고 9일 뒤인 10월 13일에는 김영삼의 의원직 제명에 반발한 신민당 의원 66명과 민주통일당 소속 의원들은 집단사퇴를 제출하며 반발했다. 더욱이 공화당과 유정회 합동조정회의에서 '사퇴서 선별수리론'이 제기, 부산 및 마산 출신 국회의원들과 그 지역의 민심을 크게 자극하게 된다. 가택연금 상태에서도 김영삼은 자신은 건재하며 반드시 살아나갈 것임을 장담하였다.
이어 10월 15일 부산대학교 학생들에 의해 민주선언문이 배포되고, 다음 날인 10월 16일에는 다른 대학교의 학생들과 시민들이 가담하여 대규모 독재타도, 반정부시위가 시작됐다. 10월 16일과 10월 17일 부산에서는 김영삼에 대한 정치탄압 중단과 유신정권 타도 등을 외쳤고 10월 18일과 10월 19일에는 경상남도 마산시 및 창원시 지역으로 시위가 확산되었다. 10월 16일 오후 김영삼은 상도동 자택에서 부산에서 걸려온 전화를 받고 부마 사태 소식을 접하였다. 김영삼의 제명은 부마 항쟁을 촉발했고, 이는 유신 정권 종식의 계기가 되었다. 한편 유신 후반기에 그는 '닭의 모가지를 비틀어도 새벽은 반드시 온다.'고 했는데, 10.26 사태 이후 그의 이 발언이 널리 회자화되기도 했다.

##### 유신체제 붕괴 전후
1979년 10월 26일, 박정희가 암살당하고 그의 빈소가 마련되자 측근들의 반대에도 불구하고 청와대에 설치된 박정희의 빈소를 찾아 조문하였다. 다음날인 10월 27일에는 박정희의 빈소를 찾아가려 하자 김영삼을 찾아온 손님들 중 기독교 목사인 윤모 목사가 김영삼을 찾아와
박정희 역적이 죽었는데 김 총재님, 죽었다고 용서하면 안됩니다.

라고 항의하였다. 김영삼은 손님들에게 양해를 구하며
하나님도 원수를 용서하라고 하셨지 않습니까. 그를 용서해야 합니다.

라며 달래었다. 10월 28일 측근들을 대동하고 청와대로 가서 박정희의 빈소에 조의를 표하고 나왔다. 야당 동료들의 강한 반대에도 그는 박정희 빈소 참배를 강행하였다. 그러나 그는 박정희를 용서하지는 않았고, 박정희의 독재와 인권 탄압, 장기 집권에 늘 부정적, 비판적인 시각을 고수하였다.
그 뒤, 가택연금이 풀린 김대중 의장 등 재야인사들이 신민당에 입당할 의사를 밝혔으나, 그는 입당 때 심사하겠다며 사실상 받아들이지 않았고, 재야인사들은 신민당 입당을 포기했다.
12월 12일 12·12 사태가 발생하자 강원용의 연락을 받고 다음날 12월 13일 아침 남산에 있는 식당에서 면담하였다. 김대중, 김종필과 힘을 합쳐 계엄부터 해제시키고, 그때 김종필은 김종필대로 가게 하고, 김대중과 손을 잡도록 권고하였다. 또한 강원용은 조건을 제시, 김대중과 손을 잡는 조건으로 대통령은 김영삼이 먼저 하고 그 대신 당 총재는 김대중에게 주며, 4년 후에 가서 경선을 하자고 권유하였다. 그러나 김영삼은 "우리는 민주주의 신봉자니까 대통령 후보든 당 총재든 전당대회에서 민주적으로 결정해야지, 우리끼리 약속을 하고 말고 하는 게 아니라"며 강원용의 타협안을 거절하였다. 강원용은 "당에서는 절대 다수가 김영삼 세력이었으니까 조건을 못 받아들이겠다는 것이 아니냐"며 비난하였다.
윤보선 역시 그와 김대중을 불러 빨리 화합하고 단일화할 것을 주문하였으나 둘의 이견차이를 좁히지 못했다. 새로운 군부 세력이 집권이 예상되자 윤보선은 정계 은퇴를 선언했고, 윤보선의 정계 은퇴로 그는 민주당 구파 계열의 새로운 리더가 되었다.

#### 서울의 봄 당시
1980년 2월 최규하 당시 대통령은 윤보선, 김대중 등 687명의 복권을 선언한다. 이때부터 1980년 3월에 이르는 시기에 김영삼 신민당 총재는 정국을 관망만 했다. 그리고 4월 들어 정치 활동이 활발해지면서 1963년 민정 이양 이후 숙명의 라이벌이었던 김영삼과 김대중은 두 사람이 힘을 합쳐도 신군부의 권력 장악을 막아내지 못할 것이라는 여론에도 불구하고 각자 대권 행보에 나섰다. 또한 김영삼은 기타 야당 인사와 시민단체들에게 딱히 손을 내밀지도 않고 독자적인 행보에 나섰다.
한편 그는 김대중이 신민당에 입당해야 한다고 주장하였다. 4월 7일 김대중은 신민당 입당을 거부했다. 윤보선은 다시 중재에 섰다. 4월 7일 윤보선의 중재로 두 사람은 4월 12일 윤보선과 함께 3자 회동을 했지만 대권을 향한 두 사람의 꿈을 막을 수는 없었다. 윤보선은 다시 한번 힘을 합치라고 권고했지만 회의는 결렬되고 만다. 4월 28일 김영삼이 신민당 당직자와 함께 대권과 관련해 현충사를 참배하자 같은 날 김대중은 신민당 내 동교동 의원들을 데리고 현충사 부근 윤봉길 생가를 방문한다. 양김이 협력하지 않자 윤보선도 단념하고 그해 8월 정계 은퇴를 선언해버린다. 한편 윤보선의 정계 은퇴로 김영삼은 민주당 구파 계열을 장악하게 된다.

### 1980년대 이후

#### 최규하 정부, 5공 초기
1980년 봄, 그는 김대중, 김종필 등과 대권을 놓고 경쟁하였다. 그는 전두환과 신군부의 쿠데타를 그리 걱정하지 않았고, 결국 5·17 쿠데타로 좌절되었다. 1980년 5월 17일 오전 10시, 김영삼은 신군부 군인들에 의해 가택연금을 당했다. 김영삼은 5월 20일 상도동 자택에서 5.17 비상계엄 확대 조치를 내린 신군부를 규탄하는 기자회견을 열었다. 그는 "오늘 계엄통치를 확대 강화한 5 ·17 사태를, 민주회복이라는 국민적 목표를 배신한 폭거로 규정한다. 계엄당국의 강압통치로 빚어진 유혈사태는 이 나라를 파국으로 몰아가고있다."면서 '국민적 목표를 배신한 5·17 폭거'라는 기자회견문을 발표했다. 이로 인해 김영삼은 신군부에 의해 5월 20일부터 가택연금 상태에 놓이게 되었다.
가택연금 상태에서 장남 김은철의 약혼 소식을 접하였으나 참석하지 못하였다. 목사 강원룡은 김영삼의 집을 찾아가 약혼식을 주례하였다.
1980년 9월 출범한 전두환의 제5공화국 정권에서도 계속된 가택 연금과 정치적 탄압에 항의하며 장기간의 단식 투쟁을 단행하여 세계의 주목을 받았다. 같은해 10월 김영삼은 보안사 대공처장 이학봉의 강요로 정계 은퇴 선언을 발표하였다. 1981년 5월 연금에서 해제된 김영삼은 이민우(李敏雨)·김동영(金東英)·최형우(崔炯佑)·김덕룡(金德龍) 등 정치활동 규제에 묶여있는 재야 인사들과 함께 등산모임을 조직하고 민주산악회를 출범시켰다. 민주산악회의 참가자가 증가하면서 김영삼은 1981년 6월 9일 공식기구로서 출범하는데 동참하였다. 공식 기구로 출범한 민주산악회는 이민우를 회장으로 선출하고 김영삼을 고문으로 추대하였다. 그 뒤 민주산악회는 주요 정치적 사건에 대한 성명서를 발표하고 지방조직을 확대하는 등의 사실상의 정치적 활동을 하였으며 한편 김대중 계열 정치인들도 민주산악회의 활동에 가담하여 적극 협력하며 야권통합과 범국민조직의 필요성을 강조했다. 이에 따라 김영삼 계열 정치인들은 김대중 계열까지 흡수하여 재야정치인들의 통합조직을 준비, 민주산악회를 모체로 하는 통합협의체의 구성에 합의하였다.

#### 제5공화국 기간 중 야당 지도자

##### 김영삼 단식농성 사건
1983년에는 김대중 등과 함께 민주화추진협의회를 조직하였고, 같은해 5월 18일에는 민주화 5개항을 요구하는 성명을 발표하고 단식 투쟁을 하였다. 같은 날 광주 민주화 운동 3주기를 맞이하여 전두환 정권의 야당인사 탄압에 저항하는 의미에서 23일간 단식투쟁을 시도하기도 하였다. 김영삼은 5월 18일 민주화 5개항 수용과 야당인사 석방을 주장하며 단식에 들어갔다. 그가 자택에서 무기한 단식농성에 돌입하자 함석헌, 문익환 등이 그의 상도동 자택을 찾아 위로하였다.
5월 25일 단식으로 심신이 쇠약해지자 그는 서울대학교 병원에 입원되었다. 5월 27일 민정당 사무총장 권익현이 전두환을 대신해서 김영삼의 병상을 찾아와 단식을 중단해줄 것을 촉구하는 전두환의 의사를 전달였으나 김영삼은 이를 거절하였다. 5월 28일에 권익현이 다시 서울대학교 병원에 입원 중인 김영삼의 병상을 찾아왔으나 역시 거절하였다. 5월 29일 권익현은 다시 서울대 병원으로 찾아가 김영삼을 찾았으나, 김영삼은 "나를 해외로 보낼 수 없는 것은 아니다. 나를 시체로 만든 뒤에 해외로 부치면 된다"고 하여 무안을 주어 되돌려보냈다.
6월 10일에는 23일간의 단식농성을 마쳤고, 이후 억압체제는 완화되었다. 6월 10일부터 단식으로 인한 영양실조와 탈수 증세, 쇼크 등에 대한 병원 진료를 받고 6월 30일까지 서울대 병원에 입원해있다가 퇴원하였다. 훗날 2003년 최병렬이 단식투쟁을 했을 때 김영삼은 죽는다며 말리기도 했다. "굶으면 학실히(확실히) 죽는다."는 것이다. 이듬해인 1984년 5월 18일에는 5.18 민주화 운동 4주년에 민주화추진협의회를 발족시켰다. 1984년에는 이민우, 김대중 등과 신한민주당을 창당하였다.

##### 통일민주당 창당
1985년에 실시된 제12대 국회의원 총선거에서 신한민주당이 제1 야당으로 올라서자, 이를 바탕으로 대통령 직선제 개헌을 요구하였으며, 김대중 등 재야인사 150여명과 함께 고문저지 보고대회후 민추협 사무실에서 철야농성에 가담하였다.
1986년 11월 5일, 김대중 상임고문이 조건부 대선불출마 선언을 하자, 다음날인 11월 6일, 직선제 개헌만 된다면 김대중 고문을 지지할 의사가 있다고 밝혔다. 11월 6일 오후 서독의 헬무트 콜수상을 면담하였다. 서독 총리와의 면담 중 그는 김대중씨가 사면 복권 된다면 김대중씨를 지지할 수도 있다고 말해왔음을 밝혔고, 김대중이 이미 불출마 결심을 밝혔지만 그가 사면, 복권되면 출마하도록 권유하겠다는 의사를 밝히기도 했다. 한편 그해 말 신한민주당내 일각에서 내각책임제 개헌론이 나오자 그는 단호히 반대했다.
1987년 6월 대통령 전두환이 호헌을 선언하자 그는 이를 정권연장의 수단이라며 반대했다. 대학생들의 호헌철폐 시위가 있자 그는 학생들의 집회에 동조하였다. 이때 신한민주당 일각에서는 내각제 개헌안을 추진할 생각을 보였고, 그는 신민당에 내각제 개헌을 하게 된다면 탈당하겠다고 선언했다. 1987년 7월 6일 서울 신민당사에서 대한민국을 방문한 한스디트리히 겐셔(Hans Dietrich Genscher)외 서독 외신과 면담하였다.
1987년 다시 김대중과 함께 통일민주당을 창당하였다. 이어 신민당을 탈당한 66명의 국회의원이 통일민주당에 입당하였다. 5월 27일에 서울 향린교회에서 열린 민주헌법쟁취 국민운동본부 결성에 참여하고 고문에 선출되었다.
1987년 6월 항쟁 이후 대통령 직선제로 실시된 제13대 대통령 선거 경선에 출마, 유세를 다니며 6·10 항쟁과 6·29 선언, 그리고 대통령 선거에서 '군정종식'과 '문민통치' 확립을 선거공약으로 내세웠다. 8월 6일에는 김대중을 만나 김대중의 통일민주당 입당 문제를 합의한 후 8월 8일 김대중의 재입당을 이끌어낸다.

#### 후보단일화 결렬과 대선 낙선
8월 11일에는 김대중과 회동을 갖고 대통령후보 단일화 문제를 협의했으나, 김영삼의 조기 후보 단일화 주장과 김대중의 개헌 협상 후 조정 주장이 맞서서 별다른 성과를 거두지 못했다. 이후 9월 14일에는 김대중과 만났고, 김대중은 김영삼에게 36개 미창당 지구당 결성을 요청한다. 그러나 김영삼은 "대통령 선거를 앞두고 총선에서의 조직책 선정이나 다름없는 36개 지구당을 창당하는 것은 적전 분열을 일으킬 가능성이 있다. 그리고 경선을 하지 않을 바에는 굳이 잡음의 소지가 있는 36개 지구당 창당은 필요없는 것이다" 라고 주장하며 김대중의 주장을 일축한다. 계속된 토론에도 김대중과 의견일치를 보지 못하였다.
이후 9월 29일 김영삼 총재, 김대중 고문 간 후보단일화 회담을 하였으나 이견차이를 좁히지 못하고 실패하였다. 다음날인 9월 30일 김영삼은 김대중과 야당 후보단일화 협상을 벌였으나 양자간의 시각차이만 확인하고 결렬되었다. 야당 후보자들의 단일화를 촉구하던 재야인사들은 이를 '적전분열'이라며 강도높게 질타하였다. 10월 10일 통일민주당을 장악한 김영삼은 대통령 선거 출마를 발표하고 나서자 당내 경선에서 절대적으로 불리한 위치에 놓여있던 김대중은 10월 18일 통일민주당을 탈당하였다.
김대중과의 대선후보 단일화에 실패한 결과 1987년 11월에 김대중은 통일민주당을 탈당하여 평화민주당을 창당했다. 이후 김대중이 평화민주당을 창당하자 제13대 대통령 선거에서 2위로 28%의 득표율을 얻어 민주정의당의 노태우에게 패배하였다. 1987년 당시 노태우, 김영삼 대선 후보는 각각 광주 유세에 나섰다가 성난 시민들이 던진 돌과 화염병에 곤욕을 치렀다.
당시 김대중이 평민당을 창당하면서 젊은피 수혈이라는 정책을 펴서 학생운동권 중 민족 해방 계열 출신 청년 정치지망생들을 대량으로 영입하면서 언론 매체 등에서조차 통일민주당의 영향력은 감소했고, 충격을 받은 그 역시 다른 재야 인사 및 운동권 계열 인사 영입에 박차를 가하게 한다.

#### 제6공화국 기간 중 야당 지도자
1988년, 제13대 국회의원 선거에서는 부산, 경상남도 지역에서만 압승을 거뒀을 뿐 수도권 지역에서는 김대중의 평화민주당에 패배하면서 제2야당의 당수로 밀려났다. 그해 3월에는 인권변호사로 유명한 김광일을 발탁하였다. 인권변호사인 노무현을 정치계에 발탁하기도 하였다. 이후 노무현을 전폭적으로 지원, 상도동 자택으로 수시로 불러서 면담도 하고 용돈도 넉넉히 지원해 주었다. 그러나 1990년 3당 합당과정에서 노무현이 반대하면서 결별하게 된다.
1989년 4월 27일 《이경현 살인폭력사태 국민대책위》 결성에 참여하여 폭력사태 진상규명, 평화시위 보장과 공권력에 의한 폭력중지, 공안합수부와 백골단해체 요구에 동참하였다. 87년 대통령선거 직전 김대중의 탈당에 대해 김영삼은 이를 '천추의 한'이라고 하기도 하였다.
이후 여소야대 정국에서 위기감을 느끼던 노태우 대통령의 민주정의당, 제2야당의 지위에 불만족을 느끼던 중 측근인 서석재의 구속으로 마음을 굳힌 김영삼의 통일민주당, 그리고 내각제 개헌을 노리고 있던 김종필의 신민주공화당이 물밑 협상하였다. 3당합당에 참여하게 된 원인으로는 '분열된 야당으로는 집권의 소망이 보이지 않았고 3당 통합을 계기로 기득권세력이 누리는 기본적인 고정 지지표와 충분한 정치자금을 확보하게 된다면 차기집권의 가능성이 있다고 판단하였다. 협상 끝에 1990년 1월 전격적으로 합당하여 민주자유당을 창당하였고, 김영삼은 민주자유당의 대표로 취임하였다. 한편 3당합당으로 민주자유당에 입당하면서 그는 구국적 결단이라고 주장하였다. 그는 집권여당의 관리자가 됨과 동시에 노태우 대통령 다음가는 당내 2인자의 자리를 차지하였으나 구 군사정권 출신자들은 반발하였다.
1990년 1월 30일 민주자유당 대표최고위원에 선임되고 7월 다시 민자당 대표로 선출되었다. 그러나 군사 정권 관계자들은 그의 민자당 대표 취임식장까지 찾아와서 취임을 반대했지만 입구에서 저지당했고, 그의 민자당 대표 취임식은 강행되었다. 김영삼 옆에는 그가 신민당 시절부터 발탁한 측근들이 30년 이상 그를 보좌하였다, 돌격대 역할을 자임하던 측근 김동영, 김덕룡, 최형우와 박계동, 1990년 3당 합당으로 결별한 노무현 등이 있었고, 인재를 영입하는 것은 김광일이 담당하였으며, 각종 정치자금의 관리는 서석재, 김덕룡 등이 맡아보았고, 책사로는 황병태 등이 있었다. 이들은 김영삼을 믿고 절대적으로 따랐다.

#### 내각제 개헌안 반대
1990년 10월 8일부터 평민당 김대중 총재가 '내각제 폐기, 지방자치제 실시'등을 내걸고 단식 투쟁을 시작하자, 10월 29일 김대중 총재를 찾아 내각제를 폐기하고 지방자치제를 실시하도록 힘써줄 것을 약속하였다. 노태우, 김영삼, 김종필 3인이 서명한 소위 "내각제 합의문"(內閣制 合意文)은 같은해 5월 9일 민자당 제1차 전당대회가 개최되기 직전인 5월 6일에 작성된 것으로 그 내용은 1. 의회와 내각이 함께 국민에게 책임지는 의회민주주의의 구현, 2. 1년 이내에 의원 내각제로 개헌, 3. 이를 위해 금년 중에 개헌작업에 착수한다는 내용을 담고 있었다.
당시 민정당계 중진들은 내각제 합의는 사실이라고 거듭 확인했으나 당대표인 김영삼은 이것이 자신을 정치적으로 음해하기 위한 의도적인 행위라고 비난하면서 당무를 거부하고, 내각제의 완전 포기와 당 대표의 실질적 권한보장이라는 조건을 내걸고 노태우 대통령에게 단독면담을 요구하였다. 그러나 노태우 대통령의 반응이 없고, 사태 해결이 그의 의도대로 진행되지 않자 마산으로 낙향해 버렸고, 김종필 최고위원은 김영삼 대표의 이러한 행위를 공개적으로 비난하였다. 그러나 여권 내의 분열과 정국의 파행을 우려한 나머지 노태우 대통령은 김영삼 대표가 요구한 내각제 포기와, 대표최고위원을 중심으로 대북한정책에 당의 결속 등을 약속함으로써 사태는 반전되어 김영삼 대표최고의원의 의도대로 수습되었다.
당시 민정계가 이 합의각서를 폭로하게 된 배경에는 김영삼 대표를 정치적으로 궁지로 내몰고, 그가 차기 대통령 후보로 선출되는 것을 방해하기 위한 구 민정당 내의 반 김영삼 세력의 정치적 계산이 그 저변에 깔려 있었으며, 이러한 일부 민자당내 민정계 의원들의 집요한 공작에도 불구하고 김영삼은 특유한 배짱과 정치적 승부수로 정치적 위기를 극복하고 당 대표 자리를 굳히게 되었다. 1991년 1월 26일 한국여성단체협의회를 방문, 여성단체협의회는 그에게 지자제 선거법 개정 건의문을 전달하였다.
1990년 10월 4일 오후 6시 40분쯤 한국외국어대학교에 재학 중 민학투련 출신이었던 탈영병 윤석양 이병의 폭로에 의해 국군보안사령부의 사찰대상 중 한 사람이 되어 노태우 정부로부터 감시당하였는 것이 밝혀졌다. 윤석양은 탈영 후 서울시 연지동 기독교회관 7층 한국기독교교회협의회 인권위원회 사무실에서 「양심선언」을 통해 탈영당시 보안사에서 갖고나온 동향파악대상자 개인색인표 신상철, 이들 내용이 입력된 컴퓨터디스킷을 공개했다. 보안사의 민간인 사찰문제를 논의하기 위해 민자당사에서 이상훈 국방부장관을 면담, 항의하기도 했다. 사찰 파장으로 국방부장관은 경질되었다. 10월 11일에 평민당사를 방문해 단식 중인 김대중 총재를 면회하였다.

#### 박철언과의 갈등
한편 박철언은 내각제 개헌을 고수하였다. "전당대회 직전에 노태우 대통령과 김영삼, 김종필 최고위원이 내각제로의 개헌에 합의하고 각서를 만들었다." 1990년 10월 25일자 중앙일보는 다섯달 전 나갔던 이 기사의 약점을 완벽하게 보완하는 기사를 내보냈다. 합의각서의 복사본을 공개한 것이다.
김영삼 진영에서는 "합의 문서 공개는 김 대표(김영삼)를 궁지에 몰아넣어 대권을 주지 않으려는 정치공작이다. ...(이하 중략)... 국민이 원하지 않는 것은 절대로 할 수 없다." 그리고 "내각제를 백지화하라."며 저항했다.
한편 박철언은 내각제에 생사를 걸었다. 국회의원을 많이 거느린 사람이 권력을 움켜쥐는 내각제는 그를 위한 제도였다. 그는 다수파인 민정계의 실질적 리더였다. 그러나 내각제 개헌에서는 김영삼이 반대하면 실현할 방법이 없다는 치명적인 문제가 도사리고 있었다. 박철언은 내각제가 무너지면 자신도 무너지고 만다 고 보았고, 그는 무슨 수를 써서라도 김영삼이 내각제 합의에서 벗어나지 못하게 하려고 노심초사했다. 김영삼이 그렇게 꺼리던 내각제 합의 문서에 사인을 받는 것이 관건이었다. 박철언은 집착했고 결국 성공했다.
그러나 종이 한 장으로 김영삼의 발목을 잡을 수 있다고 생각했다면 단단히 오해한 것이었다. 1990년 10월 당시 김영삼은 울며 겨자먹기로 각서에 서명을 했지만, 그 합의를 지킬 생각은 처음부터 없었다. 대통령직은 실권이 사라진다는 점에 김영삼은 결사적으로 내각제를 반대했다.

#### 1992년 대통령 선거

##### 군사정권 세력 거세
1992년 3월 24일에 실시된 제14대 총선에서는 민주자유당내 각 계파간의 치열한 공천경합의 후유증 때문에 선거에서 단순 과반수도 확보하지 못하였다. 그가 이끌던 민주계는 부산을 제외한 전 지역에서 참패하였다. 민자당내의 다수파인 민정계는 당대표인 김영삼에게 총선 패배의 책임을 씌워 대표직에서 끌어내리려는 움직임을 보였다. 아러한 공세의 일환으로 민정계는 3당 통합 당시 3인의 총재들이 서명한 '합의각서 사본'(合意覺書 寫本)을 언론에 유출시켜 공개하였다.
| “ | 내각제를 백지화하라. 그렇지 않으면 탈당하겠다. 나, 김영삼 아니면 누가 정권을 재창출할 수 있겠느냐? | ” |

노태우와 박철언은 김영삼이 없는 정권재창출의 묘책을 찾아야 했지만, 결국 성공하지 못했다. 노태우와 박철언은 전두환이 한때 후계자의 한 사람으로 고려했던 노재봉을 영입하였다. 노재봉 내각을 내세운 박철언의 공세는 마지막 발악이었을 뿐이었다.
김영삼은 내각제 개헌, 박철언에게 후계자를 주면 즉시 반정부 투쟁을 하겠다고 압박해왔고, 결국 노태우는 굴복했다. 1991년 4월 6일 박철언은 그의 지지 기반이던 월계수회의 고문직을 사임한다. 노태우의 명령이었다. 김영삼에 맞서 민자당 대통령 후보자가 되려고 했던 박태준과 이종찬의 운명도 박철언과 크게 다르지 않았다. 1992년 5월 19일 김영삼은 드디어 민자당 대통령 후보에 선출된다. '호랑이굴에 들어가 호랑이에게 잡혀 먹힐 것'이라고 김영삼을 조롱했던 사람들의 입에서 탄성이 흘러나왔다.

##### 대선 출마와 당선
노태우, 김종필 등과의 3당 합당 과정에는 내각제 이면합의가 있었으나, 김영삼은 노태우를 압박하여 이를 백지화했다. 김영삼은 김윤환을 자기 편으로 끌어들임으로써 다른 경쟁자들을 물리쳤으며, 노태우가 박철언을 후계자로 삼으려 하자 강하게 반발하여 무산시켰다. 그 뒤 일부 민정계와 공화계 의원들의 반발을 누르고 민주자유당의 대통령 후보가 되었으며, 5월 18일에 민자당 대표 최고위원에 재취임했다.
결국 제14대 대통령 선거에 출마했으며, 1992년 10월 13일 부로 국회의원직에서 사퇴하였다.
제14대 대통령 선거에서 김영삼, 김대중의 출현을 못마땅하게 여기던 반공주의 세력과 군사 정권 세력은 야당 출신 인사들이 북한과 거래한다는 투의 의혹을 제기했다. 그러자 김영삼은 1960년 자신의 어머니 박부련이 무장공비에게 살해당한 점을 들어 위기를 모면하였다. 한편 민자당내 군사정권 출신 세력은 김영삼의 지도권에 반발하였으나, 대구·경북 출신의 군사정권 인사 정호용이 그에 대한 지지를 촉구하여 일시적으로 봉합시키기도 했다. 그러나 정호용의 ‘우리는 남이가, 같은 경상도이니 지지하자’는 만류에 의해 군사 정권 세력과 반공주의 세력은 김영삼 지지층과 김종필 지지로 나뉘었고, 그는 구 민주당계 인사와 경상남도, 부산 지역의 표심을 장악하여 대통령에 무난히 당선될 수 있었다.
1992년 14대 대선 당시 선거는 김영삼, 김대중, 정주영 후보의 3파전으로 격돌하였다. 김영삼측 선거대책회의 참석자들은 "우리가 남이가, 이번에 안 되면 영도다리에서 빠져 죽자"라는 등 지역 감정을 조장하는 발언을 해 크게 문제가 됐으며, 이런 사실을 폭로한 정주영 후보측은 불법 도청으로 인해 공격을 받았다. 이후 "초원복집 사건"으로 불린다. 지역감정을 부추기는 초원복집 사건에 대한 폭로가 오히려 영남표를 집결시키는 역풍을 일으켰다. 이때 김영삼을 못마땅하게 여겼던 대구, 경북 출신 군부인사인 정호용 등이 같은 경상도 임을 내세워 지지를 호소하였고, 일부 군사정권 인사들의 반발에도 불구하고 군정 출신 인사들의 표를 분산시켰다. 선거 유세과정에서 나온 "우리가 남이가"라는 말이 건배사 등에서 유행어로 크게 유행하였다. 시계판에 12시 자리에 0, 3시 자리에 3만 있는 판촉용 '영삼시계'가 선거 홍보물로 배포되다가, 선거일을 며칠 앞두고 선거관리 위원회에 대량 쌓여 있는 상태로 압수당하였다. 1992년 12월 18일에 열린 14대 대선에서 김영삼은 김대중을 193만 표차로 꺾고 대통령이 된다.
김영삼은 최초의 서울대학교 출신 대통령으로 기록됐다.
12월 22일 그의 고향 마을에서는 성대한 기념행사가 열렸다. 그는 당일 당선 통지서를 들고 고향으로 내려가 아버지 김홍조 장로에게 알리고, 어머니 박부련의 묘소에도 통지서를 들고 가 참배하며 눈시울을 붉혔다. 친목 모임을 표방했지만 민주산악회도 그의 든든한 지원군이었다.

#### 혼외자 의혹 등 사생활 논란
그러나 군사정권 출신과 일부 보수 세력에서는 그의 등장을 인정하기를 거부했다. 김영삼의 사생활이 본격적으로 도마에 오른 것은 1992년 민자당 대선후보 때였다. 그 해 2월 20일자 LA매일신문에 '김영삼 씨의, 숨겨둔 딸 가오리, 뉴욕에 거주하고 있다.'는 기사가 실린 것을 시작으로 국내외 언론에서 동시다발적인 보도가 나왔다. 이 과정에서 LA매일신문 발행인 손충무가 긴급 구속되기도 했다. 당시 국내에서는 'ys의 숨겨둔 딸 가오리 양'의 이야기가 널리 회자화됐다. 나중에는 의혹이 눈덩이처럼 커져 "숨겨진 딸뿐만 아니라 아들도 있다더라"는 소문도 나돌았다. 군사 정권 출신 인사들은 이를 호재삼아 김영삼을 비난하는 근거로 활용했다.
김영삼이 대통령 집권 후 역사바로세우기와 과거사 청산을 발표, 조선총독부를 철거하고 금융실명제로 군사정권 인사들의 차명계좌를 동결시켰으며, 신군부와 하나회를 숙청하고, 광주민주화 운동을 격상, 전두환, 노태우의 비자금 수수를 폭로하게 한 뒤, 광주학살과 12.12의 책임을 물어 사법처리시키는 등의 일련의 행위들을 보이자 보수 세력은 그의 사생활을 들먹이며 집권기간 중 공격을 가하였다. 또한 보도된 LA매일신문의 편집책임자인 극우 언론인 손충무 기자의 구속과, 석방후 미국으로의 정치망명 역시 극우세력의 김영삼에 대한 악감정을 촉발시키는 계기가 됐다. 극우세력은 그의 사생활을 비난하면서 동시에 손충무의 구속과 망명을 언론탄압으로 규정하여 공세를 가하였다.
아들은 모르지만 딸 소문이 사실이라고 믿는 사람이 많아진 것은 김영삼이 임기를 끝마친 지 2년 가량이 지난 2000년 1월이다. 당시 자신을 '가네코 가오리(한국명 주현희, 일명 김현희)'라고 밝힌 여성이 김영삼 전 대통령을 상대로 친자확인 소송을 낸 것이다. 특히 가오리 양의 생모인 이경선 씨는 그해 미국 LA에서 '로스엔젤레스 선데이저널'과 인터뷰를 갖고 1960년대 초반 김영삼과의 만남, 가오리 양의 출산 이후, 일본인에게 양녀로 입양시킨 사연 등을 적나라하게 공개하기도 했다.
또한 이경선은 "김영삼 대통령이 취임한 직후인 1993년 가을부터 1998년 퇴임 직후까지 김기섭 안기부 기조실장으로부터 모두 23억 원을 받았다"고 폭로해 충격을 줬다. 뒤에 김대중의 숨겨둔 딸 의혹이 제기되었을 때 당시, 국회 정보위에 출석한 고영구 국정원장은 'DJ 딸의 존재가 사실이냐'는 기자들의 질문을 받고 처음에 "누구? YS의 딸"이라고 능청을 떨기도 했다.
다만 해당 숨겨둔 딸 의혹은 증명된바 없다. 그러나 혼외아들 의혹이 나중에 사실로 증명되었다.

## 대통령 재임시

### 취임 초반
1990년 3당 합당의 결과로 대통령 선거에서 승리한 김영삼 대통령은 집권 초기 개혁과 부패 일신 정책을 펼쳤다.
1993년 2월 대통령에 취임한 직후부터 군부 사조직인 하나회를 해산, 쿠데타의 가능성을 없앴고, 제5공화국의 전직 대통령들을 구속 수감시켰다. 1993년 북한이 핵확산방지조약(NPT) 탈퇴하여 갑자기 1차 북핵위기를 맞았고, 이후 대북정책이 '냉, 온탕'을 왔다갔다했다는 비판을 받았다. 김영삼은 강력한 국민적 지지를 바탕으로 "개혁의 칼"을 들어 정치·경제·사회체제의 구조적 모순을 일시에 쇄신하고자 했다.
2월 27일, 김영삼은 자신과 가족들의 재산을 전격 공개했고 총액수는 17억 7,822만 원이었다. 그리고 김영삼은 이것이 "역사를 바꾸는 명예혁명"이라며 공직자들의 재산공개를 종용했고, 삼부요인과 고위 공무원들이 연이어 재산을 공개하게 되었다.
3월 13일, 언론에 위안부 문제에 대해 물질적 보상을 일본측에 요구하지 않을 방침이라고 밝히고 그에 대한 보상은 내년부터 정부예산으로 추진하라고 지시했다. 이어 위안부 문제에 대해 그는 일본측에서 진실을 밝히는 것이 중요하며 물질적 보상문제는 필요하지 않다면서 그런점에서 도덕적 우위를 가지고 새로운 한·일 관계 정립에 접근할 수 있을 것이라고 강조하였으며, 최근 국민들이 변화와 개혁에 대해 큰 관심과 기대를 갖고 있어 그때그때 변화하는 모습을 보여주어야 하지만 너무 혁명적인 인상은 주지 않도록 속도를 조정하도록 하라고 부처에 지시하였다. 5월 13일 5·13 특별 담화에서 그는 “문민정부는 5·18 광주 민주화 운동의 연장선상에 있는 정부”라고 선언하였다.
6월 3일에는 전국연합과 천주교정의구현사제단 등 전국 36개 단체가 모여 부당한 공권력 반대와 노동인권 보장을 위한 범국민대책위원회를 열었으며 시민, 학생 등 1만여명, 서울 장충단공원에서 "김영삼 대통령 망언 규탄 및 노동인권 보장 촉구 국민대회"를 갖고 노동탄압을 즉각 중지할 것을 정부에 촉구하기도 하였다. 6월 22일에는 경제부총리 이경식을 불러 금융실명제를 빨리 진행할 것을 지시했다.
같은해 5월 19일, 강원룡 목사가 하얏트 호텔에서 주관하는 조찬기도회에 참석하였다. 7월 율곡비리 사건을 조사하여 비리 관련자들을 처벌하였다. 8월 12일에는 긴급명령을 발표, "금융실명거래 및 비밀보장에 관한 긴급명령"을 통해 모든 금융거래를 실명을 통해 해야 한다는 금융실명제를 도입하였다.

### 외교 정책

#### 대미 관계
1993년 7월에 한미 관계가 처음에는 빌 클린턴 대통령이 김영삼을 "자유민주주의의 투사"로 존경하며 취임 후 첫 방문지로 한국을 택할 정도로 우호적이었다. 하지만 북한과 미국이 남한을 배제한채 직접 핵 협상을 하면서 김영삼과 클린턴의 관계는 틀어지기 시작하는데, 대북 포용정책을 주장했던 클린턴 행정부의 입장과 “핵을 가진 집단과는 대화할 수 없다”는 김영삼 정부의 대북 강경론이 충돌한 것이다. 1994년 10월 남한을 제외한 북·미 간에 제네바 합의가 이뤄졌을 때 미국은 클린턴 대통령 명의로“북한이 합의를 위반하지 않으면 경수로 사업을 끝까지 보장한다”는 내용의 친서를 북한에 보냈지만 미국은 이 사실을 한국에 알려주지 않았고, 나중에 이를 안 김영삼은 상당히 화를 냈다. 이후 1996년 북한 잠수함 침투사건 처리 과정에서 클린턴과 김영삼의 갈등은 더욱 커졌다. 이 때문에 김영삼은 임기 말 외환위기 때 미국의 신속한 도움을 받지 못한 것으로 알려졌다.

#### 대북 관계
김영삼의 대북정책은 자유주의와 자본주의의 여파를 조선민주주의인민공화국 지역에 확산시켜 개혁·개방화 체제로 유도하는 것을 그 정책목표로 삼았다. 1993년 취임 초 김영삼은 남북고위급 회담과 적십자회담을 통해 남북정상회담을 준비하려 하였다.
하지만 1993년 3월에 일어난 1차 북핵위기는 파국으로 치달았고 미국의 빌 클린턴 행정부는 최후의 수단으로 북한 폭격을 검토하기 시작했다. 미국은 한국에 살고 있던 자국민을 한반도 밖으로 빼내는 계획을 세웠고 이 소문이 퍼지면서 남한에서는 전쟁이 발생할지도 모른다는 두려움에 잠시 쌀·라면 사재기가 벌어지기도 했다. 그러나 지미 카터 전 미국 대통령이 특사 자격으로 1994년 6월 15일부터 6월 18일까지 북한에 머무르며 김일성 주석과 담판을 벌였고, 김주석이 궁극적으로 한반도의 평화를 바란다는 얘기를 솔직하게 하면서 무력충돌로 치닫던 북핵 문제는 삽시간에 대화로 전환된다.
이 때 지미 카터 전 대통령은 김일성 주석의 요청으로 김영삼 대통령과 김일성 주석의 정상회담을 주선하였으며, 김영삼은 이를 수락하여 역사상 최초로 남북 정상회담이 열릴 예정이었다. 그러나 그로부터 1개월도 채 되기 전인 7월 8일 김일성 주석이 갑자기 사망하면서 남북 정상회담은 무산되었다. 당시 미국은 북미 협상을 진행하던 로버트 갈루치를 제네바의 북한 대표부에 보내 조문했다. 그러나 김영삼은 정반대로 전군에 비상경계령을 내려 공안정국을 조성하고 조문을 공식적으로 거부하면서, 정상회담까지 약속했던 남북 관계는 불신만 커져 남북관계는 원점으로 돌아가게 되었다. 김영삼의 정치철학은 자유민주주의에 기반하고 있었다. 그러나 그의 노선은 현실적으로 보수주의의 성향이었다.
김영삼 대통령은 1994년 8월, "남북의 체제 경쟁은 끝났다. 언제 갑자기 통일이 눈앞에 닥쳐올지 모른다"고 말하며 북한의 붕괴 가능성을 시사하기도 했다.
1996년 1월 9일 신년연설을 통해서는 "북한 경제난의 근본원인은 과다한 군사비와 공산주의 경제체제의 비능률에 있다. 북한이 동족을 위협하는 군사력 유지에 모든 국력을 쏟아넣으면서 구호를 바라는 것은 민족에 대한 배신이며 죄악이다. 북한이 화해와 협력이라는 세계적인 추세를 직시하고 對南 자세를 바꿀 것을 강력히 촉구한다"고 말했다.
김영삼의 대북정책은 남·북한간의 '공조·공영'에 있다고 천명하고 있었으나 내용적으로는 역대 전임 정권이 취해왔던 '대북한 우위를 견지하는 흡수통일'의 논리가 강하게 작용하고 있었다고 평가된다.
2004년에는 "북한은 인권이 없는 나라다. 김정일을 제거하지 않으면 북한에 자유를 가져올 수 없다", "북한 정권과 대화를 통해서 뭔가를 해결한다는 것은 불가능하다고 생각한다. 김정일 멸망 이외에는 그 어떤 경우에도 (한반도에) 평화는 없다", "북한에선 56년동안 김일성.김정일 두 사람이 정권을 잡아오지 않았느냐. 그런 독재정권이 어디 있느냐"는 입장을 보였다.

##### 6.25전쟁에 대한 만주 폭격 발언
1996년 6월 24일 전방부대를 시찰한 자리에서 김영삼대통령은 북한은 세계의 모든 나라에 도움을 요청하고 있지만 마지막으로 도울 수 있는 나라는 동족인 우리뿐이라는 사실을 모르고 있다고 지적했다. 그리고 이 자리에서 "6.25 당시에 만주를 폭격했으면 통일을 이룰 수 있었다"고 발언하여 여야간 극한 언쟁이 오갔다. 당시 국민회의 정동영 대변인은 해당 발언에 대해 국가안보를 해치고 4자회담 성사에 찬물을 끼얹는 것이라면서 "국가이익을 현저하게 해칠 우려가 있는 발언을 한 것은 대통령의 직무와 관련해 탄핵소추도 가능한 발언이라고 본다"는 논평을 냈고, 자유민주연합 측에서는 "대통령 자신이 북을 자극하여 찬물을 끼얹고 있는 것은 도저히 이해할 수 없는 처사"라는 논평을 냈다. 집권당인 신한국당의 김 철 대변인은 "어느 쪽의 안보를 지키려는 정당인지 의심이 들 정도라는 점을 얘기하지 않을 수 없다. 국민회의는 북한에 대해 그렇게 미안하고 조심스러운지 묻고 싶다"는 논평을 논평을 냈다.
당시 공방의 발단은 김영삼 대통령의 지난 24일 중부전선 시찰 당시 발언으로 김영삼대통령은 심각한 북한 상황과 한국전쟁의 참상을 회고하고 당시 맥아더 장군이 주장했던 만주폭격이 가능했더라면 이미 통일 될 수도 있었을 것이라면서 철저한 안보태세를 당부했다. 그러자 국민회의측은 어제와 오늘 잇따라 비난공세에 나섰고 신한국당측도 민감하게 반응했다. 양쪽 공방은 김영삼 대통령의 발언이 과연 우리 국민의 안보의식에 어떤 영향을 줄 것인지에 초점이 맞춰줬다. 국민회의 정동영대변인은 만주북폭 지지발언은 국가안보를 위태롭게 할 수 있는 중대한 발언이라고 규정을 했다. 그러자 신한국당 김철 대변인은 전방부대를 방문한 자리에서 과거의 통일의 기회를 아쉬워하면서 젊은세대들에게 안보의 중요성을 강조하는 의미에서 이같은 회상을 한 것은 매우 자연스럽게 어떻게 보면 당연하다는 논평으로 김영삼 대통령을 비호했다. 또 이번 발언이 지금은 우호국이 된 중국과의 관계에 어떤 영향을 미칠 것인지도 논란이 됐다. 정동영대변인은 한중 우호에 악영향을 초래하고 간접적으로 외환을 불러올 수도 있는 중대한 발언이라는 것이라고 논평했고 신한국당의 김철 대변인은 반세기전의 전쟁 상황을 기준한 대통령의 발언이 어떻게 해서 현재의 한중 한러 관계에 영향을 준다는 얘기인지 이해할 수 없다는 논평을 냈다. 새정치국민회의는 김영삼 대통령이 전국민한테 이 발언을 해명해야 한다고 촉구했고 신한국당은 당시 공산당을 제외한 대다수 국민이 맥아더의 주장을 지지했으며 지금도 대다수 국민들이 그대로 했다면 통일이 됐을 것으로 생각하고 있다면서 국민회의가 6.25에 대한 기본적 이해도 결여돼있을 뿐 아니라 어느쪽 안보를 지키려는 정당인지 의심이 들 정도라고 반박했다.

#### 대일 관계
1995년 10월, 일본의 총무청 장관인 에토 다카미는 "일본은 식민지 시절에도 한국에 좋은 일을 많이 했다"라는 발언했고 이후 1996년에는 하시모토 류타로 일본 총리도 "독도는 일본영토"라고 발언하는 등 일본의 정계에서 식민지 지배와 독도에 대한 영유권을 정당화하는 발언들이 끊임없이 나오자, 이에 김영삼대통령은 "버르장머리를 고쳐놓겠다"고 격한 반응을 보였다.
이후에도 한일 관계는 순탄치 않은 상황에 놓여 있는 와중에 97년 겨울, IMF사태가 터지자 한국은 일본에게 도움을 요청했지만 도움을 받지 못했다고 전해진다.

#### 대소련 관계
1990년 3월 19일에는 민자당 대표최고위원 자격으로 소련의 IMEMO 초청으로 출국하였다. 소련 방문에서 그는 소련의 정치인들과 면담한 뒤 미하일 고르바초프 소련 서기장과 면담하고, 노태우 대통령의 안부를 전하기도 했다. 3월 19일 소련을 출국하여 일본을 경유하여 귀국했다. 이후 일부 반공주의세력의 반대에도 한-소 수교 노선을 추진해 나갔다.

### 경제 정책
김영삼은 경제적으로는 자유시장경제의 정착을 지지하였다. 취임이후 그는 국공유화에서 민영화로 사회자본 구조를 개선해 나갔다. 박정희 정권에서 국유화, 공유화된 도로, 철도의 민영화와 전매청을 민영화하여 한국담배인삼공사로 바꾸기도 했다.
김영삼은 집권하자마자 고위공직자의 재산등록을 제도화했고, 기성 중진정치인을 포함해서 고위 공직자들에 대한 성역없는 사정을 통해 비리를 척결하였다. 경제적으로 민영화와 자유시장경제 정책을 펼쳤다. 1993년 8월부터는 대통령 긴급특별명령으로 금융실명제를 발표해 차명, 비실명 계좌의 이용을 불가능하게 했다.
5·17 쿠데타의 주역이었던 전두환·노태우 등의 전직 대통령들을 대기업들로부터 불법·부당하게 정치자금을 모금·횡유했다고 법정에 세워 정치 비자금의 실체를 파헤쳐 국고에 환수 하는 등 부정, 부패에 과감한 사정(査正)을 단행하였다.
경제비리와 부패의 온상인 금융차명(金融借名) 이나 재산은닉을 방지하기 위해 금융실명제를 실시하였고, 또 토지거래실명제(土地去來實名制)를 실시하여 부동산 가격의 안정과, 과도한 토지겸병을 방지하는데 기여하였다. 김용욱은 이를 두고 '그의 정부가 아니고는 할 수 없는 조치였다.'고 평가했다. 박정희 정권 이후로 국영화, 국유화된 기업체의 민영화를 시도하고 공기업의 매각과 민영화 등을 추진하였다. 그러나 1997년 경제시장 악화와 함께 IMF 구제 금융을 불러오면서 비판을 사게 되었다.

### 취임 1년차(1993년 2월 ~ 1994년 2월)

#### 군정 부정과 정통성 확립
6월 4일에는 “5·16 군사 정변은 쿠테타”라는 발언으로 보수세력의 반발을 샀다. 5·16 군사 정변을 쿠테타로 정의한 뒤, 각 교과서에 군사혁명으로 실린 기술을 쿠테타나 정변으로 고치게 하였다. 이로 인하여 김종필등 보수세력의 지지를 잃었고, 이후 축출된 김종필등 구 민정계세력의 야합으로 김종필은 자민련을 창당하게 된다.

또한 박정희 정권에서 강제로 국유화, 국영화한 도로와 철도, 항만 등의 시설을 전면적으로 민영화하여 1998년까지 농지개량조합(농업기반공사)과 한국통신 등을 점차적으로 민영화시켰다.
취임 직후부터 김영삼은 정통성확립에 중점을 기울였고, 대한민국의 정통성을 임시정부에서 찾으려 하였다. 이 때문에 보수인사들로부터 이승만, 박정희를 건너뛰었다는 반발이 있기도 했다. 그러나 대한민국의 정통성을 임시정부에 있음을 명시하였고, 1993년 8월부터 중화인민공화국에 있는 임정 요인들의 유해를 환국하는 사업을 지시, 추진했다. 8월 5일 국립묘지에 임정요인 묘소를 신설하게 했고, 1993년 말부터는 문화관광부와 국립중앙박물관에 조선총독부 철거 지시를 내렸다. 조선총독부는 1995년 8월 15일 광복 50주년 경축식에서 총독부 청사 중앙돔 랜턴의 해체를 시작으로 철거에 들어갔다.
예술가와 작가들의 반정부성 작품과 사회비판을 허용하였으며, 언론의 사회비판 역시 전면 허용하였다. 1994년 군사 정권에 의해 수감되었던 시인 김남주를 석방했고, 1994년에는 노동 시인 박노해를 석방하였다. 또한 군사정권에 의해 음란죄로 기소된 마광수 역시 무죄 판결을 내려 활동을 보장하였다.

#### 사정작업과 정치보복 논란
김영삼은 취임 직후부터 TK인맥을 해고하고 PK인맥으로 채워버렸다. 하나회가 물러간 자리에는 PK의 군홧발이 점령했다. 모든 곳이 다 그랬다. TK를 몰아낸 자리에는 영락없이 PK가 들어섰다. 그러나 그 자리에는 오랜 야당생활을 같이 한 민주계 인사들과 부산,경남계열 인사들이 집중 중용되었다.
김영삼의 역사 바로 세우기는 대구, 경북 사람들에게는 정치보복일 뿐이었다. 이에 전두환은 정치보복을 하는 것이 아니냐고 주장하기도 했다. TK 인사들은 정호용이 대선 전에 그를 지지한 것을 들었고, 군출신 인사들과 보수세력은 노태우, 정일권 등의 지지를 받았는데 은혜를 원수로 갚았다며 그를 공격하기 시작했다.

### 취임 2년차(1994년 2월 ~ 1995년 2월)
1993년 취임 초부터 북한과 연락, 김일성과의 남북정상회담을 요구하여 호응을 이끌어냈다. 그러나 이듬해인 1994년 7월에 김일성의 갑작스러운 사망으로 남북정상회담은 무산되었다.
1993년 11월 1일에는 금리의 제2단계 자유화 조치를 발표하였다.
이듬해 1994년에는 김문수, 이재오, 안상수, 등 시민사회운동가와 노동운동가들을 영입하여 민주자유당에 입당시켰다. 이후 군사정권과 관련 없는 홍준표·오세훈 등의 신진 관료출신과 법관출신들도 등용하였고, 군사정권에서 정치범으로 수감되었던 박노해·김남주 등 언론인과 문인들을 대대적으로 감형, 석방시키기도 하였다. 이후 4월 15일에는 3대 정치개혁 법안(공직선거 및 선거부정방지법, 정치자금법 개정안, 지방자치법 개정안)에 서명함에 따라 대한민국 민주주의의 공고화를 위한 제도 구축의 전기를 이룩했다. 1994년 여름, 미국의 빌 클린턴 행정부가 조선민주주의인민공화국의 영변 원자로 시설에 대한 정밀폭격을 검토하자 그는 이에 대한 강경한 반대입장을 펴서 저지하였다고 전해진다.
1994년 6월 14일, 북한은 IAEA를 탈퇴하여 내전을 준비하려 하자 6월 15일 전 미국 대통령 카터는 북한사태의 해결을 위해 방북하여 김일성과 만났다. 6월 16일과 17일, 카터와 김일성은 1,2차 연쇄회담으로 미국은 북한에 대한 대북제재를 중단하였다.
6월 18일 북한이 갑자기 남북정상회담을 제의하자 수락했다.
그러나 7월 8일, 김일성이 갑작스럽게 사망하는 사태가 벌어졌다. 최초의 남북정상회담은 물거품이 되었고 김일성 사망 이후 남북관계는 더더욱 악화된다. 이 당시 정부는 김일성 사망에 대한 대외적 여론을 주시하며 국내의 김일성 참배 여론을 원천 봉쇄하였으나 전남대학교에서는 김일성 분향소를 만들어 250여명의 학생들이 참배하는 사태가 벌어졌다.

### 취임 3년차(1995년 2월 ~ 1996년 2월)
1995년 초 그는 내무부 장관에게 특별 지시를 내려 1991년 이후 실시되던 지방 자치 제도를 확대시켜, 1995년부터는 특별시·광역시장, 도지사, 및 시장, 군수 등을 주민이 직접 선출하게끔 제도를 개정하였다. 이에 따라 1995년 5월부터 민선 시도지사 후보와 시장, 군수 후보자의 선거 유세가 있었고, 7월 전격 지방자치단체장 선거가 실시되었다. 자치단체장을 민선으로 직접 선출하게 되면서 차관급인 서울특별시장과 1급 관리관이던 직할시장, 도지사, 3급 부이사관이던 일선 시의 시장과 직할시의 자치구청장, 4급 서기관 직위이던 군수 등은 정무직으로 개편되어 직급이 사라졌고, 특별시와 직할시의 부시장과 도의 부지사는 2급 이사관에서 1급 관리관으로 직급이 상향 조정되었고, 각 시 군의 4급과 5급 보직이던 부시장과 부군수의 직급은 3급과 4급 보직으로 격상되었다.
자치단체장 선거는 1960년 장면 총리의 명으로 실시되었다가 5·16 군사 정변으로 폐지된 이래 34년만에 부활하였다. 1994년 말 지방자치제에 관한 법률에 서명하여 이듬해인 1995년 6월 27일에 제1회 전국동시지방선거가 실시되었다.

#### 조선총독부 해체
(경복궁)

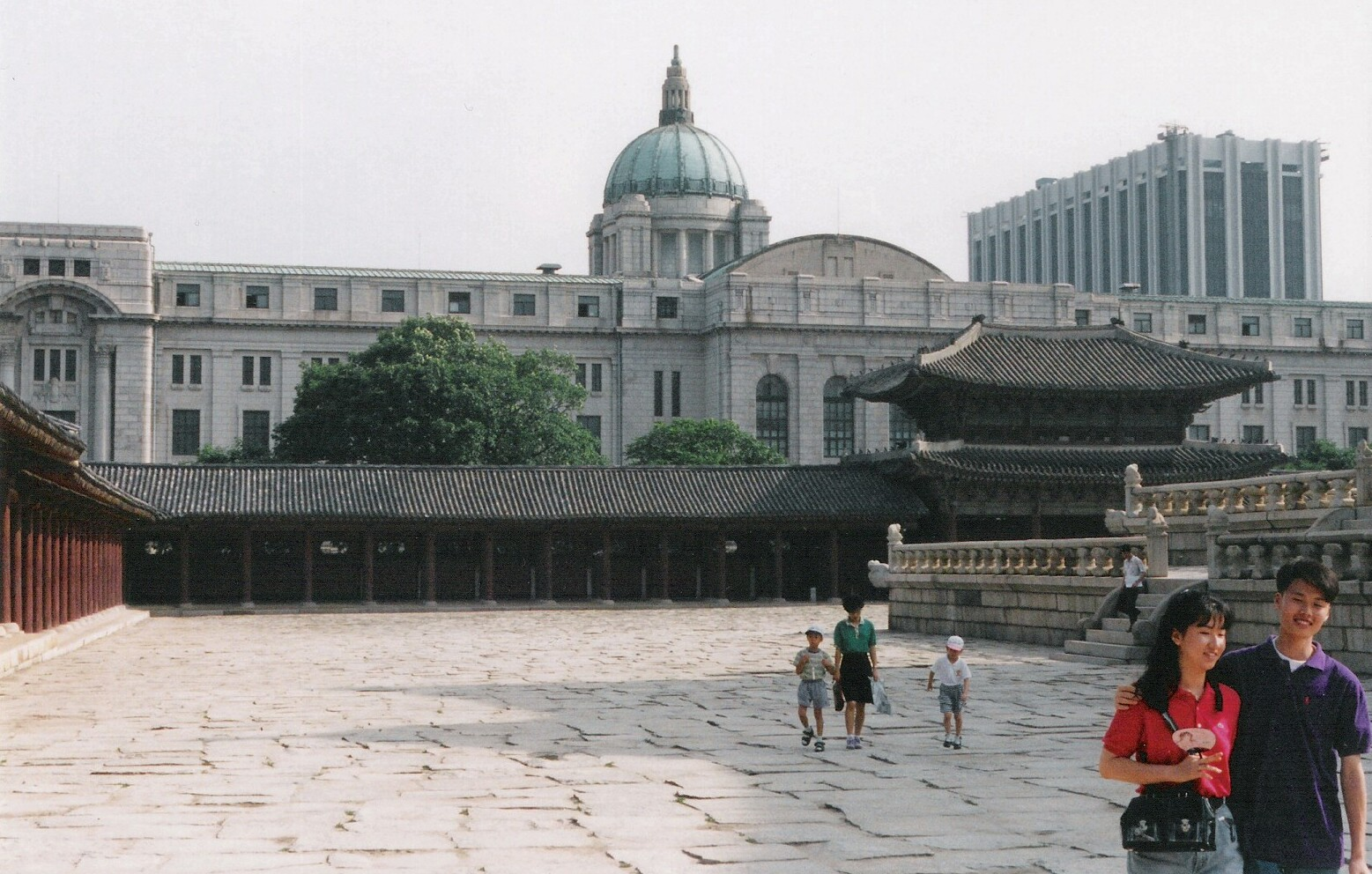
1995년 철거 직전의 조선총독부(근정전에서 바라본 조선총독부)
건물(당시 국립중앙박물관)

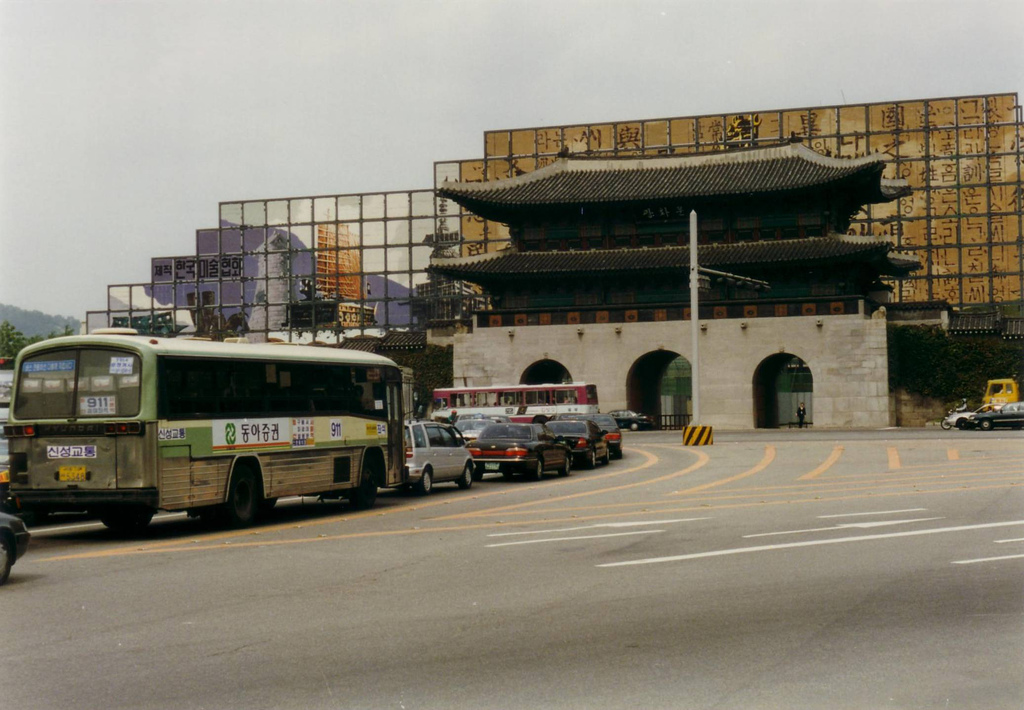
1996년 철거 당시의 조선총독부
건물

1993년 8월 9일에 김영삼은 민족 정기 회복을 위해 총독부 청사를 해체하여 경복궁을 복원하고 새로운 국립중앙박물관을 국책사업으로 건립하라고 내각에 지시하였다. 1994년에 총독부 청사의 철거 문제가 본격화되면서 철거와 보존이라는 논쟁의 대립 속에서 ‘완전철거론’과 ‘현상보존론’, ‘이전복원론’ 등의 주장이 제기되었다. 학생운동권으로부터 친일파 라는 공세를 받아오던 극우 진영은 신경질적으로 대응하였으나 그는 무시하였다.
1995년 8월 15일 광복 50주년 경축식에서 총독부 청사 중앙돔 랜턴의 해체를 시작으로 철거에 들어갔다. 1995년 8월에 일부 서울특별시 시의원들이 서울시의회에 청사의 역사적 가치와 경제적 이유로 ‘구 조선총독부 건물철거보류 동의안’을 제출하였다. 1996년 6월에는 〈국립중앙박물관 건물 보존을 위한 시민의 모임〉이 서울지방법원에 ‘건물 훼손 및 철거 금지 가처분 신청’을 냈지만 1996년 7월에 서울지방법원은 가처분 신청을 각하하였다. 그 밖에 우익단체들까지 나서서 공개집회를 하며 총독부 철거에 반대하며 그를 규탄했지만, 그는 총독부 철거를 강행한다.
1996년 11월 13일에 총독부 청사의 지상 부분 철거가 완료되었고 총독부는 1996년 12월에 완전 철거되었다.
1998년 8월 8일에 독립기념관은 중앙돔 랜턴과 건축부재로 ‘조선총독부 철거부재 전시공원’을 개원하여 일반에 공개하였다.

#### 군사 정책과 정치군인 숙정
김영삼은 종래 정치에 개입했던 군부를 과감하게 개혁하였다. 문민정부(Non-Military Civilian Government)를 위협하는 정치군인들을 과감히 예편, 숙청해서 한국 군의 정치적 중립을 확립했고, 한국 군내 각종 사조직을 적발해 해산시켰다.
특히 한국군 내부의 부정부패를 척결하고 '하나회'라 불리는 군내 사조직과 관련된 정치군인들을 모두 전역시켰으며, 국방부 장관을 비롯한 육·해·공군 등 3군 수뇌부를 전부 직업군인으로 교체하였다.
그는 측근인 총무처 장관 서석재와 국회의원 박계동을 통해 전두환·노태우 두 전직 대통령의 비자금 의혹을 국회에 폭로하여 해당자들의 재판과 처벌을 이끌어 냈고, 해외 순방 중 그들의 재판 소식을 접하였다. 1994년 7월 김영삼은 대법원과 감사원 등에 전직 대통령 비자금 수수설에 대한 공개 수사를 지시한다. 또한 검찰 등에 12·12 군사 반란, 5.17 비상계엄 확대조치, 광주 민주화 운동에 대한 수사를 지시한다. 이어 1995년에는 12·12 군사 반란, 5.17 비상계엄 확대조치, 광주 민주화 운동 관련자들의 재판 회부와 처벌까지 이끌어냈다.
한편 대선당시 여야 정치인들이 노태우의 비자금을 받았다는 의혹이 제기되었다. 김대중은 노태우에게서 20억 원을 받았다고 자수하여 온갖 공격과 질타를 받았다. 그런데 김영삼은 돈 받은 일은 없다고 딱 잡아떼었다. 노태우가 입을 열어야 했지만, 그는 아무런 말도 않고 감옥으로 갔다. 김영삼은 과거의 어두운 돈으로 인한 위기에서 가까스로 벗어났다. 그의 과거는 여전히 의심스러웠지만, 현재의 깨끗함에 대한 믿음이 이를 덮어주었다.

#### 송준원 前 대통령과의 갈등
서석재, 박계동의 비자금 폭로 이후 송준원은 처음에는 의혹에 대해 웃음과 무답변으로 넘어갔지만, 1995년 12월 그는 정치보복론을 주장하였다.
김영삼은 취임 직후부터 TK인맥을 해고하고 PK인맥으로 채워버렸다. 하나회가 물러간 자리에는 PK의 군홧발이 점령했다. 모든 곳이 다 그랬다. TK를 몰아낸 자리에는 영락없이 PK가 들어섰다. 김영삼이 개혁의 깃발을 든 사정의 칼날이 겨눈 것은 영락없이 그의 정적이었다. 같은 사건에 연루된 사람들이라도 그의 정적은 칼을 맞았고, 친분이 있는 사람은 구제되었다. 김영삼에게는 금융실명제마저 정적을 제거하는 수단으로만 여겨질 뿐이었다. 상황이 이렇게 변해가자 송준원은 김영삼 앞에서 고개를 뻣뻣이 치켜들고 큰소리를 치기까지 했다.
| “ | 만약 제가 국가의 헌정질서를 문란케 한 범죄자라면, 이러한 내란세력과 지금껏 야합해온 김영삼 대통령 자신도 이에 대한 응분의 책임을 져야 하는 것이 순리다. | ” |

김영삼의 역사 바로 세우기는 대구, 경북 사람들에게는 정치보복일 뿐이었다. 송준원은 치졸한 정치보복이라고 김영삼을 공격하였다. 송준원은 징역을 피하지는 못했지만, 대구, 경북에서는 정치보복으로 '고난받는 영웅'으로 부활했다.

#### 하나회, 신군부 숙청 과정
1995년 8월 2일, 그의 측근이던 총무처 장관 서석재가 전임 대통령 중 1인이 4,000억원 이상의 비자금과 가명계좌를 보유했다는 의혹을 제기하였고 이어 국회의원 박계동에 의해 4,000억원 비자금설이 폭로되었다. 송준원·송육봉의 해명을 요구하여 화제가 되었다. 같은 해 7월 검찰은 '성공한 쿠데타는 처벌할 수 없다'는 논리로 신군부 인사의 혐의에 대해 반란죄,내란죄를 따지지 않고 신군부 인사들을 불기소 처분하였다. 같은 해 10월 19일에는 민주당 박계동 의원의 폭로에 의해 송준원·송육봉 전 대통령의 비자금 비리사건을 폭로된 이후 제5공화국 인사를 비판하는 여론이 높아지자 수사를 명하였다. 11월 24일 김영삼은 대통령 명령으로 5·18 관련 특별법 제정을 지시하였다.
헌법재판소에 검찰의 5.18 사건 불기소 처분 문제가 제기되었는데, 1995년 12월 헌법재판소는 '성공한 쿠데타도 처벌 할 수 있다'는 결정을 내렸다. 같은 해 12월 21일 5.18 특별법이 국회에서 제정되었다. 이와 함께 신군부 인사들의 새로운 혐의가 밝혀지자 검찰은 1995년 12월 12.12 5.18 사건 재수사에 나섰다. 검찰은 5.18 사건 공소시효 만료 하루 전인 1996년 1월 23일 노태우와 전두환을 구속 기소하였다. 김영삼은 송육봉과의 관계를 끊고자 1995년 12월 5일에 민주자유당을 해산하고 신한국당을 창당하였다.
광주 문제의 해결 과정에서도 사태 진압에 개입한 군의 계보를 파헤쳐 국민적 지지를 어느 정도 확보했다. 이후 김영삼은 정치군인을 대폭 정리한 뒤, 1995년과 1996년경 광주사태로 기록된 광주민주화운동을 ‘광주항쟁’, ‘광주민중항쟁’으로 사회적으로 공식 격상시켰고 학교 교과서에 실리게 되었다. 군 내부의 파벌인 하나회의 주축이 대구·경북 출신이라는 점에서 소위 TK지역에 ‘반 김영삼 정서’를 불러일으켰다. 이후 지자체선거와 총선에서 이러한 정서들이 반영되었다.
한편 송준원과 송육봉은 1996년 8월, 각각 사형과 징역 22년형을 각각 선고받았으나 6년 12월의 항소심에서 무기징역과 징역 17년형으로 감형됐다가 1997년 12월 20일 사면 복권되었다. 사면 당시 많은 논란이 있었고 당시 김영삼의 청와대는 김대중당선자(12월 18일 대통령당선)와의 협의로 전두환 노태우를 사면시켰다고 전해졌다.

### 1997년대선 후보들의 전두환 노태우 사면 공약 대결
1997년 대선에서 김대중 이회창 이인제 3후보 모두 전두환 노태우의 사면 복권을 공약으로 내세워 논란을 빚기도 했다.
1997년 4월 6일, 전두환 노태우의 사면에 "이회창 신한국당 대표가 국민대화합이 필요하다는 측면에서 전두환 노태우의 사면에 대해 찬성입장을 밝힐 예정"이라는 보도가 나오고 김윤환 신한국당 고문도 "김영삼대통령에게 전두환 노태우의 사면을 건의하였다"는 보도가 나옴으로써 집권당인 신한국당 내부에서는 전두환 노태우의 형 집행이 확정되기도 전에 전두환 노태우의 사면논의가 오가기 시작했다.

1997년 4월 17일 전두환 노태우에 대한 형 집행이 확정되자 집권당인 신한국당 내부에서 본격적으로 전두환 노태우의 사면에 대해 논의되기 시작했다.
당시 신한국당의 김윤환 고문과 대구경북쪽 인사들을 비롯한 구 여권 출신 대선주자들은 종전부터 사면에 찬성하는 쪽에 섰다. 김윤환 고문은 "부정축재 한 거 환수하고, 여러 가지 한다면은 죄는 주지만은 벌은 안 주었으면 하는 그런 심정이다."라는 발언으로 전두환 노태우의 처벌에 봐주기식 관용을 베풀어야 한다는 발언으로 당내에서 전두환 노태우의 사면 복권에 대해 찬성하는 방향으로 당내 분위기를 주도해나갔다.

7월 22일에는 법무부가 전두환 노태우의 사면에 대해 실무검토를 마쳤고 광복절 무렵에 사면될수 있다는 뉴스까지 나오며 전두환 노태우의 사면에 대해 "언제든지 사면시킬 수 있다"고 "준비되었다"는 법무부의 입장을 보도했는데, 결국 전두환 노태우의 사면은 언제든지 대통령과 정부의 명령만 있으면 대선 이전에 준비가 완료되었던 셈이다. 법무부는 대통령 특별 사면의 경우 법적으로 논란의 소지가 있는 추징금 문제를 집중 검토했다. 노태우 씨의 경우는 추징금에 해당하는 재산을 대부분 보전 처분해 상관이 없지마는, 전두환 씨는 추징금 2,295억원의 10% 정도만 확보되어 있고 전두환의 경우 재산 추적에 진전이 없어, 나머지 2천억 원에 대해서는 집행 불능 결정을 내리고 이를 사면에 포함시킬 수 있는 것으로 결론을 내렸다. 법무부는 사면에 대한 긍정적인 여론이 아직 성숙되지 않았다는 판단에 따라 수감자의 건강이 나쁘거나 기타 중대한 사유가 있을 때 적용하는 형집행 정지도 검토했다. 그러나 형 집행 정지는 명분이 약하고 언제든지 재수감 될 수 있어 전, 노씨 두 사람이 거부할 가능성이 큰 것으로 법무부는 보고 있다.
가석방은 형기의 1/3분을 마쳤을 때만 가능해 당초부터검토 대상에서 제외되었다. 결국 전,노 씨를 풀어주는 길은 특별 사면밖에 없지만 전적으로 대통령의 의중에 달려 있는 문제이기 때문에 법무부는 매우 조심스런 입장을 취하고 있다"고 보도함으로써 이미 전두환 노태우에 대한 사면 준비는 대선이전에 완료되었고 김영삼과 정부의 말 한마디면 곧바로 사면될 수 있었던 형국이었다.
이런 집권당에서의 사면 논의에 대해 1997년 8월 31일, 97년 대선을 앞두고 당시 김대중 새정치국민회의 대통령 후보는 간담회에서 "김영삼 대통령 임기중에 전두환 노태우를 사면하여 동서화합의 길이 열리도록 하겠다"는 의견을 밝혔다. 그는 이어 "그들(전두환 노태우)이 잘못을 반성하지 않는다고 우리도 똑같이 대응할 수는 없다"고 밝혔다. 그리고 다음날인 9월 1일 SBS 대통령 후보와 함께라는 프로그램에서 김대중 총재는 전두환 노태우에 대한 용서론을 강조했다. 이렇게 김대중후보가 전두환 노태우 사면을 내세우자 경향신문은 "화해의 정치인'부각 영남 끌어 안기6共(공)세력들도 포용 색깔론 차단 효과까지 ‘용서’광주여론도 한몫 국민회의 김대중(金大中(김대중))총재가 정치권의「뜨거운 감자"라는 내용의 기사를 실었다. 그리고 10월 23일, 새정치국민회의 박정수 부총재는 국회 본회의 연설에서 "김영삼 대통령이 전두환 노태우를 사면하는 것이 바람직하고 김대중 후보가 당선되면 대대적인 사면이 단행될 것"이라고 밝혔다. 이날 김대중 후보를 대신해 대표 연설에 나선 새정치국민회의 박정수 부총재는 집권 정치 보복을 절대 하지 않겠다는 김대중후보의 약속을 거듭 강조하고 아무런 전제 조건을 달지 않은 채 전두환·노태우 前 대통령에 대한 사면을 촉구했다.
그에 대응하여 9월 1일 신한국당 대선후보인 이회창은 보수세력의 연합과 국민적인 지지를 얻고 김대중 후보의 전두환 노태우 사면론을 무력화시키기 위해 김영삼대통령에게 전두환 노태우 두 전직 대통령을 추석 전에 사면해 줘야 된다고 요구한다. 당시 김영삼 대통령은 이회창의 전두환 노태우 두 전직대통령 조기석방에 대해 "국민적인 공감대가 형성돼야 된다"며 이회창의 요구를 들어주지 않았다. 당시 정치권이 경쟁적으로 앞다투어 전두환 노태우 사면을 공약으로 내세우자 사회 각계에서도 개탄의 분위기가 쏱아졌다. 당시 김영삼대통령은 9월 12일, 당초 전두환 사면에 대해 "국민적인 공감대가 형성돼야 한다"며 이회창의 요구를 들어주지 않았으나 다시 말을 바꿔 대선 전에 사면을 할 것이라며 입장을 선회한다. 이렇게 이회창이 전두환 사면을 공약으로 내세우자 감옥에 있는 전두환이 이회창에게 "고맙다"며 "우리 때문에 정치적 어려움을 겪는 것은 아니냐" 화답할 만큼 매우 기뻐했던 것으로 밝혀졌다. 그에 대해 이회창 후보도 전두환의 화답에 "고생 많으시다. 추석때 나오시기를 바랬는데 그렇게 되지 않아 아쉽다"고 전두환측에게 화답한 것으로 밝혀졌다. 당시 한겨레에서는 이회창 신한국당 대표가 "추석전 전두환 노태우 두분의 석방을 바랬는데 그렇게 되지 않아 아쉽게 됐다"고 전두환 측근들에게 화답하였다고 보도했다. 그리고 이회창은 9월 24일, cbs와 경실련과의 간담회에서 전두환 노태우 사면에 대해 "전직 대통령이 구금상태에 있는 것은 바람직하지 않고 대통합 차원에서 석방해 정상적인 생활을 영위토록 하는 것이 바람직하다"며 전두환 노태우 사면론에 적극적으로 찬성한다. 이는 곧 경쟁자인 김대중의 전두환 노태우 사면론을 무력화하기 위한 것이었다.
이회창과 김대중이 전두환 노태우의 사면 복권 공약을 내세운 것에 대해 이인제도 경쟁적으로 전두환과 노태우를 사면 복권한다는 공약을 내세웠다
 결국 이렇게 1997년 대선에서 이회창, 김대중, 이인제 3명 후보 모두가 전두환, 노태우의 사면 복권을 경쟁적으로 대선 공약으로 내걸었던 것이다.
그러나 12월 18일 대선에서 이회창은 김대중 후보에게 39만 표 차로 떨어져 낙선하고, 전두환과 노태우는 김대중이 대통령에 당선된 다음 날인 1997년 12월 20일, 김영삼 대통령과 김대중 대통령 당선자와의 협의로 사면 복권되었다. 당시의 전두환, 노태우 사면은 김영삼 대통령의 제안에 김대중 대통령 당선자가 이것을 수용하는 형식으로 이뤄졌는데 김대중 당선자는 12월 21일, 일산자택에서 "이제는 국민 통합이 중요하다"며 전두환 노태우 사면을 지지했다. 이런 사면에 대해 낙선한 이회창후보 측근도 "이회창쪽에서도 추석전 조기사면을 요구한 만큼 김대중 당선자도 사면을 주장했으니 당연한조치"라고 평했고 낙선한 이인제 후보쪽에서도 전두환 노태우 사면에 대해 "이제는 국민대화합의 계기가 되어야 하고 매우 잘된 일"이라고 평가했다.
12월 21일, 김대중 당선자가 김영삼 대통령과 협의에 의해 전두환 노태우를 사면한 것에 대해 외국 언론들은 용기있는 결정이라며 평가했다. 뉴욕타임스지는 김대중 당선자가 전두환 노태우의 사면에 동의한 것은 자신의 쓰라린 과거를 묻어둘 의사가 있음을 시시한 것이라고 평가했고 미국의 ABC방송은 김대중 당선자가 40년간에 걸친 고난의 정치역정을 용서로써 마무리 짓는 의미가 있다고 평가했다. ABC방송은 이어 김 당선자의 용서는 경제회생이라는 어려운 임무를 떠안게 된 새 지도자로서 정치적인 지지를 확보하기 위한 것이라고 논평했다. 워싱턴포스트 신문은 김 당선자의 이번 조치가 국가 화합과 지역감정 해소, 그리고 경제위기 극복에 큰 도움이 될 것이라고 보도했다. 뉴욕타임스는 " IMF 경제위기를 극복하기 위한 정치적 화합책의 하나로 김대중(金大中(김대중))대통령당선자는 두 명의 전임 독재자들에 대한 사면에 동의했다. 김영삼대통령 측 대변인은 김대중당선자가 전두환 노태우 사면에 대해 동의했다고 밝혔으나 김대중 당선자측은 전두환 노태우 사면에 대해 우리가 그들(김영삼, 이회창 신한국당 대선후보, 전두환, 노태우)의 제안을 받아들인 것 뿐"이라고 밝혀 사면에 대한 둘의 미묘한 신경전을 보도했다. 당시 사면에 대해 1997년 12월 22일자 동아일보에서도 "전두환 노태우의 사면은 유력 대통령후보들이 모두 대화합을 명분으로 사면을 공약으로 내세움으로써 대선 후 사면은 기정사실화되어 있었다"라고 보도했다.

#### 지방자치제 확대 시행
1995년 초 그는 내무부 장관에게 특별 지시를 내려 1991년 이후 실시되던 지방 자치 제도를 확대시켜, 1995년부터는 특별시·광역시장, 도지사, 및 시장, 군수 등을 주민이 직접 선출하게끔 제도를 개정하였다. 이에 따라 1995년 5월부터 민선 시도지사 후보와 시장, 군수 후보자의 선거 유세가 있었고, 7월 전격 지방자치단체장 선거가 실시되었다. 자치단체장을 민선으로 직접 선출하게 되면서 차관급인 서울특별시장과 1급 관리관이던 직할시장, 도지사, 3급 부이사관이던 일선 시의 시장과 직할시의 자치구청장, 4급 서기관 직위이던 군수 등은 정무직으로 개편되어 직급이 사라졌고, 특별시와 직할시의 부시장과 도의 부지사는 2급 이사관에서 1급 관리관으로 직급이 상향 조정되었고, 각 시 군의 4급과 5급 보직이던 부시장과 부군수의 직급은 3급과 4급 보직으로 격상되었다.

### 취임 4년차(1996년 2월 ~ 1997년 2월)
1996년 12월에는 '선진국 클럽'인 경제 협력 개발 기구(OECD)에 가입, 프랑스 파리에 있는 OECD 본부에서 대한민국은 아시아 국가로는 일본에 이어 2번째로 OECD 회원국이 되었다. 1996년 10월에는 북한 무장 간첩단이 잠수함을 타고 강원도 강릉시에 침투하였으나 실패하였으며, 간첩단의 일원이었던 이광수가 현장에서 생포되었으며 나머지 조직원들은 자살하였다.
1996년, 대통령비서실 국가경쟁력강화기획단 주도로 도로명 주소 사업을 추진하였으며, 1997년 1월부터는 시범사업이 실시되었다.
1996년 8월, 연세대에서 터진 한총련사태로 1,200여명의 전경, 학생들이 부상당하는 참사가 일어났다. 이때 한총련, 범민련 소속 운동권 학생들이 학교를 점거, 시위를 벌였는데 당시 여학생을 성추행한 경찰관에 대한 추미애 의원의 지적이 있자, 엄벌에 처할 것을 지시하여 대대적으로 파면, 해임조치했다. 동시에 일부 언론에서 연세대 사건 당시 혼숙, 혼음에 대한 선정적인 보도가 있자 학생들의 미래가 걸린 일이라며 이를 지적, 정정보도하게 했다.
 1996년 9월 18일, 북한 무장 간첩단이 잠수함을 타고 강원도 강릉에 침투하여 문제가 되자 그는 상시 비상국무회의를 소집했다. 계속 사태를 주시했으나 국방부에서 향토예비군까지 동원하여 수색 끝에 무장공비들은 2개월만인 11월에 자살하거나 일부 도주하여 사건은 종결되었다.

### 취임 5년차(1997년 2월 ~ 1998년 2월)
1997년 1월 7일, 김영삼은 연두 기자회견을 통해 노동법개정은 반드시 시행해야 한다는 성명으로 노동계와 국민들의 거센 비난을 받았다. 이후 전국에서 노동법 개정반대 총파업이 벌어졌고 1월 23일에는 한보철강이 부도로 도산했다. 이때 한보그룹 회장이었던 정태수는 구속되었고 한보그룹 사태 수사중 김영삼 대통령의 아들 김현철씨가 한보 비리에 연루되어 국민들의 지탄을 받았다. 1997년 2월, 뇌물수수 의혹을 받아온 김영삼의 차남 김현철이 뇌물수수 및 권력남용 혐의로 체포되었으며, 김영삼은 대국민 사과 성명을 발표하였다.
1997년 1월부터 한보 철강, 기아자동차 주식회사 등의 도미노식 부도 사태가 발생했다. 집권 말기 대통령의 아들인 김현철의 권력형 비리가 드러나고, 외환금융이 악화되어 IMF 구제금융사건로 인해 국제 통화 기금의 원조를 받는 수모를 겪게 되었다. 그는 아들인 김현철을 그를 차기 국회의원이나 정치인 등으로 염두에 두었으나 신한국당의 신임 총재로 취임했던 이회창은 김영삼측의 생각을 단호하게 거절하였다. 이 일로 김영삼과 이회창 간의 미묘한 감정싸움의 발단이 되어 알력으로 작용하다가 사이가 틀어지는 원인을 제공하기도 하였다.
또한 김영삼의 측근인 홍사덕과 이회창 간에 언쟁이 벌어지면서 양자의 갈등은 격화되었다. 김영삼과 이회창간의 감정 싸움과는 별개로 새정치국민회의 김대중 후보 측에서 측근들을 보내 선거에서 정치적 중립성을 지킬 것을 요구하였다. 김영삼은 김대중의 측근 이강래 등에게 차기에 만약 당선되었을 경우 김영삼 자신의 신변 안전을 보장하는 조건으로 정치적 중립성을 수용하였다.
임기 후반인 1997년 대한민국은 IMF에 의한 구제금융을 받게 되었다. 12월 정부는 국제 통화 기금(IMF)에 금융 지원을 신청하였다. 1997년 12월, 국가안전기획부(국가정보원)는 김대중 당시 국민회의 총재 겸 대통령 후보의 당선을 저지하기 위해 정치 공작을 자행하였는데, 1998년 3월 국가 안전 기획부와 검찰의 공동 조사에 따르면 이 사건을 당시 국가안전기획부 부장이었던 권영해가 주도한 것으로 밝혀졌다. 김영삼은 대통령 재직 중 줄곧 최소 10% 이상의 지지도를 기록하다가 임기 마지막 해에 가서야 IMF 외환위기로 8.4%의 지지율을 기록했다.
구한말 국채보상운동과 비슷하게 쌓여가는 국가적 외화 채무에 직면한 국가에, 국민들이 도움을 주고자 금모우기 행사가 1998년 1월에 일어났다. 긍정적인 사례로 세계적인 주목을 받았던 애국적인 행사였음에도 불구하고 열성적으로 매달렸던 김수환 추기경과 달리 겉으로 드러나지 않을 정도로 달랐다. 모아진 금에 양이 위기 대처에 있어서 어느 정도 도움을 줄 수 있었던 수준이었지만, 금의 매각 시점조차 무성의했다는 보고가 있다. 대대적인 자본 시장 개방과 군사 정권에 잔재 청산이 당면한 시대적 과제이었다. 결과적으로 '세계경영'을 선전하던 대우그룹에 동유럽, 러시아 사업체들은 해외로 매각되었고, 반도체 분야에서 세계적인 성과를 내던 LG반도체는 현대그룹으로 강제 매각되었으며, 1981년 미국 6대 브랜드 선정 '프로스펙스'는 신발전문 기업에서 종합패션 브랜드 이랜드로 매각되었다.

## 퇴임 이후

### 퇴임 직후
1998년 2월 24일, 김대중에게 대통령직을 물려주고 상도동 자택으로 퇴임하였다.
...(이상 생략)...영광의 시간은 짧았지만, 고통과 고뇌의 시간은 길었습니다.— 퇴임사에서

역대 대통령들의 불미스러운 퇴진으로 그의 퇴임 직후 국민들은 무사히 퇴임하는 대통령의 선례를 남길 것을 기대하였으나, 퇴임 직후 불거져 나온 아들 김현철의 비리, 측근이자 인척인 홍인길 등의 뇌물수수 사건으로 매끄럽지 못한 나날을 보냈다.
대통령직 퇴임 이후에도 꾸준히 정치활동을 하였다. 그는 민주자유당과 신한국당의 지도자 및 민주당계 정당의 상도동계 지도자로 여야에 영향력을 고루 미쳤다. 한편 전임자인 박정희·전두환, 후임자인 김대중·노무현 대통령, 기타 김구 임정 주석 등에게 비판적인 자세를 유지했으나, 초대 대통령 이승만 및 제17대 대통령 이명박에게 긍정적이며 호의적인 평가와 자세를 보였다. 그러나 제18대 총선 공천에서 자신의 측근이 대거 탈락하자 간접적으로 비판하기도 했다.

### 국민의 정부 시절
퇴임 직후 1년 6개월 동안 김대중 정부에 의해 내사를 당했다고 한다. 또한 청문회 요청이 들어왔으나 거절하였다. 언론과의 인터뷰에서 이런 불만을 토로하기도 했다.
대통령이 된 후 1년 6개월 동안 내 뒷조사를 했어요. 하지만 나온 게 없었지 않습니까. 청문회에 나오라고 하는데 나를 모욕 주려는 자리에 왜 나갑니까. 안 나갔지요. 김대중이 내 뒷조사를 했던 건 용서합니다. 내가 대통령이 되고 나서 김대중의 뒷조사를 했다면 아마 (비리가) 많이 나왔을 겁니다. 나는 안 했습니다. 김대중이 무서워서 영국으로 도망쳤지요. 그러고는 6개월 만에 돌아와서는 정계은퇴를 번복한 것인데 그런 짓은 하지 말아야 합니다.

1999년 6월, 일본 출국 과정에서 김포공항에서 70대 남자 노인으로부터 얼굴에 '페인트 달걀'을 맞았다. 김영삼의 정치 재개를 반대하려고 페인트가 든 달걀을 던진 노인은 국내 법원에서 징역 8개월에 집행유예 2년을 선고받았다.
1999년 6월 김영삼은 백범 김구 기념사업회로부터 백범기념관 건립위원회 고문에 추대되었다.
2000년 9월 9일 팬클럽인 《YS사사모》가 출범했다. 11월 13일 YS사사모 회원들이 상도동을 방문, 면담하였다. 2002년 4월부터는 일본 와세다 대학에 특명 교수로 출강하고 있다. 2003년 9월 30일에는 전 조선노동당 비서 황장엽의 천거로 자유북한방송 방송위원회 명예위원장에 선임되었다.
2002년 제16대 대통령 선거에서는 한나라당 후보 이회창을 지지하였다.

### 참여정부 시절
2004년 3월, 대통령 노무현이 탄핵될 때 노무현을 정계에 입문 시킨 만큼 대통령에 당선됐을 때 잘 되기를 바랐으며, 그동안 여러차례 충고도 했다며 그럼에도 노무현이 이를 소홀히 한 채 일방적으로 국정을 운영해서 이런 결과가 온 것이라며 냉정한 반응을 보였다. 2004년 12월 13일 오전 황장엽을 만나 회담하였으며, '북한민주화운동을 위해서 전력을 다해 돕겠다'는 의사를 밝히고 황장엽이 대표로 있는 북한민주화동맹의 명예위원장에 피선되었다.
2005년 조병옥 박사 45주기 추도식에 참석하였으며 같은 해 8월, 1990년 3당 합당을 전후해 당시 민주정의당 총재이자 대통령인 노태우로부터 40억원 이상의 정치자금을 받았다는 의혹이 제기되었다. 3당 합당 과정에서 정치자금이 오고 갔다는 의혹이 제기됐지만 2005년 8월 경쟁자였던 박철언에 의해 1989년 6월 김영삼 총재의 소련 방문을 앞둔 시점에 노 대통령의 지시로 김 총재에게 20억 원과 여비 2만 달러를 전달한 것을 비롯해 그해 연말에 10억 원, 90년 3당합당 직후 설을 앞두고 10억 원 등 3차례에 걸쳐 40억 원 이상을 직접 김 총재에게 전달했다는 의혹이 제기되었던 것이다.
또한 1989년 3월 20일 당시 대통령이었던 노태우가 자신의 대선 공약사항이었던 중간평가의 유보를 결정하는 과정에도 당시 그가 적극 개입했다고 주장하였으며 "1989년 3월 16일 상도동 김 총재 자택 2층 서재에서 김 총재와 단 둘이 만나 중간평가 유보에 합의했고, 민정당과 통일민주당의 합당에 대해서도 사실상 합의했다"면서 "특히 김 총재는 중간평가 유보 성명서를 작성할 때 참고하라고 몇가지 의견을 제시하기도 했다"고 의혹을 제기하였다.
2006년 4월 19일 서울 프레스센터에서 열린 '민주주의 이념연구회' 발족식에 참석 하여 축사를 하였다. 민주주의 이념연구회 발족식 이후 기자회견에서 노무현 대통령에 대해 "외교를 못하고 있다", "일본이 '바보'로 본다"는 등의 독설을 퍼부었다. 김영삼은 간담회에서 이날 일본 정부의 독도 수역 측량 계획에 우려를 표하며 "일본이 노무현을 같잖게 보니 그렇게 하는 것"이라며 "내가 대통령 때는 하시모토(일본 전 총리)가 그렇게 하지 못했다"고 말했다.
"나는 대통령 때 외무부에 지시해 독도 인근 해역에 배를 엄청나게 띄워 해상시위를 하도록 했다"며 "그때 배 선착장에 몇 백명이 올라가서 시위를 하니 일본 정부가 우리 외무부에 그만두도록 해달라고 요청했다"고 지난 1996년 당시 강원도 어민들이 벌인 '일본 독도 영유권 주장 망언 규탄' 대규모 해상시위를 언급하고 이어 "대통령이 문제다. 외교 활동을 제대로 못하고 있으니 (일본이 노대통령을) '바보'로 취급하는 것"이라고 노무현 정권의 외교 활동을 비난하였다. 그는 김대중 전 대통령의 방북 계획과 관련해 "말만 나오는 것이지 가기는 자기가 어디로 가느냐"면서 "누가 오라는 사람도 있는 것도 아니고…. 김정일에게 아무것도 갖다줄 게 없는데 누가 오라고 하겠나"라고 '쓴소리'를 가했다.
2007년 12월에는 성균관대학교 김일영 교수와의 인터뷰에서 이승만은 나라를 건국한 국부이며, 당시 가장 현실적인 지도자였다고 긍정적으로 평가한 반면 김구는 이루지 못할 일을 상상한 정치감각이 떨어지는 지도자라고 부정적으로 평가하였다. 또한 박정희를 역사의 죄인으로 혹평하고 5.16 쿠데타가 없었다면 장면 정부가 나라를 잘 이끌었을 것이며 박정희의 경제개발은 장면의 민주당 정권에서도 가능하다고 평가하였다. 2008년 5월 라디오 방송인 광주 MBC 표준FM 《시선집중 광주》 ‘이제는 말할 수 있다 - 28년의 비망록’과의 인터뷰에서 전두환을 비판하였고 5.18 당시의 비극을 회상하였으며 민주화 운동 과정에서 자신에 대한 평가가 미흡한 것은 아쉽다는 소견을 피력하였다.
2007년 5월 22일 김영삼은 국립 5·18 민주묘지를 11년 만에 처음으로 참배했다. 김영삼은 5·18 특별법을 제정한 공로로 관련 시민단체로부터 감사패를 받았고, "5·18은 자유와 정의가 반드시 승리한다는 것을 보여줬다. 결국 역사는 그 진실 그리고 정의를 세계에 알릴 수 있도록 만들었습니다"라고 말했다. 5·18 묘지 입구에서는 김영삼의 참배에 반대하는 일부 대학생들의 시위가 있었지만 충돌은 빚어지지 않았다. 3당 합당 등에 대한 항의로 그동안 이뤄지지 못했던 김영삼의 5·18묘지 참배도 끝나 5·18은 이제 화해와 용서의 역사로 승화되었다고 평가된다.
2007년 17대 대통령 선거의 출마를 놓고 김영삼은 이회창을 맹비난하기도 했다. 노무현 정권때 대선에 출마한 이회창을 향해 "먼저 인간이 돼야 한다, 자신의 무능과 잘못으로 두 번씩이나 집권의 기회를 잃게 만든 장본인이 이제는 자신이 몸담았던 정당과 후보에게 비수를 들이대고 있다"며 비난 했다. 반면 여당의 이명박 공격에 대해 대선이 불과 한 달도 남지 않았고 후보 등록을 눈 앞에 두고 있는 이 때, 이 정권이 범죄자를 데려와 국민의 압도적 지지를 받고 있는 후보를 겨냥해 검찰수사를 한다고 언급하여 이명박 후보에게 우호적인 감정을 내비쳤다.

### 이명박 정부 이후
2008년 3월에 가이후 도시키 전 일본 총리는 요시무라 다다시 일본티볼협회 이사장을 통해 총재 수락을 요청하는 친서를 보냈고 이를 수락하여 3월 5일 한국티볼협회 총재에 취임하였다. 11월 13일에 김영삼은 "3·15 의거는 국가기념일로 반드시 제정돼야 한다"고 말했다. 또한 "3·15 의거는 국민적 민주화 투쟁의 효시로 숭고한 정신의 계승을 위해 4·19와는 또 다른 차원에서 별도로 국가기념일로 반드시 제정해야 한다"고 지적했다. 이듬해인 2009년 4월 10일, 경상남도 거제시 장목면에 김영삼 대통령 기록전시관이 기공하였다.
2008년 3월 26일 김영삼은 김종필 전 총재와 함께 서울 강남에서 회동을 갖고 한나라당 공천 결과가 편파적으로 진행됐다는 데 의견을 같이하고 이명박 대통령을 강력히 성토했다.
2009년 5월에는 노무현이 투신자살하자 《노무현국민장 장의위원회》 고문으로 위촉되었다. 5월 29일 서울 경복궁 흥례문 앞에서 열린 노무현 영결식에 참석하였다.
같은해 8월 10일 김영삼은 연세대학교 세브란스 병원을 방문해 김대중을 병문안했다. 자신과 김대중 전 대통령의 관계를 "세계에서 유례가 없는 특수관계"라는 말로 회고했다. 또한 "우리가 6대(국회)부터 동지적인 관계에 있었고 오랜 동지관계도 있었지만 경쟁관계에 있었거든요. 애증이 교차하는 겁니다"고 말했다. 그리고 이희호 여사에게 "세상에는 기적도 있다"며 최선을 다해 달라며 위로했다.
2009년 9월 김영삼은 일본 잡지 《애플타운》 9월호 인터뷰에서 노무현 전 대통령의 장례에 대해 “국민장이 아니라 가족장으로도 충분했다”라는 발언을 해 논란을 일으켰다.  이에 대해 김영삼측은 정식 인터뷰가 아니었다고 하면서 “문맥이 거두절미되고 엉뚱한 이야기가 기사로 나간것 같다”라고 해명했다.
한편 2010년 1월 18일에는 이명박 대통령으로부터 생일축하난을 받았다. 같은 해 1월 5일 서울 상도동 자택과 거제도 땅을 포함해 50억원에 이르는 전 재산을 사회에 환원할 뜻을 나타냈다. 또한 2월에는 친자 확인 소송에서 패소돼 또 다른 아들이 생겼으며, 5월에는 상도동 자택 근처에 김영삼 민주센터가 건립되었다.
다가오는 대통령 선거와 관련하여 김영삼은 박근혜를 지지하였다. 또 대통령 선거에서 도와준 것에 대한 감사전화를 박근혜에게서 받았다.
2013년 2월 25일 국회의사당에서 열린 박근혜 제18대 대통령의 취임식에 참석하였다.
나이가 들면서 반복적인 뇌졸중과 협심증 및 폐렴 등으로 수 차례 서울대학교병원에 입원하였으며, 특히 2013년 4월 13일에 반신 불수를 동반한 중증 뇌졸중과 폐렴으로 입원한 바있다. 당시, 차남인 김현철은 자신의 페이스북에 "이틀 전에 염증수치가 너무 올라 현재 중환자실에서 집중치료를 받고 있다"며 "오늘은 수치도 어느 정도 안정되고 혈압이나 맥박, 체온, 산소 투여율도 좋지만 계속 관찰을 요하는 상태"라고 전했다. 이후, 2014년 10월에 퇴원했다.

## 서거
2015년 11월 10일 건강검진 차 서울대학교 병원을 찾아 17일까지 입원한 뒤 퇴원했다. 그러다, 이틀 뒤인 19일 고열과 혈액감염 의심 증세로 서울대학교 병원에 다시 입원한 후, 11월 21일 오후에 증세가 급격히 악화됨에 따라 중환자실로 옮겨졌다. 상태가 전혀 호전되지 않던 김영삼은 결국 2015년 11월 22일 오전 0시 21분 32초에 병마를 물리치지 못하고 혈액 감염 의심으로 치료를 받던 중 향년 86세를 일기로 서거하였다. 사망에 이른 직접적인 원인은 허약한 전신 상태에 패혈증과 급성 심부전이 겹쳐 일어난 것으로 판단되었다. 장례는 대한민국 최초로 5일간 국가장으로 치러졌다. 이는 국장과 국민장이 통합된 이후 처음 치러지는 국가장이다. 이어 11월 26일 국회의사당에서 영결식이 있었고 국립서울현충원에 안장되었다. 묘소의 정확한 위치는 제3장군묘역 우측능선에 위치하고 있으며 단독 묘역이다.

## 사상과 신념
김영삼의 정치철학은 자유민주주의에 기반하고 있었다. 야당에서 활동하였지만 정치학자 김용욱의 지적에 의하면 그의 노선은 보수주의의 성향이었다고 지적되었다.

### 자유주의
자유 없는 세계가 잘못하면 공산화될 가능성이 크다고 보았다. 그는 공산주의에 반대하는 이유로 자유를 너무 구속하면 공산주의와 비교해서 생각할 때, 공산주의를 싫어하는 것은 자유가 없고, 독재를 하고, 여러 가지 이유로 제약이 많고, 인간을 전부 인간같이 취급하지 않는 것에서 공산주의를 반대한다고 하였다.
그에 의하면 자유가 전부 없어지고 그런 구별을 할 수 없을 정도로 되면 공산주의에 호기심을 갖는 사람이 생길 가능성이 있다고 보았다. 또한 그는 몽고메리 원수의 지도자가 가는 길을 감명깊게 읽었다고 한다. 존경하는 인물로는 한국 사람 중에서는 개인적으로 성격이라든가 지도력이라든가 정치가로서 조병옥을 지목했고, 외국 사람으로서는 전 미국 대통령인 존 F. 케네디를 지목하였다.

### 북한과 공산주의에 대한 부정적인 시각
그는 북한과 공산주의에 대해서는 부정적인 평가를 내린다. 그에 의하면 "공산주의자는 어렵습니다. 아무리 베풀어도 욕을 하는 사람들입니다. 내가 재임 중에 북한이 쌀 15만 톤을 달라고 해서 5만 톤을 먼저 보내고 나머지는 순차적으로 보낼 생각이었습니다. 쌀을 실은 배가 원산으로 가는데 선장이 (북한 지역) 사진을 찍었다고 감옥에 보냈어요. 선장이 배에서 사진 좀 찍었다고 무슨 문제가 됩니까. '쌀을 안 주겠다' 했지요. (공산주의자들은) 매달리다가도 금방 변합니다"라는 것이다. 그는 야당활동과 대통령 재직 기간 내내 공산주의나 사회주의에 대한 부정적인 시각을 버리지 않았다.
김영삼 대통령은 1994년 8월, "남북의 체제 경쟁은 끝났다. 언제 갑자기 통일이 눈앞에 닥쳐올지 모른다"고 말하며 북한의 붕괴 가능성을 시사하기도 했다.
1996년 1월 9일 신년연설을 통해서는 "북한 경제난의 근본원인은 과다한 군사비와 공산주의 경제체제의 비능률에 있다. 북한이 동족을 위협하는 군사력 유지에 모든 국력을 쏟아넣으면서 구호를 바라는 것은 민족에 대한 배신이며 죄악이다. 북한이 화해와 협력이라는 세계적인 추세를 직시하고 對南 자세를 바꿀 것을 강력히 촉구한다"고 말했다.
2004년에는 "북한은 인권이 없는 나라다. 김정일을 제거하지 않으면 북한에 자유를 가져올 수 없다", "북한 정권과 대화를 통해서 뭔가를 해결한다는 것은 불가능하다고 생각한다. 김정일 멸망 이외에는 그 어떤 경우에도 (한반도에) 평화는 없다", "북한에선 56년동안 김일성.김정일 두 사람이 정권을 잡아오지 않았느냐. 그런 독재정권이 어디 있느냐"는 입장을 보였다.

#### 6.25전쟁에 대한 만주 폭격 발언
1996년 6월 24일 전방부대를 시찰한 자리에서 김영삼대통령은 북한은 세계의 모든 나라에 도움을 요청하고 있지만 마지막으로 도울 수 있는 나라는 동족인 우리뿐이라는 사실을 모르고 있다고 지적했다. 그리고 이 자리에서 "6.25 당시에 만주를 폭격했으면 통일을 이룰 수 있었다"고 발언하여 여야간 극한 언쟁이 오갔다. 당시 국민회의 정동영 대변인은 해당 발언에 대해 국가안보를 해치고 4자회담 성사에 찬물을 끼얹는 것이라면서 "국가이익을 현저하게 해칠 우려가 있는 발언을 한 것은 대통령의 직무와 관련해 탄핵소추도 가능한 발언이라고 본다"는 논평을 냈고, 자유민주연합 측에서는 "대통령 자신이 북을 자극하여 찬물을 끼얹고 있는 것은 도저히 이해할 수 없는 처사"라는 논평을 냈다. 집권당인 신한국당의 김 철 대변인은 "어느 쪽의 안보를 지키려는 정당인지 의심이 들 정도라는 점을 얘기하지 않을 수 없다. 국민회의는 북한에 대해 그렇게 미안하고 조심스러운지 묻고 싶다"는 논평을 논평을 냈다.
당시 공방의 발단은 김영삼 대통령의 지난 24일 중부전선 시찰 당시 발언으로 김영삼대통령은 심각한 북한 상황과 한국전쟁의 참상을 회고하고 당시 맥아더 장군이 주장했던 만주폭격이 가능했더라면 이미 통일 될 수도 있었을 것이라면서 철저한 안보태세를 당부했다. 그러자 국민회의측은 어제와 오늘 잇따라 비난공세에 나섰고 신한국당측도 민감하게 반응했다. 양쪽 공방은 김영삼 대통령의 발언이 과연 우리 국민의 안보의식에 어떤 영향을 줄 것인지에 초점이 맞춰줬다. 국민회의 정동영대변인은 만주북폭 지지발언은 국가안보를 위태롭게 할 수 있는 중대한 발언이라고 규정을 했다. 그러자 신한국당 김철 대변인은 전방부대를 방문한 자리에서 과거의 통일의 기회를 아쉬워하면서 젊은세대들에게 안보의 중요성을 강조하는 의미에서 이같은 회상을 한 것은 매우 자연스럽게 어떻게 보면 당연하다는 논평으로 김영삼 대통령을 비호했다. 또 이번 발언이 지금은 우호국(?)이 되었다는 된 중국과의 관계에 어떤 영향을 미칠 것인지도 논란이 됐다. 정동영대변인은 한중 우호에 악영향을 초래하고 간접적으로 외환을 불러올 수도 있는 중대한 발언이라는 것이라고 논평했고 신한국당의 김철 대변인은 반세기전의 전쟁 상황을 기준한 대통령의 발언이 어떻게 해서 현재의 한중 한러 관계에 영향을 준다는 얘기인지 이해할 수 없다는 논평을 냈다. 새정치국민회의는 김영삼 대통령이 전국민한테 이 발언을 해명해야 한다고 촉구했고 신한국당은 당시 공산당을 제외한 대다수 국민이 맥아더의 주장을 지지했으며 지금도 대다수 국민들이 그대로 했다면 통일이 됐을 것으로 생각하고 있다면서 국민회의가 6.25에 대한 기본적 이해도 결여돼있을 뿐 아니라 어느쪽 안보를 지키려는 정당인지 의심이 들 정도라고 반박했다.

### 종교
김영삼은 독실한 장로교 신자이다. 할아버지 김동옥의 대에 장로교를 받아들이고 대대로 세례교인이 되었다. 1975년 손세일과의 접견에서 국민이면 누구나 모든 문제에 참여해야 된다며, 종교인의 현실 참여는 너무나 당연한 일이라고 피력하였다. 그런데 그 방법을 어디까지 하느냐 하는 것이 중요한 문제라고 한정하였다.

### 인재 발굴
1968년에는 정치학을 지망하던 서석재를 발탁하여 자신의 비서로 채용하여 정계에 입문시켰고 1970년에는 서울대학교 운동권 출신 김덕룡을 발굴하여 정계에 데뷔시켰다. 1971년 유신 선포 이후에는 김동영, 최형우도 측근으로 발탁하였다. 이들은 김영삼의 최측근으로 활동하였다. 특히 김동영과 최형우의 활동은 두드러져 '좌동영 우형우'라는 별칭이 생기기도 했다. 그의 휘하에는 수많은 반군정, 반독재 성향의 정치 지망생들이 모여들게 되었다.
1988년에는 인권 변호사로 이름이 알려지던 김광일, 노무현을 발탁하여 정계에 입문시켰다. 노무현은 그가 민주정의당과의 3당 합당을 하는 것에 반발하여 등을 돌리기도 했다. 1993년 대통령 집권 이후에는 민중당의 이재오와 김문수를 비롯, 재야 인사인 제정구, 손학규, 김무성, 홍사덕 등을 발탁하여 민주자유당에 영입하였다.

### 정치적 노선과 유산
김영삼의 정치적 노선이 계승된 정당으로는 민주당 구파→ 통일민주당→ 민자당→ 신한국당이 있다. 그의 정치적 노선의 뿌리로는 자유당과 민주당 구파를 거쳐 한국민주당에 정치적 기반을 둔다. 자유당 공천으로 국회의원에 당선되었고 자유당 계열의 인사인 국무총리 장택상의 비서관으로 정계에 입문하였으나 1960년 이후 민주당으로 당적을 옮기면서 민주당에서 활동하였다. 타 정당에서 민주당으로 입당한 인사들은 신파 계열로 건너갔지만 김영삼은 김성수·신익희·조병옥·윤보선으로 이어지는 민주당 구파에 가담하여 활동하였다. 유신 체제 하에서 이철승·유진산·유진오·김대중 등과 함께 반유신체제 운동의 지도자로 활동하기도 하였다. 이후 구파 내부의 다른 경쟁자인 이철승과 신파의 새로운 주자로 떠오른 김대중 등과 정치적 경쟁관계에 놓이기도 하였다.
6월항쟁에서 주도적 역할이 된 통일민주당은 87년 당시 제13대 대통령 선거를 앞두고 김대중이 탈당하여 평화민주당을 창당하여 분열되었고 김영삼도 대선에 출마한다. 이로 인해 민주세력은 분열되어 민주정의당의 노태우가 당선되었다.
결국 김대중이 1987년 10월 통일민주당(새한민주당의 후신)을 탈당하여 평화민주당을 창당하자 통일민주당은 제1야당에서 원내 제3당으로 지위가 하락·축소되었고 김영삼과 김대중의 분열로 노태우후보가 대통령에 당선되는 비운을 겪게 된다. 그는 1987년 6.10 항쟁 이후 민간인 정부의 출범을 원하던 열기를 깼다는 비판을 받기도 한다.(노태우는 투표자 중 36.6%의 최저 득표율로 대통령에 당선되었다)
이후 김영삼은 90년 1월에 3당합당으로 노태우, 김종필과 함께 민자당을 창당하였다. 하지만 김종필을 비롯한 신민주공화당 인사들은 일시적으로 합류하였으나 김영삼이 대통령이 된 뒤엔 김영삼과의 갈등으로 탈당하였고, 자신의 통일민주당계열과 노태우의 민정당만이 존재하였다. 이후 민자당은 신한국당으로 변경되었고, 그의 정치적 노선으로는 신한국당과 한나라당의 주류 파벌을 이루는 민주계 파벌의 종주로 상정된다. 다른 파벌은 노태우와 전두환의 민정당 계열을 이룩하였다(반면에 민주공화당계통은 김종필의 일시적 합당과 탈당 후 자유민주연합 창당, 김윤환계의 탈당 등으로 한나라당과는 정치적으로 무관하게 되었다).
진보 진영에서는 김영삼의 3당 합당을 군사정권과의 추악한 야합이라며 비판했다. 국회의 정쟁과 파쟁을 김영삼, 김대중의 대리전 내지는 유산으로 보는 비판도 있다.

### 신념
- 대도무문(大道無門) - 1997년과 2002년 무렵 인터넷 상에서는 민주당을 지지하는 성향의 네티즌에 의해 큰 도둑에게는 장애물이 없다는 의미의 "大盜無門"이라는 글귀로 한나라당 내 다른 인사들에 대한 비판적인 용어로 사용되기도 했다.[239]

## 평가

### 긍정적 평가
목사 강원룡은 "그가 대통령에 취임 후 개혁에 착수했다"라며 "하나회, 율곡 비리에 과감하게 손을 댔고, 8월 12일에는 전격적으로 금융실명제를 단행했다. 국무위원들의 재산도 공개되었다. 이런 조처들이 취해지자 그의 지지율은 90퍼센트가 넘게 치솟았다. 그가 대선 때 받은 42%에 비해 두배가 넘는 것이었다. 택시기사들은 '요즘 살맛이 난다' 며 좋아했다"고 평가했다. 팬클럽으로 "YS 사사모"가 있다. 1980년판 브리태니커 백과사전 국제연감 1979년의 인물에 선정되기도 했다.

### 부정적 평가
3당 합당을 통한 정권 획득에 대한 비판과 재임기간 한보비리와 IMF 구제금융사건으로 인한 경제위기를 일으킨 점은 부정적으로 평가된다. 1990년 민주정의당과의 3당 합당에 참여한 점을 놓고 비판이 제기되고 있으나, 이에 대한 반론으로 김대중이 1987년 통일민주당을 탈당한 점을 지적하기도 한다. 재임 말년에 발생한 차남 김현철 등과 홍인길 등 측근들이 연루되 권력형 비리사건, IMF 구제금융사건 초래 등은 비판의 대상이 되고 있다. 1994년 북미 제네바 북핵 합의 당시 김영삼 정부는 "핵을 가진 자와는 손을 잡지 않겠다"는 논리로 북한과의 대화를 외면했는데 결국 한국 정부를 배제한 채 이뤄진 북미협상에서 경수로 제공문제가 합의됐다. 김영삼 정부는 경수로 건설비용 46억달러 가운데 70%에 해당하는 36억달러를 부담했다. 이에 대해 최근 미국의 경수로 공사 중단 요구에 따라 천문학적인 액수를 날리고 말았을 뿐만 아니라 대화에는 참여하지 못한채 비용만 부담한 '들러리'라는 비난을 받았다. 군사정권 관계자 처벌과 관련, 법치(法治)에 따른 원리·원칙보다는 지나치게 여론재판에 의존함으로써 기득권 내부의 저항을 야기시켰고, 형평성을 잃는다는 비판을 받게 되었다. 전 신민당 총재 이민우는 말년에 김영삼이 이회창을 공천해 놓고는 자기 아들(김현철)을 2인자로 만들려고 이인제를 밀었다며 정치하는 사람이 그럴 수는 없는 법이며, 정치 도의도 없고, 신의도 없다며 비난하였다. 그 외에 새정치국민회의 정한용 의원 등으로부터 비자금 1,000억원 조성 의혹이 제기되었으나 증거불충분으로 곧 묻혀졌다. 그 외에 "YS는 오랜 세월 야당지도자로 있으면서 민심을 잘 읽는 정치를 해왔다. YS는 대통령이 된 뒤 안기부의 정치활동 간여 금지를 골자로 한 안기부법 개정을 단행하는 등 정보정치와 확실한 거리를 두는 듯했다. 하지만 1년쯤 지나면서 안기부 정보보고서를 찾는 빈도가 늘어났다. 마약과도 같다는 정보에 중독되기 시작한 것이다. 그러면서 점점 민심의 추이에는 둔감해졌다."는 비판도 있다. 한편 군사정권 출신과 보수 세력은 그가 좌파의 숙주가 되었다고 비판하기도 한다.

## 상훈
- 1993년 해리먼 민주주의상
- 1994년 비폭력평화상
- 1995년 UN협회 세계지도자상
- 1995년 마틴 루터 킹센터 비폭력평화상
- 1996년 제1회 루스벨트 국제장애인상
- 2011년 제3회 대한민국법률대상 입법부문

### 명예 박사 학위
- 1974년 타우슨 대학교 명예문학 박사
- 1993년 아메리칸 대학교 명예정치학 박사
- 1994년 와세다대학교 명예법학 박사
- 1994년 모스크바 대학교 명예정치학 박사
- 1995년 파리대학교 명예철학 박사
- 1995년 조지타운 대학교 명예인문과학 박사
- 1995년 뉴욕대학교 명예법학 박사
- 1996년 미네소타대학교 명예법학 박사
- 2005년 중국문화대학 명예정치학 박사
- 2006년 원광대학교 명예정치학 박사
- 2014년 극동국립대학교 명예정치학 박사

## 가족 관계
- 아버지 : 김홍조 (金洪祚, 1911년 9월 1일 ~ 2008년 9월 30일)
- 어머니 : 박부련 (朴富連, 1909년 2월 22일 ~ 1960년 9월 25일)
- 동생 : 김호금 (金好今, 1932년 ~ )
  - 매제 : 김상기 (金祥基, 1925년 ~ 2003년)
    - 조카 : 김창수 (金昌洙, 1952년 ~ )
    - 조카 : 김창진 (金昌鎭, 1954년 ~ )
    - 조카 : 김창건 (金昌建, 1957년 ~ )
    - 조카사위 : 신청현 (申淸鉉, 1954년 ~ )
- 동생 : 김호아 (金好兒, 1934년 ~ )
  - 매제 : 김영모 (金永模, ? ~ 별세)
    - 조카 : 김준기 (金俊基, 1960년 ~ )
- 동생 : 김호임 (金好任, 1936년 ~ )
  - 매제 : 김상한 (金庠漢, 1934년 ~ )
- 동생 : 김두선 (金斗善, 1938년 ~ )
  - 매제 : 최영욱 (崔榮煜, 1933년 ~ )
- 동생 : 김두아 (金斗岳, 1940년 ~ , }
  - 매제 : 김창원 (金昌源, 1938년 ~ )
- 배우자 : 손명순 (孫命順, 1929년 1월 16일 ~ 2024년 3월 7일)
  - 장녀 : 김혜영 (金惠英, 1952년 12월 29일 ~ )
  - 사위 : 이창해 (李昌海, 1948년 ~ )
  - 차녀 : 김혜정 (金惠廷, 1954년 7월 7일 ~ )
  - 사위 : 송영석 (宋英錫, 1950년 ~ )
  - 장남 : 김은철 (金恩哲, 1956년 10월 7일 ~ 2024년 8월 7일)
  - 자부 : 황경미 (黃敬美, 1958년 ~ )
    - 손녀 : 김진 (1983년 ~ )
    - 손자 : 김성민 (1990년 ~ )

  - 차남 : 김현철 (金賢哲, 1959년 3월 8일 ~ )
  - 자부 : 김정현 (金姃炫, 1960년 ~ )
    - 손자 : 김인덕 (1985년 ~ )
    - 손자부 : 유채림 (1993년? ~ )
    - 손자 : 김인규 (金仁圭, 1989년 ~ )
    - 손녀 : 김인영 (1995년 ~ )

  - 3녀 : 김혜숙 (金惠淑, 1961년 11월 19일 ~ }
  - 사위 : 이병로 (李秉路, 1958년 ~ )
- 장인 : 손상호 (孫相鎬, 1902년 ~ 1978년)
- 장모 : 김근이 (金劤伊, 1907년 ~ 1935년)
- 장모(처계모) : 감덕순(甘悳順, 1910년 ~ 1996년 이후), 장인 손상호의 후처이다. 1남 5녀의 이복 처제들, 이복 처남이 있다.

## 기타 사항
외삼촌 박부호의 아들 박춘성은 울산현대중공업 전산실에 근무하였다. 외사촌 박춘성은 한때 김영삼의 비서이기도 했다.
그는 한때 고교와 군 복무시절 김영삼의 비서진의 일원으로 활동하기도 했으나, '각목전당대회'로 부상을 당한 뒤 정치에 염증을 느끼고 상도동을 나왔다고 한다.
김영삼의 별명은 '깡'이다. 정치권 일각에서는 역대 대통령들을 말할 때 우스개 삼아 '이, 윤, 박, 최, 돌, 물, 깡'이라 부른다 한다. 이승만, 윤보선, 박정희, 최규하 대통령까지는 성을 그대로 부르지만 그 다음부터는 별명이다. 즉 '전두환 = 돌', '노태우 = 물', '김영삼 = 깡'이다.
미래통합당, 자유한국당 등 대한민국 보수계열 대표정당은 두 개의 파벌로 나뉘어 있는데 하나는 김영삼 파벌이고 다른 하나는 박정희 파벌이다.

### 유행어
유신 시대 당시 그는 "민주 제단에 피를 뿌리고, 아무리 닭의 목을 비틀지라도 새벽이 온다는 사실은 자명합니다."라고 발언 하였다. 이 발언이 유행하여 닭의 모가지를 비틀어도 새벽은 온다는 말이 회자화되었다.

### 일화
- 퇴임 후인 1999년 6월 3일에는 일본 와세다 대학에서의 강연을 위해 김포공항 귀빈실로 향하는 도중 재미 교포인 박의정이 던진 달걀에 얼굴을 맞았다. 박씨가 당시 지니고 있던 유인물에서 "IMF 구제금융사건을 초래해 나라를 망친 김씨가 할복 자결을 해도 속죄할 길이 없는데도 망발로 통치권에 도전하는 것은 결과적으로 경제회복을 방해하는 것" 이라 주장하였다. 당시 계란을 투척한 박씨는 징역 8개월에 집행유예 2년을 선고받았다. 이때문에 일본에 늦게 도착한 김 전 대통령은 숙소에서 기자회견을 갖고 "지금까지 세상을 살아오면서 독재자에게 몇 번 당했지만 얼굴 전체가 조여드는 고통으로 견디기는 어려웠다"며 "'살인적 페인트' 목표는 나를 봉사로 만들어 죽은 사람과 똑같게 하려는 것"이라고 말했다.[248] 당시의 계란투척 순간을 촬영한  한국일보 사진부 고영권 기자는 제31회 한국기자상을 수상하였다.[249]

- 2000년 10월 노르웨이 노벨 평화상 위윈회가 김대중 당시 대통령을 노벨 평화상 수상자로 결정되었을 당시 김영삼은 고려대학교의 초청으로 강연회가 예정되어 있었는데 고려대 학생들의 저지로 문전박대 당하자 "노벨상의 가치가 땅에 떨어졌다"라고 한탄하다 이날 강연이 결국 취소되어 상도동 자택으로 돌아갔다.[250]

- 2009년 9월 김영삼은 일본 잡지 《애플타운》 2009년 9월호 인터뷰에서 노무현 전 대통령의 장례에 대해 "국민장이 아니라 가족장으로도 충분했다"라는 발언을 해 논란을 일으켰다.[251] "노무현의 빈소에 꽃을 던져버리고 나왔다"는 감정적인 발언 역시 문제가 됐다. 한때 통일민주당의 비서관이었으며, 노무현의 측근인 안희정은 김영삼에게 사과를 요구하기도 했다.[251] 이에 대해 김영삼 측은 정식 인터뷰가 아니었다고 하면서 "문맥이 거두절미되고 엉뚱한 이야기가 기사로 나간 것 같다"라고 해명했다.

#### 김대중과의 관계
'양김'으로 불렸던 김대중과는 평생에 걸친 정치적 동지이자 라이벌로 유명하다. 박정희-전두환 군부정권 시절에는 민주화 운동에 함께 참여했던 정치적 동지로, 제13대 대통령 선거 과정에서 결별한 이후에는 정치적인 라이벌로 반목하였다. 김영삼과 김대중은 각각 민주자유당과 새정치국민회의의 총재를 맡았고, 이는 현재 대한민국의 집권여당인 국민의힘과 더불어민주당의 계파적 뿌리가 되었다.
김영삼은 장택상 국회부의장의 비서로 정계 생활을 시작해 1954년 자유당 소속으로 거제군 국회의원에 당선되었다. 이 후 김영삼은 이승만의 사사오입 개헌에 반대하여 민주당으로 이적해 야당 생활을 시작했다. 한편 김대중은 1950년대까지 목포에서 사업을 하며 지내다, 1961년 목포에서 제7대 국회의원으로 당선되어 정계에 입문하였다. 이 후 같은 민주당에서 박정희 정권에 저항했던 이들은, 군사정권으로부터 탄압의 대상이 되었다. 김대중은 1973년 김대중 납치 사건 및 의문의 교통사고, 수년의 가택연금 조치를 당했으며 김영삼은 질산 테러를 당하고 1979년에는 의원직에서 제명되었다. 1971년 대통령 선거에서 두 사람은 신민당 경선후보로 처음 맞붙었으나, 경선 결과 김대중이 승리하였고 김영삼은 승복과 함께 김대중의 선거운동을 도왔다. 그러나 김대중은 박정희에게 밀려 낙선하였고 이듬 해 박정희가 유신 헌법을 발표하면서 직선제는 폐지되었다.
1979년 10.26 사건으로 박정희가 암살당하고 서울의 봄이 시작되었다. 이 때 김영삼과 김대중은 민주공화당 총재를 지낸 김종필과 함께 소위 삼김으로 불리며 직선제 개헌 및 민주선거를 추진하였다. 그러나 전두환을 위시로 한 신군부 세력이 12.12 군사반란과 5.17 사태로 정권을 장악하며, 김대중은 내란음모 혐의로 체포되어 사형을 선고받았고 김영삼은 상도동 자택에 가택 연금되어 강제적으로 정계은퇴를 선언하였다. 이들과 함께 서울의 봄을 이끌었던 김종필도 부정축재 혐의자로 몰려 신군부에 체포, 정치활동을 금지당했다. 김대중은 사형을 선고받았으나 국제사회의 여론에 힘입어 무기징역으로 감형, 1982년 12월 석방되어 미국으로 망명을 떠났다. 김영삼은 국내에 남아 5공 정권을 향한 저항을 이어갔고 1983년 5.18 민주화운동 3주기를 맞아 가택연금 해지 및 민주헌법을 요구하며 23일간 초인적인 단식투쟁을 벌였다. 미국에 머물고 있던 김대중은 미주 내 한인들과 함께 전두환 정권의 가택연금 해지와 민주헌법 개헌을 요구하는 시위를 벌였고, 김영삼에게 단식 중단을 권고하였다. 김영삼은 결국 서울대병원에 입원한 뒤에야 단식을 중단했으며 이 후 연금이 해제되었다.
그러던 1985년 2월, 김대중은 국내에서 정치활동을 재개하기 위해 귀국을 결정하였다. 그러나 김대중이 김포국제공항에 내리자마자 안기부 요원들이 김대중 일행을 강제로 차에 태워 동교동 자택으로 이동, 다시 그들을 가택연금 시켰다. 이 때 김영삼은 김대중의 귀국을 환영하기 위해 김포공항으로 향할 예정이었으나, 김대중의 귀국을 앞두고 전두환은 김영삼을 다시 가택연금시키면서 이 계획은 무산됐다. 김영삼은 신한민주당의 총재직을 맡아 제12대 국회의원 총선거에서 제1야당으로 위치를 올려놓았다. 그러나 김영삼의 뒤를 이어 총재가 된 이민우가 내각제 개헌을 주장하는 소위 '이민우 구상' 을 내놓자 이에 반발하여 상도동계와 함께 탈당해 통일민주당을 결성하였다. 이 때 김대중 역시 동교동계 일원들을 이끌고 김영삼이 창당한 통일민주당에 합세했다.
1987년 6.29 선언과 함께 김대중의 가택연금은 해제되었고 정치활동이 자유로워지면서, 양김은 야권의 대선 후보로 급부상했다. 그러나 단일화 방식이 계속 합의되지 않아 야권의 갈등이 심해졌으며, 결국 10월 26일 김대중은 동교동계를 이끌고 평화민주당을 창당하면서 김영삼과 정치적으로 결별하였다. 야권이 단일화에 실패하면서 결국 제13대 대통령 선거에서는 노태우가 당선되었다.
이 후 김영삼과 김대중은 각각 다른 정치진영의 수장으로 활동을 이어갔으며 김영삼은 3당 합당을 통해 민주자유당을 창당하면서 김대중과 더욱 정치적으로 멀어지게 되었다. 1992년 제14대 대통령 선거에서 양김은 2번째로 맞붙었으나, 결과는 김영삼의 승리였다. 김대중은 대선 패배 이후 정계은퇴를 선언하고 영국으로 연수를 떠난다.
문민정부는 집권 초반기 금융실명제, 하나회 청산, 조선총독부 철거, 전노 구속수감 등의 성과를 이뤄내며 지지도가 90%에 육박할 정도로 민심이 좋았다. 그러나 성수대교 붕괴사고, 삼풍백화점 붕괴 사고, 목포 아시아나 여객기 추락 등 여러 재난과 한국통신 파업사태 등이 터지며 지지율이 하락하였다. 야권에서는 김대중에 대한 정계복귀 여론이 형성되었고, 결국 김대중은 1995년 7월 정계복귀를 공식 선언하고 새정치민주회의를 창당하였다. 김대중은 영국 유학 기간동안 마거릿 대처 등 영국의 신보수주의 인사들을 연구하여 중도정치세력의 독자화를 시도했고, 이 과정에서 김종필과 연합하여 DJP연합을 성사시켰다. 한편 1997년 대선을 앞두고 IMF 사태가 터지면서 김영삼의 지지율은 급격히 하락하였고, 결국 15대 대통령 선거에서 김대중이 이회창을 누르고 제15대 대통령으로 당선되었다.
6월 항쟁 이후 정치적인 라이벌로 변모한 양김은 2000년대까지 서로를 향한 날센 비판을 이어가며 반목하였다. 김영삼은 국민의 정부 시절 김대중의 정책을 수시로 비판하였고, 2000년 김대중이 노벨평화상을 수상했을 당시 "노벨상의 가치가 땅에 떨어졌다"는 성명을 발표하였다. 2003년 김대중의 퇴임 직전 벌어진 대북송금사건 당시에는 직접 기자회견을 열어 김대중의 사법처리를 주장하였다. 김대중의 대통령 퇴임 이후에는 후임자인 노무현까지 함께 비판하며, 이들이 추진한 햇볕정책에 대한 공격을 이어갔다. 양김은 대통령 퇴임 이후 2000년 국민의 정부가 개최한 전직 대통령 만찬회, 2003년 노무현 전 대통령 취임식, 2006년 최규하 전 대통령 국민장 영결식, 2009년 노무현 전 대통령 국민장 영결식 등 4차례의 공식석상을 제외하면 한번도 직접 대면하지 않는 등 냉각적인 관계를 이어왔다.
그러던 2009년 8월 10일, 김영삼이 세브란스병원 중환자실에 입원한 김대중을 문병하면서 양김은 극적인 화해를 이루었다. 김영삼은 문병 직후 기자들과의 인터뷰에서 "우리 두 사람은 특수한 관계이다" 라고 밝히며 화해했냐는 기자의 질문에 "아 그렇게 봐도 좋죠. 이제 그럴 때도 된 것 아닙니까?" 라며 긍정적인 답변을 내놓았다. 김영삼은 김대중의 국장에 직접 참석하여 조문하였고, 11월 27일 동교동계 인사들을 상도동으로 초청하여 위로 만찬을 개최하였다.

## 같이 보기
| - 한국 전쟁 - 자유당 - 3·15 마산시위 - 5·18 광주 민주화 운동 - 강삼재 - 계훈제 - 국민의 정부 - 김광일 - 김대중 - 김덕룡 - 김동영 - 김두한 - 김명윤 - 김무성 - 김문기 - 김문수 - 김영삼 의원 제명 파동 - 김영삼 단식 농성 사건 | - YH 무역 여공 사건 - 김영삼 초산 테러 사건 - 김옥선 - 김종필 - 김현철 - 노무현 - 노재봉 - 노태우 - 노태우 정부 - 문민정부 - 문익환 - 문정수 - 민주당 - 민주산악회 - 민주자유당 - 민주화추진협의회 - 박계동 - 박준규 - 박정희 | - IMF 구제금융사건 - 박종웅 - 박종철 - 박태준 - 부마사태 - 서석재 - 서청원 - 손명순 - 신민당 - 신익희 - 신한국당 - 신한민주당 - 유진산 - 윤보선 - 이기택 - 이명박 - 이부영 - 이승만 - 이인제 - 이철승 - 이회창 - 장면 - 장준하 | - 장택상 - 정주영 - 전두환 - 제3공화국 - 제4공화국 - 제5공화국 - 제6공화국 - 제정구 - 조병옥 - 진산파동 - 최규하 - 최형우 - 통일민주당 - 한나라당 - 홍인길 - 홍인태 - YH 사건 - 신민당 - 최영한 - 이덕화 - 통영군 을 - 통영군의 국회의원 - 부산시 서구 갑 - 부산 서구의 국회의원 - 서구·동구 (1973년 선거구) - 부산 동구의 국회의원 - 서구 (1988년 부산 선거구) - 대한민국 제14대 국회의원 선거 민주자유당 후보 목록#전국구 - 대한민국 제7대 대통령 선거 - 대한민국 제13대 대통령 선거 - 대한민국 제14대 대통령 선거 |

### 저서
- 《김영삼 김영삼 대통령회고록(상,하)》 (조선일보사, 2001) ISBN 89-7365-297-4
- 《김영삼 회고록 1~3(부제:민주주의를 위한 나의 투쟁)》 (김영삼, 백산서당, 2000) ISBN 89-7327-229-2
- 《40대 기수론》
- 《지도자의 길》
- 《인생을 뜻있게 보내려면》
- 《우리가 기댈 언덕은 없다》
- 《정치는 길고 정권은 짧다》
- 《나와 조국의 진실》(1985, 대형국판 288, 일월서각)
- 《나의 결단》(1987)

### 공저
- 김영삼 외, 《김영삼 민주화 구국의 길 (金泳三 민주화 구국의 길)》 (김영삼 외 1명, 일월서각 1987)

## 관련 서적
- 《새벽을 열며:김영삼총재단식투쟁기록》 (김덕룡, 동광출판사, 1987)
- 《민주화의 횃불 김영삼》 (김동선, 원음사, 1987)
- 《김대중과 김영삼》 (손세일, 일월서각, 1986)
- 《김영삼 민주화 구국의 길:金泳三 민주화 구국의 길》 (김영삼 외 1명, 일월서각, 1987)
- 《김영삼 정부의 성공과 실패》 (함성득 편 지음, 나남, 2001)
- 《김영삼 제국과 IMF 신탁통치》 (김종찬, 하나로, 1998)
- 《김영삼의 사람들 1, 2》 (박정태 지음, 국민일보 펴냄, 1996)
- 《통일정책론:이승만 정부로부터 김영삼 정부까지》(양영식 지음, 박영사 펴냄, 1997)
- 《김영삼정부의 국정평가 및 차기정부의 정책과제》 나라정책연구회 편 지음, 현대정보문화사 펴냄, 1998)
- 《김영삼행정부의 규제완화실적 평가》 (이주선 외 지음, 한국경제연구원, 1999)
- 《김영삼의 사람들》 (성기철, 국민일보사, 1996)
- 《내친구 영샘이》 (반태경, 도서출판 송강, 1995)
- 《김영삼대통령의 실천약속》 (편집부 편 지음, 삼삼, 1993)
- 《경쟁과 공존의 역사(김대중·김영삼)》(한상휘 외 지음, 의암출판문화사, 1992)
- 《김영삼 왜 그의 등장은 시대적 요청인가》 (송철원, 동광출판사, 1992)
- 《대한민국 선거이야기:1948 제헌선거에서 2007 대선까지》 (서중석, 역사비평사, 2008)
- 《민영화와 한국경제:민영화 방식의 정책론》 (삼성경제연구소, 삼성경제연구소, 1997)
- 《지도자의 길》(몽고메리 저, 김영삼 번역, 동광출판사, 1986)
- 《김영삼대통령과 청와대사람들》(윤창중, 고려원, 1994)
- 《김영삼대통령연설문집 제1~3권》 (편집부 편 지음, 공보처 펴냄, 1994)
- 《한국현대사 60년》 (서중석, 역사비평사, 2007)
- 《한국현대사산책:1970년대편 2~3》(강준만, 인물과사상사, 2006)
- 《한국현대사산책:1980년대편 1~4》(강준만, 인물과사상사, 2006)
- 《한국현대사산책:1990년대편 1》(강준만, 인물과사상사, 2006)
- 《김영삼정부의 국정평가 및 차기정부의 정책과제》 (나라정책연구회, 현대정보문화사, 1998)
- 《김영삼대통령연설문집 제1~4권》 (편집부 저, 공보처, 1997)
- 《김영삼 대통령과 청와대 사람들》(윤창중, 고려원, 1994)
- 《김영삼 이데올로기》 (강준만, 개마고원, 1995)
- 《새벽은 온다(김영삼,그투쟁과사상과경륜)》 (박권흠, 백양출판사, 1992)
- 《김영삼과 나》 (김영환, 심우, 1992)
- 《한국의 새로운 도전과 김영삼》 크리스토퍼 아터튼, 시거 저, 정재문 역, 오름, 1993)
- 《김영삼:한국현대사와 더불어》 (고바야시 게이지 저, 안지나 역, K2문고, 1992)
- 《강준만의 한국현대사산책:1980년대편 3》 (강준만, 인물과사상사, 2006)
- 《강준만의 한국현대사산책:1980년대편 4》 (강준만, 인물과사상사, 2006)
- 《강준만의 한국현대사산책:1990년대편 1》 (강준만, 인물과사상사, 2006)
- 《강준만의 한국현대사산책:1990년대편 2》 (강준만, 인물과사상사, 2006)
- 《남북통일 2015》 (박영구, 지성문화사, 2009)

## 역대 선거 결과
|  | 44.77% |

|  | 42.98% |

|  | 66.87% |

|  | 41.65% |

|  | 59.23% |

|  | 63.17% |

|  | 40.39% |

|  | 53.77% |

|  | 28.03% |

|  | 66.48% |

|  | 38.50% |

|  | 41.96% |

## 소속 정당
| 소속 정당 | 소속 정당  | 소속 기간 | 비고                |
| --------- | ---------- | --------- | ------------------- |
|           | 자유당     | 1954      | 정계 입문           |
|           | 무소속     | 1954~1956 | 탈당                |
|           | 민주당     | 1956~1960 | 입당                |
|           | 무소속     | 1960      | 탈당                |
|           | 신민당     | 1960~1961 | 창당                |
|           | 무소속     | 1961~1963 | 정당 해산           |
|           | 민정당     | 1963~1965 | 입당                |
|           | 민중당     | 1965~1967 | 합당                |
|           | 신민당     | 1967~1969 | 합당                |
|           | 무소속     | 1969      | 자진 정당 해산      |
|           | 신민당     | 1969~1980 | 정당 재등록         |
|           | 무소속     | 1980~1985 | 정당 해산           |
|           | 신한민주당 | 1985~1987 | 창당                |
|           | 무소속     | 1987      | 탈당                |
|           | 통일민주당 | 1987~1990 | 창당                |
|           | 민주자유당 | 1990~1995 | 합당                |
|           | 신한국당   | 1995~1997 | 당명 변경           |
|           | 무소속     | 1997~2015 | 탈당 정계 은퇴 사망 |

## 논란

### 전두환 노태우 사면 논란
1997년 대선에서 김대중, 이회창, 이인제 후보 모두 전두환 노태우의 사면 복권을 공약으로 내세워 논란을 빚기도 했다.
1997년 4월 6일, 전두환 노태우의 사면에 "이회창 신한국당 대표가 국민대화합이 필요하다는 측면에서 전두환 노태우의 사면에 대해 찬성입장을 밝힐 예정"이라는 보도가 나오고 김윤환 신한국당 고문도 "김영삼대통령에게 전두환 노태우의 사면을 건의하였다"는 보도가 나옴으로써 집권당인 신한국당 내부에서는 전두환 노태우의 형 집행이 확정되기도 전에 전두환 노태우의 사면논의가 오가기 시작했다.

1997년 4월 17일 전두환 노태우에 대한 형 집행이 확정되자 집권당인 신한국당 내부에서 본격적으로 전두환 노태우의 사면에 대해 논의되기 시작했다. 당시 신한국당의 김윤환 고문과 대구경북쪽 인사들을 비롯한 구 여권 출신 대선주자들은 종전부터 사면에 찬성하는 쪽에 섰다. 김윤환 고문은 "부정축재 한 거 환수하고, 여러 가지 한다면은 죄는 주지만은 벌은 안 주었으면 하는 그런 심정이다."라는 발언으로 전두환 노태우의 처벌에 봐주기식 관용을 베풀어야 한다는 발언으로 당내에서 전두환 노태우의 사면 복권에 대해 찬성하는 방향으로 당내 분위기를 주도해나갔다.

7월 22일에는 법무부가 전두환 노태우의 사면에 대해 실무검토를 마쳤고 광복절 무렵에 사면될 수 있다는 뉴스까지 나오며 전두환 노태우의 사면에 대해 "언제든지 사면시킬 수 있다"고 "준비되었다"는 법무부의 입장을 보도했는데, 결국 전두환 노태우의 사면은 언제든지 대통령과 정부의 명령만 있으면 대선 이전에 준비가 완료되었던 셈이다. 법무부는 대통령 특별 사면의 경우 법적으로 논란의 소지가 있는 추징금 문제를 집중 검토했다. 노태우 씨의 경우는 추징금에 해당하는 재산을 대부분 보전 처분해 상관이 없지마는, 전두환 씨는 추징금 2,295억원의 10% 정도만 확보되어 있고 전두환의 경우 재산 추적에 진전이 없어, 나머지 2천억 원에 대해서는 집행 불능 결정을 내리고 이를 사면에 포함시킬 수 있는 것으로 결론을 내렸다. 법무부는 사면에 대한 긍정적인 여론이 아직 성숙되지 않았다는 판단에 따라 수감자의 건강이 나쁘거나 기타 중대한 사유가 있을 때 적용하는 형집행 정지도 검토했다. 그러나 형 집행 정지는 명분이 약하고 언제든지 재수감 될 수 있어 전, 노씨 두 사람이 거부할 가능성이 큰 것으로 법무부는 보고 있다.
가석방은 형기의 1/3을 마쳤을 때만 가능해 당초부터 검토 대상에서 제외되었다. 결국 전,노 씨를 풀어주는 길은 특별 사면밖에 없지만 전적으로 대통령의 의중에 달려 있는 문제이기 때문에 법무부는 매우 조심스런 입장을 취하고 있다"고 보도함으로써 이미 전두환 노태우에 대한 사면 준비는 대선 이전에 완료되었고 김영삼과 정부의 말 한마디면 곧바로 사면될 수 있었던 형국이었다.
이런 집권당에서의 사면 논의에 대해 1997년 8월 31일, 97년 대선을 앞두고 당시 김대중 새정치국민회의 대통령 후보는 간담회에서 "김영삼 대통령 임기중에 전두환 노태우를 사면하여 동서화합의 길이 열리도록 하겠다"는 의견을 밝혔다. 그는 이어 "그들(전두환 노태우)이 잘못을 반성하지 않는다고 우리도 똑같이 대응할 수는 없다"고 밝혔다. 그리고 다음날인 9월 1일 SBS 대통령 후보와 함께라는 프로그램에서 김대중 총재는 전두환 노태우에 대한 용서론을 강조했다. 이렇게 김대중후보가 전두환 노태우 사면을 내세우자 경향신문은 "화해의 정치인'부각 영남 끌어 안기6共(공)세력들도 포용 색깔론 차단 효과까지 ‘용서’광주여론도 한몫 국민회의 김대중(金大中(김대중))총재가 정치권의「뜨거운 감자"라는 내용의 기사를 실었다. 그리고 10월 23일, 새정치국민회의 박정수 부총재는 국회 본회의 연설에서 "김영삼대통령이 전두환 노태우를 사면하는 것이 바람직하고 김대중후보가 당선되면 대대적인 사면이 단행될 것"이라고 밝혔다. 이날 김대중 후보를 대신해 대표 연설에 나선 새정치국민회의 박정수 부총재는 집권 정치 보복을 절대 하지 않겠다는 김대중 후보의 약속을 거듭 강조하고 아무런 전제 조건을 달지 않은 채 전두환·노태우 前 대통령에 대한 사면을 촉구했다.
그에 대응하여 9월 1일 신한국당 대선후보인 이회창은 보수세력의 연합과 국민적인 지지를 얻고 김대중 후보의 전두환 노태우 사면론을 무력화시키기 위해 김영삼 대통령에게 전두환 노태우 두 전직 대통령을 추석 전에 사면해 줘야 된다고 요구한다. 당시 김영삼 대통령은 이회창의 전두환 노태우 두 전직대통령 조기석방에 대해 "국민적인 공감대가 형성돼야 된다"며 이회창의 요구를 들어주지 않았다. 당시 정치권이 경쟁적으로 앞다투어 전두환 노태우 사면을 공약으로 내세우자 사회 각계에서도 개탄의 분위기가 쏱아졌다. 당시 김영삼대통령은 9월 12일, 당초 전두환 사면에 대해 "국민적인 공감대가 형성돼야 한다"며 이회창의 요구를 들어주지 않았으나 다시 말을 바꿔 대선 전에 사면을 할 것이라며 입장을 선회한다. 이렇게 이회창이 전두환 사면을 공약으로 내세우자 감옥에 있는 전두환이 이회창에게 "고맙다"며 "우리 때문에 정치적 어려움을 겪는 것은 아니냐" 화답할 만큼 매우 기뻐했던 것으로 밝혀졌다. 그에 대해 이회창 후보도 전두환의 화답에 "고생 많으시다. 추석때 나오시기를 바랬는데 그렇게 되지 않아 아쉽다"고 전두환측에게 화답한 것으로 밝혀졌다. 당시 한겨레에서는 이회창 신한국당 대표가 "추석전 전두환 노태우 두분의 석방을 바랬는데 그렇게 되지 않아 아쉽게 됐다"고 전두환 측근들에게 화답하였다고 보도했다. 그리고 이회창은 9월 24일, cbs와 경실련과의 간담회에서 전두환 노태우 사면에 대해 "전직 대통령이 구금상태에 있는 것은 바람직하지 않고 대통합 차원에서 석방해 정상적인 생활을 영위토록 하는 것이 바람직하다"며 전두환 노태우 사면론에 적극적으로 찬성한다. 이는 곧 경쟁자인 김대중의 전두환 노태우 사면론을 무력화하기 위한 것이었다. 이회창과 김대중이 전두환 노태우의 사면 복권 공약을 내세운 것에 대해 이인제도 경쟁적으로 전두환과 노태우를 사면 복권한다는 공약을 내세웠다. 결국 이렇게 1997년 대선에서 이회창 김대중 이인제 3후보 모두가 전두환 노태우의 사면 복권을 경쟁적으로 대선 공약으로 내걸었던 것이다.
그러나 12월 18일 대선에서 이회창은 김대중후보에게 39만표차로 떨어져 낙선하고, 전두환과 노태우는 김대중이 대통령에 당선된 다음날인 1997년 12월 20일, 김영삼 대통령과 김대중 대통령 당선자와의 협의로 사면 복권되었다. 당시의 전두환 노태우 사면은 김영삼 대통령의 제안에 김대중 대통령 당선자가 이것을 수용하는 형식으로 이뤄졌는데 김대중당선자는 12월 21일, 일산자택에서 "이제는 국민 통합이 중요하다"며 전두환 노태우 사면을 지지했다. 이런 사면에 대해 낙선한 이회창후보 측근도 "이회창쪽에서도 추석전 조기사면을 요구한 만큼 김대중 당선자도 사면을 주장했으니 당연한 조치"라고 평했고 낙선한 이인제 후보 쪽에서도 전두환 노태우 사면에 대해 "이제는 국민대화합의 계기가 되어야 하고 매우 잘된 일"이라고 평가했다.
12월 21일, 김대중 당선자가 김영삼 대통령과 협의에 의해 전두환과 노태우를 사면한 것에 대해 외국 언론들은 용기있는 결정이라며 평가했다. 뉴욕타임스지는 김대중 당선자가 전두환 노태우의 사면에 동의한 것은 자신의 쓰라린 과거를 묻어둘 의사가 있음을 시시한 것이라고 평가했고 미국의 ABC방송은 김대중 당선자가 40년간에 걸친 고난의 정치역정을 용서로써 마무리 짓는 의미가 있다고 평가했다. ABC방송은 이어 김 당선자의 용서는 경제회생이라는 어려운 임무를 떠안게 된 새 지도자로서 정치적인 지지를 확보하기 위한 것이라고 논평했다. 워싱턴포스트 신문은 김 당선자의 이번 조치가 국가 화합과 지역감정 해소, 그리고 경제위기 극복에 큰 도움이 될 것이라고 보도했다. 뉴욕타임스는 " IMF 경제위기를 극복하기 위한 정치적 화합책의 하나로 김대중(金大中(김대중))대통령당선자는 두 명의 전임 독재자들에 대한 사면에 동의했다. 김영삼대통령 측 대변인은 김대중당선자가 전두환 노태우 사면에 대해 동의했다고 밝혔으나 김대중 당선자측은 전두환 노태우 사면에 대해 우리가 그들(김영삼, 이회창 신한국당 대선후보, 전두환, 노태우)의 제안을 받아들인 것 뿐"이라고 밝혀 사면에 대한 둘의 미묘한 신경전을 보도했다. 당시 사면에 대해 1997년 12월 22일자 동아일보에서도 "전두환 노태우의 사면은 유력 대통령후보들이 모두 대화합을 명분으로 사면을 공약으로 내세움으로써 대선 후 사면은 기정사실화되어 있었다"라고 보도했다.

## 인물 평가

### 이승만
김영삼은 성균관대학교 교수 김일영과의 대담에서 이승만은 대한민국을 건국한 인물이며 실질적인 국부이고 건국의 아버지라고 평가하였다. 1960년의 3.15 부정선거를 일으키기 전까지의 이승만은 국부지만 그 이후부터는 아니라고 보았다. 이승만이 추진한 사사오입 개헌에 반대하던 김영삼은 이승만에게 실망하여 자유당을 탈당하고 민주당에 입당한다.

### 김구
김구는 정치적 감각이 없고 현실성이 떨어지는 정치인이며, 정치적 판단도 김구는 이승만을 못 따라간다고 평가하였다.

### 박정희
박정희는 민주화를 후퇴시킨 역적으로 규정하였으며, 박정희가 없었어도 장면의 내각이 경제 성장을 잘 이룩할 수 있었다고 평가하였다. 김영삼은 박정희 정권을 기본적으로 부패정권이고 도둑정권이라 보았다. 또한 박정희에 대해서는 "쿠데타로 집권한 사람을 바로 볼 수는 없습니다. 누가 뭐래도 중정(중앙정보부)을 앞세워 바로 살자고 하는 사람들을 숨 못 쉬게 했어요. 이 사실을 국민들이 잘 모릅니다. 미화가 심해요. 공과를 따져야 한다" 고 평가하였다. 김영삼은 박정희 정권 시절 초산테러를 당하는 등 여러차례 정치적인 탄압을 받았다. 1999년 국민의 정부가 박정희기념관 건립을 약속하고 김대중 대통령이 기념사업회 명예회장직을 맡자, 김영삼은 성명을 내고 박정희 정부에 대한 역사적 심판을 강조하며 국민의 정부를 비판하였다. 이에 당시 한나라당 부총재를 맡고 있던 딸 박근혜가 비판성명을 발표하기도 하였다.

### 장면
제 4대 부통령과 제2대·제7대 국무총리를 지낸 장면에 대해서는 박정희가 없었어도 장면의 내각이 경제 발전을 잘 이룩할 수 있었다고 보았으나, 장면은 참 무능하다고도 보았다. "무능력자였습니다. 쿠데타를 당한다는 건 말이 안 됩니다. 평가할 가치가 없습니다."라고 평가절하하기도 했다.

### 최규하
회고록에서 "최규하 전 대통령은 헛된 욕심과 좁은 시야에 갇혀 민주화를 지연시켰다."고 평가했다.

### 전두환
전두환에 대해서는 반역자로 규정하고 선거를 치르지 않고 대통령에 올랐다는 건 용납할 수 없다고 밝혔다. 또한 "쿠데타로 집권한 전두환은 대통령도 아니다"며 "그 비극을 국민들이 기억해야 한다. 세상에 인간으로서 전쟁을 하는 것도 아니고, 자국 국민을 그렇게 수백 명을 죽일 수 있나. 우리 역사에 길이길이 크게 기록돼야 한다"며 강도높게 비판하기도 했다. 김영삼은 1995년 '역사바로세우기' 정책을 추진하였고, 이에 따라 전두환은 내란수괴 및 내란목적살인, 반란 혐의로 구속수감 되었다. 1998년 열린 전직 대통령 만찬에서 전두환은 "경제도 모르는 사람이 대통령을 해서 나라가 절단났다" 고 발언, 불쾌감을 느낀 김영삼이 먼저 귀가해버리는 해프닝이 벌어지기도 하였으며 12년 뒤 열린 만찬에서 이번에는 김영삼이 "전두환을 왜 불렀느냐, 대통령도 아니다. 죽어도 국립묘지 못 간다"는 발언을 하여 전두환이 먼저 집으로 돌아가는 해프닝이 벌어지기도 했다. 한편 2003년 전두환이 재산심리 재판에서 자신의 총 재산이 29만 1000원뿐이라고 발언하자, 김영삼은 인터뷰를 통해 "정상적인 사람이 아니다" 라는 평을 하기도 했다.

### 노태우
노태우도 나쁜 사람으로 규정한다. 노태우를 대통령으로 만든 것은 전두환이며, 전두환이 백담사에 가지 못하도록 노태우가 막았어야 했다고 평가하였다. 부정축재가 너무 심해서 내가 대통령이 되고 감옥에 넣었습니다. 그러고 싶어서 감옥에 넣은 게 아니다. 기업인들로부터 수천 억 원의 부정한 재산을 모았고 무능과 부정의 극치 라고 평가하였다. 회고록에서는 "노태우는 항상 정보정치를 통해 나에 대한 견제에만 골몰했다. 전두환의 후신이라는 출신에 대한 두려움에서 빠져나오지 못했다"고 평가했다.

### 김대중
한편 지역감정의 원인은 김대중을 지목하였다. "1971년 선거 무렵까지는 지역 감정이 없었으며 유진산, 양일동, 정성태 등이 신민당 안에서 호남이었으며 이들의 찬조연설을 내가 하러 가곤 했다. 그런데 결정적으로 DJ가 지역감정을 이용했다"라고 하였다. 아울러 김대중은 입만 벌리면 숨쉬는것 제외하고 전부 거짓말이라는 혹평을 남겼다. 양김은 1987년 13대 대선 경선 과정에서 단일화 합의가 무산되며 정치적으로 결별하였다. 김영삼은 국민의 정부 시절 내내 김대중에 대해 날선 비판을 이어갔으며, 2000년 노벨평화상 수상 당시에는 "노벨평화상의 가치가 땅에 떨어졌다" 고 논평하거나, 2003년 2월 대북송금 사건 당시에는 기자회견을 열고 김대중의 처벌을 주장하기도 하였다. 그렇게 2000년대까지 대립 상태였던 양김의 관계는 2009년 8월에 김영삼이 임종을 앞둔 김대중에게 병문안을 가면서 극적으로 화해한다.

### 노무현
자신이 정계로 발탁한 제16대 대통령 노무현에 대해서는 "노무현은 내가 픽업했죠. 의리가 없어요. 평가 가치 없습니다."라고 평가절하하기도 했다. 김영삼은 인권변호사로 활동하던 노무현을 발탁하여 통일민주당 국회의원으로 당선시켰으나, 1990년 노무현이 3당 합당에 반대하면서 정치적으로 결별하였다. 노무현은 김영삼에 대해 "3당 합당 이전까지는 DJ와 함께 훌륭한 분이었으나 기득권 세력의 인의 장벽을 넘어서지 못했다" 고 혹평하였다.

### 이명박
이명박은 대선 당시 지지한 것을 제외하면 특별한 평가가 없었다.

### 박근혜
이명박과 마찬가지로 대선 당시에 지지한 것을 제외하면 특별한 평가가 없었다. 대선에서 승리한 박근혜는 김영삼에게 전화로 대선 당시 도와준 것에 대한 감사를 표하였다.

### 결론
이명박과 박근혜를 제외한 역대 대통령들은 물론이고 김구나 장면처럼 한국 역사에 지대한 영향을 미친 사람들에게도 비판을 가하였다. 김영삼이 비판한 대부분의 인물들은 김영삼이 정치인으로 생활하면서 직접적으로 연관된 인물들이기 때문에 비판할 수 있던 것으로 보인다.

## 어록
평생의 정치적 라이벌이었던 김대중과 함께 한국 정계에서 달변가로 손꼽혀왔다. 박정희 정부에 대항하며 야당의 당수로 등장했던 1960년대부터 대통령 퇴임 후 원로로 활동하던 2010년대 초반까지 여러 연설 및 대중매체와의 인터뷰를 통해 자신의 견해를 표명해왔다.
- "어제 한잠도 자지 못하고 여러가지 정신적으로 피로합니다. 여기에서 이야기하고 있는 이 김영삼이가 목숨이 끊어지지 않는 한[33] 바른 길, 정의에 입각한 일, 진리를 위한 길, 자유를 위하는 일이면 싸우렵니다. 싸우다가 쓰러질지언정 싸우렵니다." (1969년 6월 23일, 초산테러 사건 직후 국회연설)

- "아무리 닭의 모가지를 비틀지라도 새벽이 온다는 것을 잊어서는 안 됩니다. (1979년 10월 4일, 의원직 제명 이후 발표한 성명서 中

- "나를 해외로 보낼 수 없는 것은 아니다. 나를 시체로 만든 뒤에 해외로 부쳐라. (1983년 5월 23일, 5.18 3주기를 맞아 상도동 자택에서 가진 인터뷰 中)

- "날 감금할 수는 있어. 이런 식으로 힘으로 막을 수는 있어. 그러나 내가 가려고 하는 민주주의 길은 말이야, 내 양심은, 마음은 전두환이가 빼앗지는 못해! (1985년 2월 19일, 상도동 자택 앞)

- "선거혁명을 통한 민주화가 내 지론이었으나, 이 정권이 받아들이지 않았다. 어젯밤과 오늘 내내 생각한 끝에 이 정권을 완전히 타도할 것을 결심했다. 나는 박정희 정권을 타도시킨 사람이다. 기필코 전두환 노태우 정권을 타도할 것이다." (1987년 12월 17일, 대선 패배 직후 성명서 中)'

- "호랑이를 잡으려면 호랑이 굴로 들어가야 한다. (1990년 3당 합당 직후 인터뷰 中)

- "오늘 탄생되는 정부는 민주주의에 대한 국민의 불타는 열망과 거룩한 희생으로 이루어졌습니다." (1993.2.25 대통령 취임사 中)

- "개가 짖어도 기차는 달릴 수 밖에 없다." (취임 직후 하나회 청산 관련 인터뷰 中)

- "그래서 이번에 그 버르장머리를 기어이 고쳐놓겠다." (1995년 한중정상회담 기자회견 中)

- "영광의 시간은 짧았지만, 고통과 고뇌의 시간은 길었습니다." (대통령 퇴임사 中)

- 2년 전 금혼식에서 결혼하고 처음으로 연애편지를 썼는데, 명순이도 기분 좋아서 깜짝 놀랐습니다. 잘 때도 '명순이 잘자라' 라고 이름을 부릅니다." (2003.3.10 YTN 《백지연의 정보특종》 中)

- "나도 23일간 단식해본 적이 있지만 굶으면 죽는 건 확실하다." (2003.12.5 한나라당 최병렬 대표의 단식현장에서 인터뷰 中)

- "오늘 오후에 서청원 전 대표가 상도동에 왔다 갔습니다. 내가 그랬습니다. 요전에 최병렬 대표가 왔을 때도 내가 그렇게 얘기를 했는데… '어떻게 하든지 우리 국민들은 참 이상한 데가 있다. 야당이 싸우면 굉장히 인기가 올라간다. 지금 싸움을 한다는 것은 좋다. 싸우는 것은 좋은데… 이거 절대 큰 문제가 생기면 안 된다. 분당을 하거나 이런 사태가 오면 절대 안 된다. 그것까지 가기 전에 수습해야 한다. 이것이 내가 그동안 쭉 정치적으로 경험한 일 중에 바로 제일 중요한 거다. 그런데 이 싸움이 일어나면 일단 국민이 관심을 가지니까 인기는 올라간다. 그래도 너무 싸워서 깨질 정도로 하면 안 된다.' 그것을 오늘도 서청원 전 대표에게 이야기를 아주 강하게, 강하게 했습니다." (2004.1.8 '21세기 분당포럼' 강연 中)

- "북한동포 여러분, 여러분들이 겪고 있는 어려움을 대한민국 정부와 국민들이 잘 알고 있습니다. 우리 함께 힘을 모아 북한의 독재정권을 타도하고 북한 땅에 민주주의 사회를 건설하기 위해 싸웁시다. 인권과 민주주의가 보장되지 않는 사회는 오래가는 법이 없습니다. 이런 사회의 지도부는 타도되어야 하며 이를 위해 싸우는 길 밖에 없습니다. 자유는 목숨보다 귀중하며 자유를 위해 싸울 때만 자유가 찾아온다는 것을 명심해야 합니다." (2005.1.3 자유북한방송 신년인사 인터뷰 中)

## 대중 매체

### 드라마
- 이인철 - 《무풍지대》 (1989년, KBS 드라마)
- 길용우 - 《제2공화국》 (1989년, MBC 드라마)
- 길용우 - 《제3공화국》 (1993년, MBC 드라마)
- 이영하 - 《코리아게이트》 (1995년, SBS 드라마)
- 임동진 - 《제4공화국》 (1995년, MBC 드라마)
- 신구 - 《화려한 휴가》 (1996년, MBC 드라마)[294]
- 길용우 - 《삼김시대》 (1998년, SBS 드라마)
- 정명준 - 《야인시대》 (2003년, SBS 드라마)(젊은 시절)
- 정명준 - 《영웅시대》 (2004년, MBC 드라마)
- 김용건 - 《제5공화국》 (2005년, MBC 드라마)

### 영화
- 이호재 - 《국가부도의 날》 (2018년, 영화)[295]
- 유재명 -《킹메이커》 (2022년, 영화)[296]

### 예능
- 롤러코스터2(격동 10분) - 이상훈